# Clubs de football belges ayant évolué dans une division nationale
 (janvier 2025).
 (janvier 2025).
La mise en forme du texte ne suit pas les recommandations de Wikipédia : il faut le « wikifier ».
Les points d'amélioration suivants sont les cas les plus fréquents. Le détail des points à revoir est peut-être précisé sur la page de discussion.
- Les titres sont pré-formatés par le logiciel. Ils ne sont ni en capitales, ni en gras.
- Le texte ne doit pas être écrit en capitales (les noms de famille non plus), ni en gras, ni en italique, ni en « petit »…
- Le gras n'est utilisé que pour surligner le titre de l'article dans l'introduction, une seule fois.
- L'italique est rarement utilisé : mots en langue étrangère, titres d'œuvres, noms de bateaux, etc.
- Les citations ne sont pas en italique mais en corps de texte normal. Elles sont entourées par des guillemets français : « et ».
- Les listes à puces sont à éviter, des paragraphes rédigés étant largement préférés. Les tableaux sont à réserver à la présentation de données structurées (résultats, etc.).
- Les appels de note de bas de page (petits chiffres en exposant, introduits par l'outil «  Source ») sont à placer entre la fin de phrase et le point final[comme ça].
- Les liens internes (vers d'autres articles de Wikipédia) sont à choisir avec parcimonie. Créez des liens vers des articles approfondissant le sujet. Les termes génériques sans rapport avec le sujet sont à éviter, ainsi que les répétitions de liens vers un même terme.
- Les liens externes sont à placer uniquement dans une section « Liens externes », à la fin de l'article. Ces liens sont à choisir avec parcimonie suivant les règles définies. Si un lien sert de source à l'article, son insertion dans le texte est à faire par les notes de bas de page.
- La présentation des références doit suivre les conventions bibliographiques. Il est recommandé d'utiliser les modèles {{Ouvrage}}, {{Chapitre}}, {{Article}}, {{Lien web}} et/ou {{Bibliographie}}. Le mode d'édition visuel peut mettre en forme automatiquement les références.
- Insérer une infobox (cadre d'informations à droite) n'est pas obligatoire pour parachever la mise en page.

Pour une aide détaillée, merci de consulter Aide:Wikification.
Si vous pensez que ces points ont été résolus, vous pouvez retirer ce bandeau et améliorer la mise en forme d'un autre article.
 (janvier 2025).
 (septembre 2023).
- Si vous ne connaissez pas le sujet, laissez ce bandeau (vous pouvez alors contacter les auteurs).
- Si vous supprimez le contenu mis en cause (vous pouvez préalablement contacter les auteurs),

argumentez précisément cette suppression dans la page de discussion
(un manque de référence n'est pas un argument ; une recherche réelle de référence doit avoir été effectuée, être formellement documentée).
 (septembre 2023).
Cet article recense tous les clubs de football belges ayant participé à au moins une saison dans les divisions nationales depuis la création du championnat en 1895.
Les clubs sont répartis dans les divisions suivantes :
- Division 1 (depuis 1895);
- Division 2 (depuis 1909);
- Division 3 (depuis 1926);
- Division 4 (anciennement « Promotion », de 1952 à 2016 ; renommée Division 2 Amateur en 2016);
- Division 5 (Division 3 Amateur, introduite en 2016).

En 2016, le système des divisions nationales est réformé :
1. La Pro League remplace la Division 1 (avec deux sous-niveaux : D1A et D1B);
2. La Division 1 Amateur devient le troisième échelon;
3. La Division 2 Amateur (régionalisée) et la Division 3 Amateur (gérée par l'URBSFA) complètent la pyramide.

## Répartitions des clubs parprovinces
Les tableaux ci-dessous proposent un récapitulatif de la répartition par province et division atteinte des clubs ayant évolué au moins saison dans une division nationale du football belge, depuis 1985.
Dernière mise à jour : 6 septembre 2023, participations à la saison 2023-2024 comprises.
| Région flamande (339)            | Région flamande (339) | Région wallonne (235)             | Région wallonne (235) |
| -------------------------------- | --------------------- | --------------------------------- | --------------------- |
| Province d'Anvers                | 93                    | Province de Hainaut               | 60                    |
| Province de Flandre-Occidentale  | 61                    | Province de Liège                 | 72                    |
| Province de Flandre-Orientale    | 66                    | Province de Luxembourg            | 31                    |
| Province de Limbourg             | 59                    | Province de Namur                 | 39                    |
| Province du Brabant flamand      | 60                    | Province du Brabant wallon        | 9                     |
| Région de Bruxelles-Capitale VFV | 0                     | Région de Bruxelles-Capitale ACFF | 24                    |

Le tableau recense 574 clubs, mais certains matricules sont comptabilisés plusieurs fois en raison de changements de province (ex. : un club déménage d'Anvers à Bruxelles). Avec ces doublons, le total réel s'élève à 592 clubs.
En ajoutant ces doublons, on arrive aux totaux suivants :
| Région flamande (345)            | Région flamande (345) | Région wallonne (247)             | Région wallonne (247) |
| -------------------------------- | --------------------- | --------------------------------- | --------------------- |
| Province d'Anvers                | 93                    | Province de Hainaut               | 61                    |
| Province de Flandre-Occidentale  | 61                    | Province de Liège                 | 73                    |
| Province de Flandre-Orientale    | 68                    | Province de Luxembourg            | 32                    |
| Province de Limbourg             | 59                    | Province de Namur                 | 39                    |
| Province du Brabant flamand      | 64                    | Province du Brabant wallon        | 10                    |
| Région de Bruxelles-Capitale VFV | 0                     | Région de Bruxelles-Capitale ACFF | 32                    |

Ces chiffres doivent être interprétés avec prudence, car les doublons de matricules peuvent fausser les totaux.

### Nombres de clubs par province par niveau
Le tableau ci-après n'est modifié que si un club (matricule) accède pour la première fois à un niveau donné (par montée ou descente).
Dernière mise à jour:  6 septembre 2023.
- Haut – A
- B
- C
- D
- E
- F
- G
- H
- I
- J
- K
- L
- M
- N
- O
- P
- Q
- R
- S
- T
- U
- V
- W
- X
- Y
- Z

## A

### KV Eendracht Aalter
- Matricule : 4763
- Province : Flandre-Orientale
  - Localité : Aalter
- Championnat actuel : D3 Amateur
- Première saison en nationales : 1971-1972
- Dernière saison en nationales : 2005-2006 (remontée en 2022)
- Plus haut niveau atteint : D4
- Nombre de saisons en nationales : 29 (27 en D4, 2 en D5)

### KVO Aarschot
- Matricule : 441
- Province : Brabant (Brabant flamand)
  - Localité : Aarschot
- Championnat actuel : disparu
- Première saison en nationales : 1945-1946
- Dernière saison en nationales : 2006-2007
- Plus haut niveau atteint : D3
- Nombre de saisons en nationales : 38 (20 en D3, 18 en D4)

### Royale Entente Acren Lessines
- Ancienne appellation: R. Entente Acrenoise, jusqu'au 30/06/2016
- Matricule : 2774
- Province : Hainaut
  - Localité : Deux-Acren
- Championnat actuel : D4
- Première saison en nationales : 2011-2012
- Dernière saison en nationales : 6e en cours...
- Plus haut niveau atteint : D3
- Nombre de saisons en nationales : 13 (1 en D3, 12 en D4)

- Le 1er juillet 2016, la Royale Entente Acrenoise devient l'Entente Acren-Lessines après fusion avec la R. AS Lessines-Ollignies (matricule 2901). Le nom familier est Royale Entente Acren Lessines ou « REAL » [1].

### KSV White Star Adinkerke
- Matricule : 2521
- Province : Flandre occidentale
  - Localité : Adinkerque
- Championnat actuel : P1
- Première saison en nationales : 2015-2016
- Dernière saison en nationales : 2015-2016
- Plus haut niveau atteint : D4
- Nombre de saisons en nationales : 1 (1 en D4)

- Le passage en séries nationale ne réussit pas au club qui, à partir du 1er juillet 2017 met son « équipe A » en inactivité, puis reprend en « P4 » lors de la saison 2018-2019.

### Royale Jeunesse Aischoise
- Matricule : 3020
- Province : Namur
  - Localité : Aische-en-Refail
- Championnat actuel : D3 amateurs
- Première saison en nationales : 2000-2001
- Dernière saison en nationales : 2009-2010
- Plus haut niveau atteint : D4
- Nombre de saisons en nationales : 14 (6 en D4, 8 en D5)

### KFC Alken
- Matricule : 3916
- Province : Limbourg
  - Localité : Alken
- Championnat actuel : P2
- Première saison en nationales : 1964-1965
- Dernière saison en nationales : 1984-1985
- Plus haut niveau atteint : D4
- Nombre de saisons en nationales : 10 (10 en D4)

- Évolue en séries nationales sous l'appellation « K. Sporting Alken ». Deux fusions interfviennent depuis: une en 1995, l'autre en 2017.

### KSC Eendracht Alost
- Matricule : 90
- Province : Flandre-Orientale
  - Localité : Alost
- Championnat actuel : D2 VV
- Première saison en nationales : 1933-1934
- Dernière saison en nationales : en cours
- Plus haut niveau atteint : D1
- Nombre de saisons en nationales : 88 (16 en D1, 35 en D2, 29 en D3, 8 en D4)

### Entente Amay
- Matricule : 179
- Province : Liège
  - Localité : Amay
- Championnat actuel : P1
- Première saison en nationales : 1931-1932
- Dernière saison en nationales : 1962-1963
- Plus haut niveau atteint : D3
- Nombre de saisons en nationales : 10 (7 en D3, 3 en D4)

### Royal Cercle Sportif Andennais
- Matricule : 307
- Province : Namur
  - Localité : Andenne
- Championnat actuel : P1 (6e niveau)
- Première saison en nationales : 1929-1930
- Dernière saison en nationales : 2008-2009
- Plus haut niveau atteint : D2
- Nombre de saisons en nationales : 45 (2 en D2, 14 en D3, 29 en D4)

### Royal Sporting Club Anderlecht
- Matricule : 35
- Province : Brabant (Bruxelles)
  - Localité : Anderlecht
- Championnat actuel : D1
- Première saison en nationales : 1913-1914
- Dernière saison en nationales : en cours
- Plus haut niveau atteint : D1
- Nombre de saisons en nationales : 103 (93 en D1, 10 en D2)

### Royal Standard Football Club Andrimont
- Matricule : 349
- Province : Liège
  - Localité : Andrimont
- Championnat actuel : P3
- Première saison en nationales : 1986-1987
- Dernière saison en nationales : 1990-1991
- Plus haut niveau atteint : D4
- Nombre de saisons en nationales : 5 (5 en D4)

### Royal Ans Football Club
- Matricule : 617
- Province : Liège
  - Localité : Ans
- Championnat actuel : disparu
- Première saison en nationales : 1942-1943
- Dernière saison en nationales : 1966-1967
- Plus haut niveau atteint : D3
- Nombre de saisons en nationales : 22 (9 en D3, 13 en D4)

- Faute de moyens financiers suffisants, le club cesse ses activités le 1er juillet 2014. Les dirigeants et bénévoles s'associent avec ceux du R. Racing FC Montegnée (77) qui est dans la même situation et forment le Racing Ans-Montegnée FC qui redémarre en P4 sous le matricule n°9638

### Royal Antwerp Football Club
- Matricule : 1
- Province : Anvers
  - Localité : Anvers (Deurne)
- Championnat actuel : D1
- Première saison en nationales : 1895-1896
- Dernière saison en nationales : en cours
- Plus haut niveau atteint : D1
- Nombre de saisons en nationales : 120 (103 en D1, 17 en D2)

### Antwerp Football Alliance
- Matricule : N/A
- Province : Anvers
  - Localité : Anvers
- Championnat actuel : disparu
- Première saison en nationales : 1910-1911
- Dernière saison en nationales : 1910-1911
- Plus haut niveau atteint : D2
- Nombre de saisons en nationales : 1 (1 en D2)

### Association sportive Anvers-Borgerhout
- Matricule : N/A
- Province : Anvers
  - Localité : Anvers (Borgerhout)
- Championnat actuel : disparu
- Première saison en nationales : 1909-1910
- Dernière saison en nationales : 1911-1912
- Plus haut niveau atteint : D2
- Nombre de saisons en nationales : 3 (3 en D2)

### Racing Club Anvers-Deurne
- Matricule : 29
- Province : Anvers
  - Localité : Anvers (Deurne)
- Championnat actuel : disparu
- Première saison en nationales : 1923-1924
- Dernière saison en nationales : 1932-1933
- Plus haut niveau atteint : D2
- Nombre de saisons en nationales : 8 (4 en D2, 4 en D3)

### KSC Maccabi Antwerp
- Matricule : 201
- Province : Anvers
  - Localité : Anvers
- Championnat actuel : P4
- Première saison en nationales : 1960-1961
- Dernière saison en nationales : 1973-1974
- Plus haut niveau atteint : D3
- Nombre de saisons en nationales : 13 (4 en D3, 9 en D4)

### Minerve Sport et Athletic Club Anvers
- Matricule : 103
- Province : Anvers
  - Localité : Anvers
- Championnat actuel : disparu
- Première saison en nationales : 1931-1932
- Dernière saison en nationales : 1931-1932
- Plus haut niveau atteint : D3
- Nombre de saisons en nationales : 1 (1 en D3)

### KSV Anzegem
- Matricule : 6122
- Province : Flandre occidentale
  - Localité : Anzegem
- Championnat actuel : Division 3 VV
- Première saison en nationales : 2020-2021
- Dernière saison en nationales : ...
- Plus haut niveau atteint : D5
- Nombre de saisons en nationales : 3 (3 en D5)

- Le club est fondé le 28 mars 1958 sous le nom de SPORTVERENIGING ANZEGEM et s'affilie à l'URBSFA le 6 juin 1958 qui lui attribue le n° de matricule 6122. Reconnu Société royale vers 2008, le club prend l'appellation de KONINKLIJKE SPORTVERENIGING ANZEGEM (6122) le 1er juillet 2009. Le cercle parvient pour la première fois en série nationale en 2020-2021, mais cette saison est arrêtée et finalement annulée en raison de l'évolution de la Pandémie de Covid-19.

### KFC Voorde-Appelterre
- Matricule : 3964
- Province : Flandre-Orientale
  - Localité : Appelterre-Eichem
- Championnat actuel : P1
- Première saison en nationales : 2007-2008
- Dernière saison en nationales : 2012-2013
- Plus haut niveau atteint : D4
- Nombre de saisons en nationales : 7 (3 en D4, 4 en D5)
- Fondé le 25 septembre 1937, sous le nom d'EENDRACHT APPELTERRE-EICHEM, le club s'affilie à l'URBSFA pendant la Seconde Guerre mondiale, à savoir le 30 octobre 1943 et se voit attribuer le n° de matricule 3964. Reconnu Société Royale vers le 6 avril 1994, le club prend la dénomination de KONINKLIJKE EENDRACHT APPELTERRE-EICHEM à partir du 1er juillet 1994.
- Le club joue trois saisons en "Promotion" (D4) sous l'appellation "K. Eendracht Appelterre-Eichem". Le 1er juillet 2018, il fusionne avec le SV Voorde (matricule 8262) fondé en 1969, pour prendre le nom de K. FC Voorde-Appeleterre sous le matricule 3964.

### FC Arendonk Sport
- Matricule : 915
- Province : Anvers
  - Localité : Arendonk
- Championnat actuel : P2
- Première saison en nationales : 1948-1949
- Dernière saison en nationales : 1956-1957
- Plus haut niveau atteint : D3
- Nombre de saisons en nationales : 8 (4 en D3, 4 en D4)

- Le 1er juillet 2018, le K. FC Verboerdering Arendonk (915) fusionne avec Vrij Arendonk (6561) pour former (K.) FC Arendonk Sport (915).

### Royale Jeunesse Arlonaise
- Matricule : 143
- Province : Luxembourg
  - Localité : Arlon
- Championnat actuel : disparu
- Première saison en nationales : 1924-1925
- Dernière saison en nationales : 1998-1999
- Plus haut niveau atteint : D2
- Nombre de saisons en nationales : 48 (1 en D2, 25 en D3, 22 en D4)

### Football Club Arlon
- Anciennes appellations: FC Le Lorrain Arlon, FC Jeunesse Lorraine Arlonaise.
- Matricule : 7763
- Province : Luxembourg
  - Localité : Arlon
- Championnat actuel : P1 (niveau 6)
- Première saison en nationales : 1977-1978
- Dernière saison en nationales : 2016-2017
- Plus haut niveau atteint : D4
- Nombre de saisons en nationales : 34 (33 en D4, 1 en D5)

### Royal Arquet Football Club
- Matricule : 4210
- Province : Namur
  - Localité : Vedrin
- Championnat actuel : D3 ACFF (niveau 5)
- Première saison en nationales : 1979-1980
- Dernière saison en nationales : 1991-1992
- Plus haut niveau atteint : D4
- Nombre de saisons en nationales : 3 (2 en D4, 1 en D5)

### SV Asse
- Matricule : 4097
- Province : Brabant (Brabant flamand)
  - Localité : Asse
- Championnat actuel : disparu
- Première saison en nationales : 1960-1961
- Dernière saison en nationales : 1988-1989
- Plus haut niveau atteint : D4
- Nombre de saisons en nationales : 5 (5 en D4)

### Football Club Assent
- Matricule : 8091
- Championnat actuel : disparu
- Première saison en nationales : 1980-1981
- Dernière saison en nationales : 1987-1988
- Plus haut niveau atteint : D2
- Nombre de saisons en nationales : 8 (3 en D2, 4 en D3, 1 en D4)

### Royale Union Sportive Assessoise
- Matricule : 5718
- Province : Namur
  - Localité : Assesse
- Championnat actuel : P3 (niveau 8)
- Première saison en nationales : 2014-2015
- Dernière saison en nationales : 2014-2015
- Plus haut niveau atteint : D4
- Nombre de saisons en nationales : 1 (1 en D4) sous l'appellation de R. US Assesse

- Le club accède aux séries nationales pour la première fois en 2014 après avoir été repêché après libéralisation d'une place (arrêt d'activités du RWDM Brussels FC renvoyé en D3, ce qui fit monter St-Eloois-Winkel Sport de Promotion en D3). Après sa courte expérience nationale, le club dégringole jusqu'en 3e Provinciale. Le 1er juillet 2022, le matricule 5718 devient la R. US Assessoise après avoir fusionné avec R. FC Sart-Bernard (4006) qui évolue alors une division plus haut.

### Royal Football Club Athois
- Matricule : 67
- Province : Hainaut
  - Localité : Ath
- Championnat actuel : disparu
- Première saison en nationales : 1952-1953
- Dernière saison en nationales : 2002-2003
- Plus haut niveau atteint : D4
- Nombre de saisons en nationales : 5 (5 en D4)

### Royal Géants Athois
- Matricule : 2899
- Province : Hainaut
  - Localité : Ath
- Championnat actuel : Disparu en juin 2016
- Première saison en nationales : 2009-2010
- Dernière saison en nationales : 2015-2016
- Plus haut niveau atteint : D3
- Nombre de saisons en nationales : 4 (2 en D3, 2 en D4)
- Le matricule 2899 est vendu à un groupe de repreneurs/investisseurs en toute fin de saison 2014-2015, mais ce projet sportif échoue et le club ne termine pas la saison 2015-2016.

### Cercle Sportif Pays Vert Ostiches-Ath
- Matricule : 9245
- Province : Hainaut
  - Localité : Ostiches
- Championnat actuel : Division 3 Amateur
- Première saison en nationales : 2018-2019
- Dernière saison en nationales : en cours
- Plus haut niveau atteint : D4
- Nombre de saisons en nationales : 2 (début en 2018-2019)
- Connu sous la dénomination de FOOTBALL CLUB OSITCHES que le club joue initialement dans « l'Entente Terrienne du Tourniais ». Il s'est affilié à l'URBSFA le 19 juillet 1991. Il et reçoit le n° de matricule 9245[pas clair]. Le club évolue relativement anonymement dans les séries hennuyères.
- Au printemps 2015, après une intervention de la Ville de Ath, des négociations débutent entre les dirigeants du FC Ostiches et ceux du R. Géants Athois (matricule 2899). Ce cercle connaît de très sérieuses difficultés financières et, selon de nombreux avis, est voué à disparaître. Le projet des autorités communales est essentiellement de préserver l'avenir des nombreuses équipes d'âge du matricule 2899, et pour cela de regrouper les deux effectifs sous le matricule « 9245 ». Celui-ci évolue à l'époque en 1re Provinciale Hainaut (à l'époque « niveau 5 »). Un accord est trouvé et, à partir du 1er juillet 2015, le matricule 9745 prend l'appellation de Cercle Sportif Pays Vert Ostiches-Ath.
- Par ailleurs, le matricule 2899 est vendu à un groupe de repreneurs/investisseurs, mais leur projet sportif échoue lamentablement et se termine par un forfait général confirmé à la mi-décembre 2015. Le matricule 2899 disparaît en juin de l'année suivante.

### Royal Sporting Club Athusien
- Matricule : 254
- Province : Luxembourg
  - Localité : Athus
- Championnat actuel : P2
- Première saison en nationales : 1980-1981
- Dernière saison en nationales : 2000-2001
- Plus haut niveau atteint : D3
- Nombre de saisons en nationales : 29 (9 en D3, 20 en D4)

### Club Sportif Saint-Louis Athus
- Matricule : 701
- Province : Luxembourg
  - Localité : Athus
- Championnat actuel : disparu
- Première saison en nationales : 1946-1947
- Dernière saison en nationales : 1948-1949
- Plus haut niveau atteint : D3
- Nombre de saisons en nationales : 2 (2 en D3)

### Royal Football Club Aubel
- Matricule : 2816
- Province : Liège
  - Localité : Aubel
- Championnat actuel : D3 amateurs
- Première saison en nationales : 1972-1973
- Dernière saison en nationales : 2024-2025
- Plus haut niveau atteint : D3
- Nombre de saisons en nationales : 18 (4 en D3, 14 en D4)

### KSV Audenarde
- Matricule : 81
- Province : Flandre-Orientale
  - Localité : Audenarde
- Championnat actuel : D2 VV
- Première saison en nationales : 1924-1925
- Dernière saison en nationales : en cours
- Plus haut niveau atteint : D2
- Nombre de saisons en nationales : 68 (5 en D2, 41 en D3, 22 en D4)

### Royale Union Auderghem
- Matricule : 2152
- Province : Brabant (Bruxelles)
  - Localité : Auderghem
- Championnat actuel : Provinciale 1
- Première saison en nationales : 1972-1973
- Dernière saison en nationales : 1973-1974
- Plus haut niveau atteint : D4
- Nombre de saisons en nationales : 2 (2 en D4)
- Ce club porte le nom de R. Union Auderghem à la suite d'une fusion survenue en 1986 entre la R. Association Sportive d'Auderghem (matricule 2152) et l'Union Sportive d'Auderghem (matricule 7031). Les deux saisons en séries nationales le furent par l'AS d'Auderghem (2152).

### Union Basse-Sambre Auvelais
- Matricule : 4290
- Province : Namur
  - Localité : Auvelais
- Championnat actuel : disparu
- Première saison en nationales : 1946-1947
- Dernière saison en nationales : 1995-1996
- Plus haut niveau atteint : D3
- Nombre de saisons en nationales : 27 (10 en D3, 17 en D4)

### Union sportive Auvelais
- Matricule : 238
- Province : Namur
  - Localité : Auvelais
- Championnat actuel : disparu
- Première saison en nationales : 1932-1933
- Dernière saison en nationales : 1938-1939
- Plus haut niveau atteint : D3
- Nombre de saisons en nationales : 6 (6 en D3)

### FC Averbode-Testelt-Okselaar
- Matricule : 2030
- Province : Brabant (Brabant flamand)
  - Localité : Averbode
- Championnat actuel : P2
- Première saison en nationales : 1943-1944
- Dernière saison en nationales : 2012-2013
- Plus haut niveau atteint : D3
- Nombre de saisons en nationales : 11 (7 en D3, 4 en D4)

- Le 1er juillet 2023 fusionne avec le Hoger Op Testelt (5377) pour former le FC Averdode-Testelt-Okselaar (2030).

### Royal Aywaille Football Club
- Matricule : 1979
- Province : Liège
  - Localité : Aywaille
- Championnat actuel : D3 ACFF
- Première saison en nationales : 1945-1946
- Dernière saison en nationales : en cours
- Plus haut niveau atteint : D3
- Nombre de saisons en nationales : 15 (1 en D3, 6 en D4, 8 en D5)

## B

### K Verbroedering Balen
- Matricule : 1774
- Province : Anvers
  - Localité : Balen
- Championnat actuel : P2
- Première saison en nationales : 1942-1943
- Dernière saison en nationales : 1947-1948
- Plus haut niveau atteint : D3
- Nombre de saisons en nationales : 5 (5 en D3)

### Royale Entente Sportive Wanze-Bas-Oha
- Ancienne appellation: R. JS Bas-Oha
- Matricule : 1654
- Province : Liège
  - Localité : Bas-Oha
- Championnat actuel : Division 3 ACFF
- Première saison en nationales : 1969-1970
- Dernière saison en nationales : 2010-2011
- Plus haut niveau atteint : D3
- Nombre de saisons en nationales : 21 (4 en D3, 14 en D4, 3 en D5)

### Royal Léopold Club Bastogne
- Matricule : 2263
- Province : Luxembourg
  - Localité : Bastogne
- Championnat actuel : P1
- Première saison en nationales : 1953-1954
- Dernière saison en nationales : 2000-2001
- Plus haut niveau atteint : D3
- Nombre de saisons en nationales : 31 (6 en D3, 25 en D4)

### Royal Battice Football Club
- Matricule : 3456
- Province : Liège
  - Localité : Battice
- Championnat actuel : P2
- Première saison en nationales : 2001-2002
- Dernière saison en nationales : 2002-2003
- Plus haut niveau atteint : D4
- Nombre de saisons en nationales : 2 (2 en D4)

### Union Sportive Beauraing 61
- Matricule : 5230
- Province : Namur
  - Localité : Beauraing
- Championnat actuel : P1
- Première saison en nationales : 1998-1999
- Dernière saison en nationales : 2001-2002
- Plus haut niveau atteint : D4
- Nombre de saisons en nationales : 4 (4 en D4)
- Le club est fondé le 15 juin 1949 sous l'appellation UNION SPORTIVE BEAURINOISE et affiliée à l'URBSFA, le 5 octobre 1949, sous la dénomination de UNION SPORTIVE BEAURAING. Le club reçoit le matricule 5230.
- Jusqu'en 1961, le club se fait appeler US Beaurinoise et utilise cette dénomination qui n'est cependant jamais officialisée par l'URBSFA.
- Le 14 janvier 1961, UNION SPORTIVE BEAURAING (5230) change de nom et devient UNION SPORTIVE BEAURAING '61 (5230). Contrairement à une idée préconçue, ce changement n'est pas dû à l'année concernée mais à un autre fait. En date du 24 décembre 1960, Le club a demandé à adapter son nom officiel à la suite d'une série de 61 rencontres sans défaite !
- Dans le courant de l'année 1999, le club est reconnu "Société Royale" mais n'a jamais adapté officiellement son appellation. Toutefois, depuis cette époque, une couronne apparaît sur le logo du club.

### K. Beerschot VAV
- Matricule : 13 Ce matricule est réactivé par la RBFA en 2018 au profit d'une autre cercle.
- Province : Anvers
  - Localité : Anvers
- Championnat actuel : disparu
- Première saison en nationales : 1900-1901
- Dernière saison en nationales : 1998-1999
- Plus haut niveau atteint : D1
- Nombre de saisons en nationales : 90 (81 en D1, 7 en D2, 2 en D3)

### K Beerschot Antwerpen Club
Appellations précédentes : FC Germinal Ekeren, Germinal Beerschot Antwerpen (GBA)
- Matricule : 3530
- Province : Anvers
  - Localité : Anvers
- Championnat actuel : disparu
- Première saison en nationales : 1949-1950
- Dernière saison en nationales : 2012-2013
- Plus haut niveau atteint : D1
- Nombre de saisons en nationales : 37 (24 en D1, 1 en D2, 6 en D3, 6 en D4)

- Ce cercle existe de 1920 à 2013. Sa disparition sur faillite entraîne la constitution du K. FC Olympia Wilrijk-Beerschot (155), lequel devient K. Beerschot VA avec réactivation du matricule 13

### K. Beerschot VA
- Noms précédents : K. FC Wilrijk (1921-1993), K. FC Olympia Wilrijk (1993-2013), K. FC Olympia Beerschot-Wilrijk (2013-2019)
- Matricule : 155 puis 13 (Reprise de l'ancien « matricule 13 »)
- Province : Anvers
  - Localité : Wilrijk
- Championnat actuel : D1B
- Première saison en nationales : 1926-1927
- Dernière saison en nationales : en cours
- Plus haut niveau atteint : D1
- Nombre de saisons en nationales : 34 (1 en D1, 5 en D2, 13 en D3, 14 en D4) (jusque 2020-2021 inclus)

- Le 1er juillet 2019, la RBFA autorise, contre paiement, le club à reprendre le matricule 13 du tout premier « Beerschot » (1899-1999)

### KFC Lentezon Beerse
- Matricule : 599
- Province : Anvers
  - Localité : Beerse
- Championnat actuel : P2
- Première saison en nationales : 1965-1966
- Dernière saison en nationales : 1968-1969
- Plus haut niveau atteint : D4
- Nombre de saisons en nationales : 4 (4 en D4)

### KFC Klim-Op Begijnendijk
- Matricule : 3550
- Province : Brabant (Brabant flamand)
  - Localité : Begijnendijk
- Championnat actuel : P4
- Première saison en nationales : 1948-1949
- Dernière saison en nationales : 1948-1949
- Plus haut niveau atteint : D3
- Nombre de saisons en nationales : 1 (1 en D3)

### Royale Union Sportive Beloeil
- Matricule : 4395
- Province : Hainaut
  - Localité : Quevaucamps
- Championnat actuel : P1
- Première saison en nationales : 2008-2009
- Dernière saison en nationales : 2009-2010
- Plus haut niveau atteint : D4
- Nombre de saisons en nationales : 3 (2 en D4, 1 en D5)

### K Berchem Sport 2004
- Matricule : 28
- Province : Anvers
  - Localité : Berchem
- Championnat actuel : D2 VV
- Première saison en nationales : 1911-1912
- Dernière saison en nationales : en cours
- Plus haut niveau atteint : D1
- Nombre de saisons en nationales : 102 (41 en D1, 28 en D2, 14 en D3, 19 en D4)

### Royale Union Sportive Bercheux
- Matricule : 4344
- Province : Luxembourg
  - Localité : Bercheux
- Championnat actuel : disparu
- Première saison en nationales : 2003-2004
- Dernière saison en nationales : 2006-2007
- Plus haut niveau atteint : D4
- Nombre de saisons en nationales : 3 (3 en D4)

- Le 1er juillet 2007, après trois saisons en « Promotion », la direction dui club décide l'arrêt des activités. Le matricule 4344 est radié, mais un nouveau club baptisé FC Bercheux est constitué et démarre en 3e Provinciale (P3) sous le matricule 9510. Pour rappel, la division la plus basse de la Province de Luxembourg est la P3.

### K Beringen FC
- Matricule : 522
- Province : Limbourg
  - Localité : Beringen
- Championnat actuel : disparu
- Première saison en nationales : 1936-1937
- Dernière saison en nationales : 2006-2007
- Plus haut niveau atteint : D1
- Nombre de saisons en nationales : 63 (25 en D1, 18 en D2, 13 en D3, 7 en D4)

### KVK Beringen
- Matricule : 330
- Province : Limbourg
  - Localité : Beringen
- Championnat actuel : P1
- Première saison en nationales : 1942-1943
- Dernière saison en nationales : 2002-2003
- Plus haut niveau atteint : D3
- Nombre de saisons en nationales : 19 (6 en D3, 9 en D4, 4 en D5)

### KFC Rita Berlaar
- Matricule : 2693
- Province : Anvers
  - Localité : Berlaar
- Championnat actuel : disparu
- Première saison en nationales : 1986-1987
- Dernière saison en nationales : 1999-2000
- Plus haut niveau atteint : D3
- Nombre de saisons en nationales : 14 (5 en D3, 9 en D4)

### FC Berlaar-Heikant
- Matricule : 7734
- Province : Anvers
  - Localité : Berlaar
- Championnat actuel : P1
- Première saison en nationales : 2020-2021
- Dernière saison en nationales :
- Plus haut niveau atteint : D5
- Nombre de saisons en nationales : 1 (1 en D5)

- Ce club a été fondé le 27 janvier 1972 et s'affilie à l'URBSFA le 23 mars 1972. Le cercle débute dans la Bosstraat puis déménage après une saison vers la Melkouwensteeweg.

### SK Berlare
- Matricule : 7850
- Province : Flandre-Orientale
  - Localité : Berlare
- Championnat actuel : D4
- Première saison en nationales : 2008-2009
- Dernière saison en nationales : en cours
- Plus haut niveau atteint : D4
- Nombre de saisons en nationales : 8 (7 en D4, 1 en D5)

### Royale Entente Bertrigeoise
- Matricule : 4267
- Province : Luxembourg
  - Localité : Bertrix
- Championnat actuel : disparu
- Première saison en nationales : 1952-1953
- Dernière saison en nationales : 2017-2018
- Plus haut niveau atteint : D3
- Nombre de saisons en nationales : 15 (3 en D3, 10 en D4, 2 en D5)

- Empêtré dans les soucis financiers, le club est démissionné le 1er juillet 2019. Un nouveau cercle est fondé sous le matricule 9716 et l'appellation FC Bertrix.

### KAC Betekom
- Matricule : 3634
- Province : Brabant (Brabant flamand)
  - Localité : Betekom
- Championnat actuel : D3 VV
- Première saison en nationales : 1954-1955
- Dernière saison en nationales : en cours
- Plus haut niveau atteint : D4
- Nombre de saisons en nationales : 14 (7 en D4, 7 en D5)

### KFC Bevel
- Matricule : 1640
- Province : Anvers
  - Localité : Bevel
- Championnat actuel : P1
- Première saison en nationales : 1943-1944
- Dernière saison en nationales : 1946-1947
- Plus haut niveau atteint : D3
- Nombre de saisons en nationales : 3 (3 en D3)

### KSK Beveren
- Matricule : 2300
- Province : Flandre-Orientale
  - Localité : Beveren/Waas
- Championnat actuel : P1
- Première saison en nationales : 1949-1950
- Dernière saison en nationales : 2009-2010
- Plus haut niveau atteint : D1
- Nombre de saisons en nationales : 61 (37 en D1, 7 en D2, 14 en D3, 3 en D4)

- Contrairement à une idée facilement répendue, le matricule 2300 n'a pas disparu. Quand la direction a choisi d'arrêter d'aligner une équipe « A », le 1er juillet 2010, la sélection « Dames » à continuer d'exister. Le 1er juillet 2011, le 1er juillet 2011, est fondé Yellow Blue Beveren sous la matricule 9577. Ce club gravit petit à petit les échelon jusqu'en P1. Le 1er juillet 2011, Yellow Blue Beveren (9577) devient Supporters Kring Beveren (9577). Deux ans plus tard, après une lutte d'influence avec le « matricule 4068 », les deux entités s'accordent sur leur appellation respective. Au regard de la RBFA, le matricule 2300 redevient le K. SK Beveren.

### KEWS Schoonbeek-Beverst
- Matricule : 2727
- Province : Limbourg
  - Localité : Beverst
- Championnat actuel : D3 VV
- Première saison en nationales : 1973-1974 (remontée en 2022)
- Dernière saison en nationales : 1986-1987
- Plus haut niveau atteint : D3
- Nombre de saisons en nationales : 15 (1 en D3, 12 en D4, 2 en D5)

- Initialement White Star Beverst puis Wit-Ster Beverst, le club devient le K. Wit-Ster Schoonbeek-Beverst au 1er juillet 2010 à la suite d'une fusion avec l'Eendracht FC Schoonbeek (5646).
- Le 1er juillet 2021, le club change son appellation en (K.) Eendracht White Star Schoonbeelk-Beverst (2727)

### Royal Standard Football Club Bièvre
- Matricule : 2593
- Province : Namur
  - Localité : Bièvre
- Championnat actuel : P3
- Première saison en nationales : 2011-2012
- Dernière saison en nationales : 2012-2013
- Plus haut niveau atteint : D4
- Nombre de saisons en nationales : 2 (2 en D4)

### Bilzen Youth
- Matricule : 232
- Province : Limbourg
  - Localité : Bilzen
- Championnat actuel : pas d'équipe « A »
- Première saison en nationales : 1948-1949
- Dernière saison en nationales : 1988-1989
- Plus haut niveau atteint : D3
- Nombre de saisons en nationales : 20 (10 en D3, 7 en D4, 3 en D5)

- Au terme de la saison 2013-2014, le K. Bilzerse VV fusionne avec Waltwilder VV, porteur d'un matricule 6211, un autre club basé dans la commune, qui évolue en première provinciale et qui remporte cette année-là le tour final provincial, qui lui offre une place directe en Promotion à la suite de la fusion entre l'Esperanza Neerpelt et Overpelt. Comme le prévoit le règlement, le club fusionné choisit de conserver le matricule qu'il souhait et c'est le plus ancien, le no 232 de Bilzen qui est conservé.
- Durant la saison 2020-2021, le K. Bilzerse Waltwilder VV etSpouwen-Mopertingen (matricule 5775) se rapproche ne forme qu'une seule équipe Premières alignée sous le nom de Belisia SV Bilzen ezt le matricule 5775). Le matricule 232 poursuit ses activités avec une équipes Réserves et des jeunes sous le nom de Bilzen Youth.

### Belisia SV Bilsen
- Matricule : 5775
- Province : Limbourg
  - Localité : Bilzen
- Championnat actuel : Division 2 (D4)
- Première saison en nationales : 1926-1927
- Dernière saison en nationales : en cours
- Plus haut niveau atteint : D4
- Nombre de saisons en nationales : 39 (39 en D4)

- Le 1er juillet 2002, première fusion entre le Rapid Spouwen (5775) et le Golden Stars Mopertingen (7073) pour former Spouwen-Mopertingen (5775).
- Le 1er juillet 2021, Spouwen-Mopertingen (5775) s'accorde avec le K. Bilzerse Waltwilder VV (232) pour unir les équipes Premières sous le nom de Belisia Bilzen SV (sous le matricule 5775)[2],[3].

### Football Club Binchois
- Matricule : 207
- Province : Hainaut
  - Localité : Binche
- Championnat actuel : disparu
- Première saison en nationales : 1931-1932
- Dernière saison en nationales : 1936-1937
- Plus haut niveau atteint : D3
- Nombre de saisons en nationales : 4 (4 en D3)

### Royale Union Sportive Binche (3835)
NE PAS CONFONDRE avec l'ancienne Royale Union Sportive Binchoise.
- Anciennes appellations: R. SC Leval, R. J. Ent. Binchoise.
- Matricule : 3835
- Province : Hainaut
  - Localité : Binche
- Championnat actuel : D4
- Première saison en nationales : 2013-2014
- Dernière saison en nationales : En cours
- Plus haut niveau atteint : D3
- Nombre de saisons en nationales : 10 (1 en D3, 5 en D4, 4 en D5)

- Initialement ce club porte le nom de "R. SC Leval" (fondé en 1943) qui évolue à Leval-Trahegnies jusqu'en 2019.
- Le 1er juillet 2012, le R. SC Leval s'unit avec le R. FC Ressaix (matricule 528, fondé en 1925) et la JS de Bray (matricule 9437, fondée en 2003) pour former la R. Jeunesse Entente Binchoise sous le matricule 3835.
- Le 1er juillet 2019, la R. Jeun. Ent. Binchoise (3835) fusionne avec la R. US Binchoise (matricule 4170) et le FC Péronnes (matricule 9507, fondé en 2007). L'entité constituée est nommée R. US Binche, sous le matricule 3835. L'équipe « A » s'installe au « stade Aimé Vachaudez » de l'ancienne RUSB à Binche.

### Royale Union Sportive Binchoise
- Matricule : 4170
- Province : Hainaut
  - Localité : Binche
- Championnat actuel : disparu
- Première saison en nationales : 1955-1956
- Dernière saison en nationales : 1994-1995
- Plus haut niveau atteint : D3
- Nombre de saisons en nationales : 18 (3 en D3, 15 en D4)

- Le 1er juillet 2019, le matricule 4170 est démissionné des registres de l'URBSFA à la suite d'une fusion avec le « matricule 3835 », voir Royale Union Sportive Binche (3835).

### Royal Football Club Bioul 81
- Matricule : 1785
- Province : Namur
  - Localité : Bioul
- Championnat actuel : P1
- Première saison en nationales : 2008-2009
- Dernière saison en nationales : 2008-2009
- Plus haut niveau atteint : D4
- Nombre de saisons en nationales : 1 (1 en D4)

### K Daring Club Blankenberge
- Matricule : 146
- Province : Flandre-Occidentale
  - Localité : Blankenberge
- Championnat actuel : disparu
- Première saison en nationales : 1926-1927
- Dernière saison en nationales : 1999-2000
- Plus haut niveau atteint : D3
- Nombre de saisons en nationales : 7 (6 en D3, 1 en D4)

### KSC Blankenberge
- Matricule : 48
- Province : Flandre-Occidentale
  - Localité : Blankenberge
- Championnat actuel : P2
- Première saison en nationales : 1923-1924
- Dernière saison en nationales : 2000-2001
- Plus haut niveau atteint : D2
- Nombre de saisons en nationales : 27 (5 en D2, 8 en D3, 13 en D4, 1 en D5)

### Royale Entente Blégnytoise
- Matricule : 236
- Province : Liège
  - Localité : Blegny
- Championnat actuel : P1
- Première saison en nationales : 1968-1969
- Dernière saison en nationales : 2012-2013
- Plus haut niveau atteint : D4
- Nombre de saisons en nationales : 18 (18 en D4)

### FC Bleid-Gaume
- Matricule : 236 (ce matricule est désormais celui du BX Brussels
- Province : Luxembourg
  - Localité : Bleid
- Championnat actuel : disparu
- Première saison en nationales : 2004-2005 en tant que FC Bleid
- Dernière saison en nationales : 2011-2012 en tant que FC Bleid-Gaume
- Plus haut niveau atteint : D3
- Nombre de saisons en nationales : 8 (3 en D3, 5 en D4)

- Ce club est déménagé de sa commune d'origine vers celle de Molenbeek-Saint-Jean en vue de la saison 2012-2013. Entre-temps, il adopte le nom de FC Bleid Gaume le 1er juillet 2010. Il est renommé FC Bleid-Molenbeekle 1er juillet 2012 en raison du déménagement évoqué ci-avant. L'année suivante, il est rebaptisé BX Brussels

### K Bocholter VV
- Matricule : 595
- Province : Limbourg
  - Localité : Bocholt
- Championnat actuel : D3
- Première saison en nationales : 1931-1932
- Dernière saison en nationales : en cours
- Plus haut niveau atteint : D3
- Nombre de saisons en nationales : 29 (16 en D3, 13 en D4)

### K Boechoutse VV
- Matricule : 125
- Province : Anvers
  - Localité : Boechout
- Championnat actuel : P4
- Première saison en nationales : 1936-1937
- Dernière saison en nationales : 1956-1957
- Plus haut niveau atteint : D3
- Nombre de saisons en nationales : 16 (11 en D3, 5 en D4)

### K Sassport Boezinge
- Matricule: 5544
- Province : Flandre-Occidentale
  - Localité : Boezinge
- Championnat actuel : P1
- Première saison en nationales : 2013-2014
- Dernière saison en nationales : 2014-2015
- Plus haut niveau atteint : D4
- Nombre de saisons en nationales : 2

### Bomal Royal Football Club
- Matricule : 3205
- Province : Luxembourg
  - Localité : Bomal
- Championnat actuel : Disparu en 2015
- Première saison en nationales : 1966-1967
- Dernière saison en nationales : 1988-1989
- Plus haut niveau atteint : D4
- Nombre de saisons en nationales : 7 (7 en D4)

- Le 1er juillet 2015, ce club fusionne avec Royale Entente Durbuysienne (matricule 3008) pour former ENTENTE DURBUY (3008)[4].

### K Boom FC
- Matricule : 58
- Province : Anvers
  - Localité : Boom
- Championnat actuel : disparu
- Première saison en nationales : 1936-1937
- Dernière saison en nationales : 1996-1997
- Plus haut niveau atteint : D1
- Nombre de saisons en nationales : 71 (9 en D1, 48 en D2, 13 en D3, 1 en D4)

### BHS United
- Matricule : 3556
- Province : Brabant (Brabant flamand)
  - Localité : Boortmeerbeek
- Championnat actuel : P3
- Première saison en nationales : 2000-2001
- Dernière saison en nationales : 2001-2002
- Plus haut niveau atteint : D4
- Nombre de saisons en nationales : 2 (2 en D4)

- Initialement ce club s'appelle K. RC Boortmeerbeek (3556). Le 1er juillet 2021 intervient une fusion entre les matricules « 3556 » (K. RC Boortmeerbeek) et « 3748 » (K. FC Hever) pour former BHS United (3556). BHS = « Boortmeerbeek-Hever-Schiplaken ».

### Royal Francs Borains
NE PAS CONFONDRE avec Royal Francs Borains (de 1922 à 2014)
- Anciennes appellations: Royal Sporting Club Lambusart, Royale JS Heppignies-Lambusart-Fleurus, Royal Charleroi Fleurus
- Matricule : 5192
- Province : Hainaut
  - Localité : Boussu-Bois
- Championnat actuel : D1B
- Première saison en nationales : 1996-1997
- Dernière saison en nationales : en cours
- Plus haut niveau atteint : D1B (2e niveau)
- Nombre de saisons en nationales : 25 (1 en D2, 7 en D3, 15 en D4, 2 en D5)

### KRC Borgerhout
- Matricule : 84
- Province : Anvers
  - Localité : Anvers (Borgerhout)
- Championnat actuel : disparu
- Première saison en nationales : 1927-1928
- Dernière saison en nationales : 1957-1958
- Plus haut niveau atteint : D2
- Nombre de saisons en nationales : 25 (4 en D2, 15 en D3, 6 en D4)

### K Tubantia Borgerhout VK
- Matricule : 64
- Province : Anvers
  - Localité : Anvers (Borgerhout)
- Championnat actuel : P4
- Première saison en nationales : 1926-1927
- Dernière saison en nationales : 2008-2009
- Plus haut niveau atteint : D1
- Nombre de saisons en nationales : 67 (2 en D1, 17 en D2, 18 en D3, 30 en D4)

### KFC Vlug et Vrij Bornem
- Matricule : 489
- Province : Anvers
  - Localité : Bornem
- Championnat actuel : disparu
- Première saison en nationales : 1934-1935
- Dernière saison en nationales : 1935-1936
- Plus haut niveau atteint : D3
- Nombre de saisons en nationales : 2 (2 en D3)

### KSV Bornem
- Matricule : 342
- Province : Anvers
  - Localité : Bornem
- Championnat actuel : P3
- Première saison en nationales : 1942-1943
- Dernière saison en nationales : 2019-2020
- Plus haut niveau atteint : D3
- Nombre de saisons en nationales : 38 (20 en D3, 16 en D4, 2 en D5)

### Football Club Saint Louis Bouillon
- Matricule : 187
- Province : Luxembourg
  - Localité : Bouillon
- Championnat actuel : disparu
- Première saison en nationales : 1928-1929
- Dernière saison en nationales : 1928-1929
- Plus haut niveau atteint : D3
- Nombre de saisons en nationales : 1 (1 en D3)

- Contrairement à une idée fort répandue, ce n'est pas le R. Standard FC Bouillon (matricule 382) et qui existe encore en 2015 qui joua une saison en nationale mais bien son rival local du « FC Saint-Louis »[5].

### Royal Cercle Sportif Brainois
- Matricule : 75
- Province : Brabant (Brabant wallon)
  - Localité : Braine-l'Alleud
- Championnat actuel : D3 ACFF
- Première saison en nationales : 1946-1947
- Dernière saison en nationales : en cours
- Plus haut niveau atteint : D3
- Nombre de saisons en nationales : 36 (12 en D3, 18 en D4, 6 en D5)

### Royal Stade Brainois
- Matricule : 343
- Province : Hainaut
  - Localité : Braine-le-Comte
- Championnat actuel : Disparu
- Première saison en nationales : 1971-1972
- Dernière saison en nationales : 2020-2021
- Plus haut niveau atteint : D4
- Nombre de saisons en nationales : 20 (16 en D4, 4 en D5)

- Le 1er juillet 2021, le R. Stade Brainois (343) fusionne avec l'AFC Tubize (5632) pour former la R. Union Tubize Braine-le-Comte (5632). Le matricule 343 disparaît[6].

### K Olsa Brakel
- Matricule : 5553
- Province : Flandre-Orientale
  - Localité : Brakel
- Championnat actuel : D2 VV
- Première saison en nationales : 1990-1991
- Dernière saison en nationales : en cours
- Plus haut niveau atteint : D3
- Nombre de saisons en nationales : 24 (6 en D3, 17 en D4, 1 en D5)

### KFC Brasschaat
- Matricule : 228
- Province : Anvers
  - Localité : Brasschaat
- Championnat actuel : P2
- Première saison en nationales : 1957-1958
- Dernière saison en nationales : 1977-1978
- Plus haut niveau atteint : D3
- Nombre de saisons en nationales : 17 (5 en D3, 12 en D4)

- Ce club a porté plusieurs appellations différentes. Il a disputé 16 de ses 17 saisons en séries nationales sous la dénomination de K. Atheltic Club Verbroedering Brasschaat. Il prend le nom de K. FC Brasschaat à l'aube de la saison 1977-1978.

### KSK Bree
- Matricule : 2583
- Province : Limbourg
  - Localité : Bree
- Championnat actuel : disparu
- Première saison en nationales : 1969-1970
- Dernière saison en nationales : 2014-2015
- Plus haut niveau atteint : D3
- Nombre de saisons en nationales : 32 (4 en D3, 28 en D4)

- Le 1er juillet 2017, ce club a fusionné avec le Groen Ster Beek (matricule 7314) pour former le Groen Star Bree Beek sous le matricule 7314.

### Cercle Bruges KSV
- Matricule : 12
- Province : Flandre-Occidentale
  - Localité : Bruges
- Championnat actuel : D1
- Première saison en nationales : 1899-1900
- Dernière saison en nationales : en cours
- Plus haut niveau atteint : D1
- Nombre de saisons en nationales : 117 (85 en D1, 26 en D2, 6 en D3)

### Club Bruges KV
- Matricule : 3
- Province : Flandre-Occidentale
  - Localité : Bruges
- Championnat actuel : D1
- Première saison en nationales : 1895-1896
- Dernière saison en nationales : en cours
- Plus haut niveau atteint : D1
- Nombre de saisons en nationales : 118 (101 en D1, 17 en D2)

### BX Brussels
pour les saisons jusqu'à 2011-2012: voir FC Bleid-Gaume.
- Matricule : 9026
- Province : Brabant (Bruxelles)
  - Localité : Bruxelles
- Championnat actuel : P2
- Première saison en nationales : 2012-2013 (en tant que FC Bleid-Molenbeek)
- Dernière saison en nationales : 2013-2014 (en tant que BX Brussels)
- Plus haut niveau atteint : D3
- Nombre de saisons en nationales : 2 (1 en D3, 1 en D4)

### RWDM Brussels FC
- Matricule : 1936
- Province : Brabant (Bruxelles)
  - Localité : Molenbeek-Saint-Jean
- Championnat actuel : disparu
- Première saison en nationales : 1984-1985
- Dernière saison en nationales : 2013-2014
- Plus haut niveau atteint : D1
- Nombre de saisons en nationales : 29 (4 en D1, 10 en D2, 4 en D3, 11 en D4)

### Athletic & Running Club de Bruxelles
- Matricule : N/A
- Province : Brabant (Bruxelles)
  - Localité : ?
- Championnat actuel : disparu
- Première saison en nationales : 1896-1897
- Dernière saison en nationales : 1904-1905
- Plus haut niveau atteint : D1
- Nombre de saisons en nationales : 9 (9 en D1)

### Daring Club de Bruxelles
- Matricule : 2
- Championnat actuel : disparu
- Province : Brabant (Bruxelles)
  - Localité : Molenbeek-Saint-Jean
- Première saison en nationales : 1903-1904
- Dernière saison en nationales : 1972-1973
- Plus haut niveau atteint : D1
- Nombre de saisons en nationales : 62 (48 en D1, 14 en D2)

### Excelsior SC de Bruxelles
- Matricule : 20
- Province : Brabant (Bruxelles)
  - Localité : Bruxelles
- Championnat actuel : disparu
- Première saison en nationales : 1908-1909
- Dernière saison en nationales : 1926-1927
- Plus haut niveau atteint : D1
- Nombre de saisons en nationales : 9 (5 en D1, 3 en D2, 1 en D3)

### Royal Léopold Football Club
- Matricule : 5
- Province : Brabant (Bruxelles)
  - Localité : Woluwe-Saint-Lambert
- Championnat actuel : P1
- Première saison en nationales : 1895-1896
- Dernière saison en nationales : 2022-2023
- Plus haut niveau atteint : D1
- Nombre de saisons en nationales : 47 (18 en D1, 8 en D2, 5 en D3, 11 en D4, 5 en D5)

### Olympia Club de Bruxelles
- Matricule : N/A
- Province : Brabant (Bruxelles)
  - Localité : ?
- Championnat actuel : disparu
- Première saison en nationales : 1903-1904
- Dernière saison en nationales : 1903-1904
- Plus haut niveau atteint : D1
- Nombre de saisons en nationales : 1 (1 en D1)

### Royal Racing Club de Bruxelles
- Matricule : 6 (de 1891 à 1963) puis 1274 (en 1963)
- Province : Brabant (Bruxelles)
  - Localité : Watermael-Boitsfort
- Championnat actuel : P2 (actuel RRC Boitsfort)
- Première saison en nationales : 1895-1896
- Dernière saison en nationales : 1962-1963
- Plus haut niveau atteint : D1
- Nombre de saisons en nationales : 60 (40 en D1, 15 en D2, 5 en D3)

### Skill Football Club de Bruxelles
- Matricule : N/A
- Province : Brabant (Bruxelles)
  - Localité : ??
- Championnat actuel : disparu
- Première saison en nationales : 1899-1900
- Dernière saison en nationales : 1901-1902
- Plus haut niveau atteint : D1
- Nombre de saisons en nationales : 3 (3 en D1)

### Sporting Club de Bruxelles
- Matricule : N/A
- Province : Brabant (Bruxelles)
  - Localité : Bruxelles
- Championnat actuel : disparu
- Première saison en nationales : 1895-1896
- Dernière saison en nationales : 1895-1896
- Plus haut niveau atteint : D1
- Nombre de saisons en nationales : 1 (1 en D1)

### Royal Stade de Bruxelles
- Matricule : 281
- Province : Brabant (Bruxelles)
  - Localité : Laeken
- Championnat actuel : disparu
- Première saison en nationales : 1938-1939
- Dernière saison en nationales : 1946-1947
- Plus haut niveau atteint : D3
- Nombre de saisons en nationales : 6 (6 en D3)

### Royal White Star Bruxelles
- Matricule : 5750
- Province : Brabant (Bruxelles)
  - Localité : Woluwe-Saint-Pierre
- Championnat actuel : Disparu
- Première saison en nationales : 2003-2004
- Dernière saison en nationales : en cours
- Plus haut niveau atteint : D2
- Nombre de saisons en nationales : 10 (2 en D2, 7 en D3, 1 en D4)

- En cessation d'activités, le club est radié dans le courant de l'année 2018.

### K Eendracht Buggenhout
- Matricule : 5861
- Province : Flandre orientale
  - Localité : Buggenhout
- Championnat actuel : P2
- Première saison en nationales : 2003-2004
- Dernière saison en nationales : 2008-2009
- Plus haut niveau atteint : D4
- Nombre de saisons en nationales : 6 (6 en D4)

- Initialement, le K. Eendracht Opstal a changé son appellation. Mais il a conservé le matricule '5861, le 1, après avoir fusionné avec le K. Sparta Buggenhout dont le « matricule 3561 » est radié.

### KVK Waaslandia Burcht
- Matricule : 557
- Province : Anvers
  - Localité : Burcht
- Championnat actuel : disparu
- Première saison en nationales : 1953-1954
- Dernière saison en nationales : 2003-2004
- Plus haut niveau atteint : D3
- Nombre de saisons en nationales : 15 (7 en D3, 8 en D4)

MISE À JOUR DU 07/09/2023 JUSQU'À CE POINT

## C

### Royal Cappellen Football Club
- Matricule : 43
- Province : Anvers
  - Localité : Kapellen
- Championnat actuel : D3
- Première saison en nationales : 1926-1927
- Dernière saison en nationales : en cours
- Plus haut niveau atteint : D2
- Nombre de saisons en nationales : 63 (12 en D2, 32 en D3, 19 en D4)

### Football Club Chapelle-Godarfontaine
- Matricule : 5016
- Province : Hainaut
  - Localité : Chapelle-lez-Herlaimont
- Championnat actuel : P4
- Première saison en nationales : 1995-1996
- Dernière saison en nationales : 1997-1998
- Plus haut niveau atteint : D4
- Nombre de saisons en nationales : 3 (3 en D4)

### Racing Charleroi Couillet Fleurus
- Anciennes appellations: Royal Cercle Sportif Couillet, Royal Amicale Cercle Sportif Couuillet, Football Couillet La Louvière et Football Club Charleroi.
- Matricule : 94
- Province : Hainaut
  - Localité : Montignies-sur-Sambre
- Championnat actuel : arrêt, matricule vendu en fin de saison 2016-2017: voir RAAL La Louvière
- Première saison en nationales : 1934-1935
- Dernière saison en nationales : 2016-2017
- Plus haut niveau atteint : D3
- Nombre de saisons en nationales : 19 (6 en D3, 13 en D4)

### Royal Olympic Club de Charleroi
- Matricule : 246
- Province : Hainaut
  - Localité : Montignies-sur-Sambre
- Championnat actuel : D4
- Première saison en nationales : 1926-1927
- Dernière saison en nationales : en cours
- Plus haut niveau atteint : D1
- Nombre de saisons en nationales : 84 (24 en D1, 21 en D2, 36 en D3, 3 en D4)

### Royal Charleroi Sporting Club
- Matricule : 22
- Province : Hainaut
  - Localité : Charleroi
- Championnat actuel : D1
- Première saison en nationales : 1924-1925
- Dernière saison en nationales : en cours
- Plus haut niveau atteint : D1
- Nombre de saisons en nationales : 85 (48 en D1, 29 en D2, 8 en D3)

### Royal Châtelet-Farciennes Sporting Club
- Ancienne appellation: R. Châtelet SC jusqu'au 30 juin 2016
- Matricule : 725
- Province : Hainaut
  - Localité : Châtelet
- Championnat actuel : disparu
- Première saison en nationales : 2002-2003
- Dernière saison en nationales : 2018-2019
- Plus haut niveau atteint : Division 3 (3e niveau)
- Nombre de saisons en nationales : 6 (2 en D3, 4 en D4).

- À partir du 1er juillet 2016, le R. Châtelet SC (matricule 725) prend l'appellation de Châtelet-Farciennes SC, à la suite d'un accord entre les bourgmestres des deux entités (Châtelet et Farciennes) et de la direction du matricule 725, après l'annonce de l'arrêt d'activités du R. FC Farciennes (matricule 4776). Le club conserve son matricule 725 et s'installe dans les installations farciennoises où il récupère plus de terrains d'entrainement et incorpore de nombreux jeunes du désormais ex-matricule 4476.
- Trois ans plus tard, le 1er juillet 2019, le matricule 725 est démissionné après avoir fusionné avec le Royal Olympic Club de Charleroi-Marchienne (matricule 246).

### Football Club Châtelineau
- Matricule : 515
- Province : Hainaut
  - Localité : Châtelineau
- Championnat actuel : disparu
- Première saison en nationales : 1931-1932
- Dernière saison en nationales : 1934-1935
- Plus haut niveau atteint : D3
- Nombre de saisons en nationales : 3 (3 en D3)

### Royal Châtelineau Sport
- Matricule : 511
- Province : Hainaut
  - Localité : Châtelineau
- Championnat actuel : disparu
- Première saison en nationales : 1934-1935
- Dernière saison en nationales : 1943-1944
- Plus haut niveau atteint : D3
- Nombre de saisons en nationales : 4 (4 en D3)

### Royale Union Sportive Cheratte
- Matricule : 2886
- Province : Liège
  - Localité : Cheratte
- Championnat actuel : disparu
- Première saison en nationales : 1993-1994
- Dernière saison en nationales : 1993-1994
- Plus haut niveau atteint : D4
- Nombre de saisons en nationales : 1 (1 en D4)

### Royal Football Club Chaudfontaine
- Matricule : 529
- Province : Liège
  - Localité : Chaudfontaine
- Championnat actuel : P4
- Première saison en nationales : 1953-1954
- Dernière saison en nationales : 1954-1955
- Plus haut niveau atteint : D4
- Nombre de saisons en nationales : 2 (2 en D4) (sous le nom de Royal Albert Club Chèvremontois)
  - Ce club est fondé le 1er janvier 1923 sous le nom de ALBERT CLUB CHÈVREMONTOIS. Il s'affilie à l'URBSFA, le 18 juin 1925 sous l'appellation de ALBERT CLUB VAUX-SOUS-CHÈVREMONT. En décembre 1926, il reçoit le  matricule 529. Reconnu "Société Royale", vers le 13 avril 1951, le club adapte son nom en ROYAL ALBERT CLUB CHÈVREMONTOIS (529) le 13 juin 1951.
  - Le 1er juillet 1999, ROYAL ALBERT CLUB CHÈVREMONTOIS (529) fusionne avec ROYAL EMBOURG FOOTBALL CLUB (4976) pour former ROYAL EMBOURG VAUX CHAUDFONTAINE (529). Le matricule 4976 est radié.
  - Le 1er juillet 2004, ROYAL EMBOURG VAUX CHAUDFONTAINE (529) fusionne avec CERCLE ROYAL SPORTIF CHAUDFONTAINE (947) pour former le ROYAL FOOTBALL CLUB CHAUDFONTAINE (529). Le matricule 947 est radié.

### Royale Union Wallonne Ciney
- Matricule : 460
- Province : Namur
  - Localité : Ciney
- Championnat actuel : D3 Amateur
- Première saison en nationales : 1942-1943
- Dernière saison en nationales : en cours
- Plus haut niveau atteint : D3
- Nombre de saisons en nationales : 29 (5 en D3, 23 en D4, 1 en D5)

### Royal Daring Club de Cointe-Liège
- Matricule : 9266
- Province : Liège
  - Localité : Liège
- Championnat actuel : P2
- Première saison en nationales : 2015-2016
- Dernière saison en nationales : 2017-2018
- Plus haut niveau atteint : D4
- Nombre de saisons en nationales : 3 (à partir de 2015-2016)

### Royal Comblain Sport
- Matricule : 1248
- Province : Liège
  - Localité : Comblain-au-Pont
- Championnat actuel : disparu
- Première saison en nationales : 1996-1997
- Dernière saison en nationales : 1998-1999
- Plus haut niveau atteint : D4
- Nombre de saisons en nationales : 3 (3 en D4)

### Royal Cercle Sportif Condruzien
- Matricule : 1899
- Province : Namur
  - Localité : Hamois
- Championnat actuel : P2
- Première saison en nationales : 1981-1982
- Dernière saison en nationales : 1990-1991
- Plus haut niveau atteint : D4
- Nombre de saisons en nationales : 5 (5 en D4)

### Football Club Courtraisien
- Matricule : N/A
- Province : Flandre-Occidentale
  - Localité : Courtrai
- Championnat actuel : disparu
- Première saison en nationales : 1899-1900
- Dernière saison en nationales : 1899-1900
- Plus haut niveau atteint : D1
- Nombre de saisons en nationales : 1 (1 en D1)

### KV Courtrai
- Matricule : 19
- Province : Flandre-Occidentale
  - Localité : Courtrai
- Championnat actuel : D1
- Première saison en nationales : 1906-1907
- Dernière saison en nationales : en cours
- Plus haut niveau atteint : D1
- Nombre de saisons en nationales : 96 (26 en D1, 44 en D2, 23 en D3, 3 en D4)

### Stade Courtrai
- Matricule : 161
- Province : Flandre-Occidentale
  - Localité : Courtrai
- Championnat actuel : disparu
- Première saison en nationales : 1931-1932
- Dernière saison en nationales : 1969-1970
- Plus haut niveau atteint : D3
- Nombre de saisons en nationales : 21 (13 en D3, 8 en D4)

### Royale Entente Sportive Couvin-Mariembourg
- Matricule : 248
- Province : Namur
  - Localité : Mariembourg
- Championnat actuel : D4
- Première saison en nationales : 1999-2000
- Dernière saison en nationales : en cours
- Plus haut niveau atteint : D4
- Nombre de saisons en nationales : 9 (9 en D4)

### KVV Coxyde
- Matricule : 1934
- Province : Flandre-Occidentale
  - Localité : Coxyde
- Championnat actuel : D3
- Première saison en nationales : 2008-2009
- Dernière saison en nationales : en cours
- Plus haut niveau atteint : D3
- Nombre de saisons en nationales : 5 (4 en D3, 1 en D4)

## D

### Royale Étoile Sportive Dalhemoise
- Matricule : 128
- Province : Liège
  - Localité : Dalhem
- Championnat actuel : P3
- Première saison en nationales : 1978-1979
- Dernière saison en nationales : 1983-1984
- Plus haut niveau atteint : D4
- Nombre de saisons en nationales : 4 (4 en D4)

### SVV Damme
- Matricule : 8143
- Province : Flandre occidentale
  - Localité : Damme
- Championnat actuel : P1
- Première saison en nationales : 2015-2016
- Dernière saison en nationales : 2015-2016
- Plus haut niveau atteint : D4
- Nombre de saisons en nationales : 1 (1 en D4)

### KVC Deerlijk Sport
- Matricule : 1634
- Province : Flandre-Occidentale
  - Localité : Deerlijk
- Championnat actuel : P2
- Première saison en nationales : 1972-1973
- Dernière saison en nationales : 1976-1977
- Plus haut niveau atteint : D4
- Nombre de saisons en nationales : 5 (5 en D4)

### KMSK Deinze
- Matricule : 818
- Province : Flandre-Orientale
  - Localité : Deinze
- Championnat actuel : D3
- Première saison en nationales : 1954-1955
- Dernière saison en nationales : en cours
- Plus haut niveau atteint : D2
- Nombre de saisons en nationales : 49 (16 en D2, 5 en D3, 28 en D4)

### FCV Dender EH
- Matricule : 3900
- Province : Flandre-Orientale
  - Localité : Denderleeuw
- Championnat actuel : D3
- Première saison en nationales : 1983-1984
- Dernière saison en nationales : en cours
- Plus haut niveau atteint : D1
- Nombre de saisons en nationales : 26 (2 en D1, 4 en D2, 8 en D3, 12 en D4)

### KFC Denderleeuw EH
- Matricule : 5647
- Province : Flandre-Orientale
  - Localité : Denderleeuw
- Championnat actuel : disparu
- Première saison en nationales : 1970-1971
- Dernière saison en nationales : 2004-2005
- Plus haut niveau atteint : D2
- Nombre de saisons en nationales : 22 (8 en D2, 6 en D3, 8 en D4)

### KAV Dendermonde
- Matricule : 57
- Province : Flandre-Orientale
  - Localité : Termonde
- Championnat actuel : P2
- Première saison en nationales : 1923-1924
- Dernière saison en nationales : 2000-2001
- Plus haut niveau atteint : D2
- Nombre de saisons en nationales : 46 (5 en D2, 21 en D3, 20 en D4)

### KFC Dessel Sport
- Matricule : 606
- Province : Anvers
  - Localité : Dessel
- Championnat actuel : D2
- Première saison en nationales : 1967-1968
- Dernière saison en nationales : en cours
- Plus haut niveau atteint : D2
- Nombre de saisons en nationales : 46 (11 en D2, 21 en D3, 14 en D4)

### Witgoor Sport Dessel
- Matricule : 2065
- Province : Anvers
  - Localité : Dessel
- Championnat actuel : D4
- Première saison en nationales : 1961-1962
- Dernière saison en nationales : 2014-2015
- Plus haut niveau atteint : D2
- Nombre de saisons en nationales : 44 (1 en D2, 22 en D3, 21 en D4)

### K Rochus FC Deurne
- Matricule : 665
- Province : Anvers
  - Localité : Anvers (Deurne)
- Championnat actuel : P1
- Première saison en nationales : 1932-1933
- Dernière saison en nationales : 1937-1938
- Plus haut niveau atteint : D3
- Nombre de saisons en nationales : 6 (6 en D3)

### K Diegem Sport
- Matricule : 3887
- Province : Brabant (Brabant flamand)
  - Localité : Diegem
- Championnat actuel : D3
- Première saison en nationales : 1977-1978
- Dernière saison en nationales : en cours
- Plus haut niveau atteint : D3
- Nombre de saisons en nationales : 32 (15 en D3, 17 en D4)

### KFC Diest
- Matricule : 41
- Province : Brabant (Brabant flamand)
  - Localité : Diest
- Championnat actuel : P2
- Première saison en nationales : 1954-1955
- Dernière saison en nationales : 2004-2005
- Plus haut niveau atteint : D1
- Nombre de saisons en nationales : 58 (9 en D1, 29 en D2, 15 en D3, 5 en D4)

### KSC Dikkelvenne
- Matricule : 7074
- Province : Flandre orientale
  - Localité : Dikkelvenne
- Championnat actuel : D4 en 2015-2016
- Première saison en nationales : 2015-2016
- Dernière saison en nationales :...
- Plus haut niveau atteint : D4
- Nombre de saisons en nationales : 1 (à partir de 2015-2016)

### VC Dilbeek Grand-Bigard
- Matricule : 6325
- Province : Brabant (Brabant flamand)
  - Localité : Dilbeek
- Championnat actuel : P2
- Première saison en nationales : 2002-2003
- Dernière saison en nationales : 2012-2013
- Plus haut niveau atteint : D4
- Nombre de saisons en nationales : 10 (10 en D4)

### KVV Heidebloem Dilsen
- Matricule : 2986
- Province : Limbourg
  - Localité : Dilsen-Stokkem
- Championnat actuel : disparu
- Première saison en nationales : 1994-1995
- Dernière saison en nationales : 1999-2000
- Plus haut niveau atteint : D3
- Nombre de saisons en nationales : 6 (1 en D3, 5 en D4)

### Royal Dinant Football Club
- Matricule : 1657
- Province : Namur
  - Localité : Dinant
- Championnat actuel : P3
- Première saison en nationales : 1962-1963
- Dernière saison en nationales : 1982-1983
- Plus haut niveau atteint : D3
- Nombre de saisons en nationales : 18 (1 en D3, 17 en D4)

### Stade Disonais
- Matricule : 9410
- Province : Liège
  - Localité : Dison
- Championnat actuel : Division 3 ACFF
- Première saison en nationales : 2020-2021
- Dernière saison en nationales :
- Plus haut niveau atteint : D5
- Nombre de saisons en nationales : 1 (1 en D5)

- Ce club est fondé le 16 avril 2002 et affilié à l'URBSFA le 30 avril 2002, c'est-à-dire directement après la fusion entre le R. CS Verviétois (8) et le R. Dison Sport (63) (voir R. CS Verviers).

### KSV Dixmude
- Matricule : 1972
- Province : Flandre-Occidentale
  - Localité : Dixmude
- Championnat actuel : P2
- Première saison en nationales : 1970-1971
- Dernière saison en nationales : 2011-2012
- Plus haut niveau atteint : D4
- Nombre de saisons en nationales : 9 (9 en D4)

### Royal Dolhain Football Club
- Matricule : 9
- Province : Liège
  - Localité : Dolhain
- Championnat actuel : P4
- Première saison en nationales : 1923-1924
- Dernière saison en nationales : 1967-1968
- Plus haut niveau atteint : D2
- Nombre de saisons en nationales : 8 (3 en D2, 4 en D3, 1 en D4)

### Royal Dottignies Sport
- Matricule : 1619
- Province : Hainaut
  - Localité : Dottignies
- Championnat actuel : P2[dottignies 1]
- Première saison en nationales : 1977-1978
- Dernière saison en nationales : 1984-1985
- Plus haut niveau atteint : D3
- Nombre de saisons en nationales : 8 (2 en D3, 6 en D4)

1. ↑  Bien que situé dans le Hainaut (depuis 1963), le club évolue dans les séries provinciales de Flandre-Occidentale pour raisons de proximité avec les autres clubs des environs.

### KV Eendracht Drongen
- Matricule : 3851
  - Localité : Tronchiennes
- Championnat actuel : D3 Amateur
- Première saison en nationales : 2022-2023
- Dernière saison en nationales :
- Plus haut niveau atteint : D5
- Nombre de saisons en nationales : 1 (début en 2022)

### KFC Duffel
- Matricule : 284
- Province : Anvers
  - Localité : Duffel
- Championnat actuel : disparu
- Première saison en nationales : 1932-1933
- Dernière saison en nationales : 2019-2020
- Plus haut niveau atteint : D2
- Nombre de saisons en nationales : 50 (3 en D2, 5 en D3, 42 en D4)

### Royale Entente Durbuy
- Anciennes appellations: R. SC Barvautois, R. Entente Barvaux-Durbuy, R. Entente Durbuysienne
- Matricule : 3008
- Province : Luxembourg
  - Localité : Barvaux-sur-Ourthe
- Championnat actuel : Division 2 Amateur
- Première saison en nationales : 1992-1993
- Dernière saison en nationales :...
- Plus haut niveau atteint : D4
- Nombre de saisons en nationales : 8 (7 en D4, 1 en D5)

- Initialement, ce club est le R. SC Barvautois (matricule 3008). Fondé le 1er mai 1941 et affilié sous le nom de SPORTING CLUB BARVAUTOIS à l'URBSFA, le 8 juin 1941. Reconnu « Société Royale » vers le 29 mai 1991, le club adapte son appellation en ROYAL SPORTING CLUB BARVAUTOIS (3008), le 1er juillet 1991.
- Le 1er juillet 2002, ROYAL SPORTING CLUB BARVAUTOIS (3008) fusionne avec ENTENTE SPORTIVE DURBUYSIENNE (7042) pour former ROYALE ENTENTE SPORTIVE DURBUY-BARVAUX (3008). Le matricule 7042 est démissionné. Le 1er juillet 2006, le club change sa dénomination en ROYALE ENTENTE SPORTIVE DURBUYSIENNE (3008).
- Le 1er juillet 2015 ROYALE ENTENTE SPORTIVE DURBUYSIENNE (3008) fusionne avec le BOMAL ROYAL FOOTBALL CLUB (3205) pour former (ROYALE) ENTENTE DURBUY (3008). Le matricule 3205 est démissionné.
- Délicate nouvelle pour le club, le 19 mars 2020, soit une semaine après l'interruption des compétitions en raison de la Pandémie de covid-19, le Président du matricule 30008, Monsieur Paul Tintin annonce qu'il cesse son soutien[7]. Vers le 23 mai 2020, in apprend que la gestion du club est reprise par une ASBL bruxelloise dénommé « Anneesses25 » et gérée par la famille, d'origine marocaine, Rizki[8]. Mais après seulement quelques mois, les Rizki et « Anneessens 25 » décident de ne pas prolonger l'aventure ardennaise et c'est Monsieur Mahir Demiral, un Schaerbeekois d'origine turque devient l'homme fort du matricule 3008. L'avenir du club alors de D2 ACFF reste cependant incertain, entre-autres quant à sa localisation future. Durbuy ou Bruxelles ? L'absence du compétition, puisque la saison 2020-2021 est finalement annulée le 21 janvier 2021, laisse plusieurs questions sans réponses[9].

## E

### Royal Football Club Écaussinnes
- Matricule : 646
- Province : Hainaut
  - Localité : Écaussinnes
- Championnat actuel : P3
- Première saison en nationales : 1956-1957
- Dernière saison en nationales : 1962-1963
- Plus haut niveau atteint : D4
- Nombre de saisons en nationales : 7 (7 en D4)

### KVV Belgica Edegem Sport
- Matricule : 375
- Province : Anvers
  - Localité : Edegem
- Championnat actuel : P3
- Première saison en nationales : 1929-1930
- Dernière saison en nationales : 1946-1947
- Plus haut niveau atteint : D1
- Nombre de saisons en nationales : 15 (2 en D1, 10 en D2, 3 en D3)

### KVV Edegem Sport
- Matricule : 377
- Province : Anvers
  - Localité : Edegem
- Championnat actuel : disparu
- Première saison en nationales : 1938-1939
- Dernière saison en nationales : 1952-1953
- Plus haut niveau atteint : D3
- Nombre de saisons en nationales : 11 (10 en D3, 1 en D4)

### Football Club Eeklo Meetjesland
- Matricule : 231
- Province : Flandre-Orientale
  - Localité : Eeklo
- Championnat actuel : P3
- Première saison en nationales : 1930-1931
- Dernière saison en nationales : 1999-2000
- Plus haut niveau atteint : D2
- Nombre de saisons en nationales : 41 (8 en D2, 15 en D3, 18 en D4)

### SK Eernegem
- Matricule : 2777
- Province : Flandre-Occidentale
  - Localité : Eernegem
- Championnat actuel : D4
- Première saison en nationales : 1995-1996
- Dernière saison en nationales : en cours
- Plus haut niveau atteint : D4
- Nombre de saisons en nationales : 12 (12 en D4)

### Sporting Club Éghezée
- Matricule : 4503
- Province : Namur
  - Localité : Éghezée
- Championnat actuel : disparu
- Première saison en nationales : 1974-1975
- Dernière saison en nationales : 1990-1991
- Plus haut niveau atteint : D4
- Nombre de saisons en nationales : 9 (9 en D4)

### WIK Eine
- Matricule : 4294
- Province : Flandre-Orientale
  - Localité : Eine
- Championnat actuel : P1
- Première saison en nationales : 2001-2002
- Dernière saison en nationales : 2005-2006
- Plus haut niveau atteint : D4
- Nombre de saisons en nationales : 4 (4 en D4)

### Eendracht Elene-Grotenberg
- Matricule : 3861
- Province : Fl. orientale
  - Localité : Grotenberge
- Championnat actuel : D3 Amateur
- Première saison en nationales : 2022-2023
- Dernière saison en nationales :
- Plus haut niveau atteint : D5
- Nombre de saisons en nationales : 1 (début en 2022)

- - Ce club résulte d'une fusion en juillet 2014 entre l'Eendracht Grotenberge (fondée en 1941) porteuse du matricule 3861 et l'Eendracht Elene (fondée en 1972) qui joue dans des ligues catholiques jusqu'en 2004, année où elle s'affilie à l'URBSFA et reçoit le matricule 9450.

### KVV Crossing Elewijt
- Matricule : 55
- Province : Brabant (Brabant flamand)
  - Localité : Elewijt
- Championnat actuel : P3
- Première saison en nationales : 1922-1923
- Dernière saison en nationales : 1982-1983
- Plus haut niveau atteint : D1
- Nombre de saisons en nationales : 40 (4 en D1, 9 en D2, 17 en D3, 10 en D4)

### Football Club Élougeois
- Matricule : 2195
- Province : Hainaut
  - Localité : Élouges
- Championnat actuel : disparu
- Première saison en nationales : 1981-1982
- Dernière saison en nationales : 1981-1982
- Plus haut niveau atteint : D4
- Nombre de saisons en nationales : 1 (1 en D4)

### Royale Étoile Elsautoise
- Matricule : 6548
- Province : Liège
  - Localité : Elsaute
- Championnat actuel : P1
- Première saison en nationales : 2010-2011
- Dernière saison en nationales : 2011-2012
- Plus haut niveau atteint : D4
- Nombre de saisons en nationales : 2 (2 en D4)

### Royal Football Club Entité Enghien Sports
- Matricule : 339
- Province : Hainaut
  - Localité : Enghien
- Championnat actuel : disparu
- Première saison en nationales : 1943-1944
- Dernière saison en nationales : 1978-1979
- Plus haut niveau atteint : D3
- Nombre de saisons en nationales : 4 (2 en D3, 2 en D4)

* Le club voit le jour le 13/10/1913 sous l'appellation « FC Enghiennois », mais il arrête ses activités après le déclenchement de la Première Guerre mondiale. Il est reconstitué le 04/08/1923 sous le nom d'Enghien Sport et devient « membre adhérent » de l'URBSFA le 02/11/1923, puis est accepté comme « club effectif » le 14/12/1926. Il participe alors à son premier championnat et en décembre de la même année se voit attribuer le matricule 339. Le club joue deux saisons en séries nationales (1943-1944 et 1945-1946), en Promotion qui est à ce moment l'équivalent de la D3. Devenu Royal Enghien Sports, le 28/05/1951, le club rejoue deux saisons en Promotion, devenue la D4, de 1977 à 1979. En avril 1998, le club fusionne avec le FC Petit-Enghien (matricule ?) et prend le nom de « R. FC Entité Enghien Sports » tout en conservant le matricule 339. Il n'a plus quitté les séries provinciales depuis 1979.
** Le matricule 339 est démissionné le 1er juillet 2015.

### KFC Eppegem
- Matricule : 4759
- Province : Brabant (Brabant flamand)
  - Localité : Eppegem
- Championnat actuel : Division 2 Amateur
- Première saison en nationales : 2016-2017
- Dernière saison en nationales :...
- Plus haut niveau atteint : D4
- Nombre de saisons en nationales : 1 (1 en D5)

### K Erpe Mere United
(voir page de la localité)
- Matricule : 5343
- Province : Flandre orientale
  - Localité : Bambrugge
- Championnat actuel : Division 3 Amateur
- Première saison en nationales : 2020-2021
- Dernière saison en nationales :...
- Plus haut niveau atteint : D4
- Nombre de saisons en nationales : 1 (1 en D5)

- - Fondé le 16 août 1949, sous l'appellation de RACING CLUB BAMBRUGGE, le club s'affilie à l'URBSFA le 24 juin 1950. Ayant d'abord le statut de « club débutant », le RC Bambrugge devient « club effectif » le 5 avril 1952. Il s'est vu attribuer le n° de matricule 5343. Reconnu « Société Royale » le 16 août 1999, le club devient le KONINKLIJKE RACING CLUB BAMBRUGGE (5343) le 1er juillet 2000.
  - Le 1er juillet 2021, le KONINKLIJKE RACING CLUB BAMBRUGGE (5343) fusionne avec le FOOTBALL CLUB MERE (4057) pour former ERPE MERE UNITED (5343).

### Royal Racing Club Estaimpuis
- Matricule : 1905
- Province : Hainaut
  - Localité : Estaimpuis
- Championnat actuel : disparu
- Première saison en nationales : 1997-1998
- Dernière saison en nationales : 2000-2001
- Plus haut niveau atteint : D4
- Nombre de saisons en nationales : 3 (3 en D4)

### Royale Union Sportive Ethe-Belmont
- Matricule : 1491
- Province : Luxembourg
  - Localité : Ethe
- Championnat actuel : P1
- Première saison en nationales : 1958-1959
- Dernière saison en nationales : 1963-1964
- Plus haut niveau atteint : D4
- Nombre de saisons en nationales : 3 (3 en D4)

### KAS Eupen
- Matricule : 4276
- Province : Liège
  - Localité : Eupen
- Championnat actuel : D1
- Première saison en nationales : 1951-1952
- Dernière saison en nationales : en cours
- Plus haut niveau atteint : D1
- Nombre de saisons en nationales : 55 (1 en D1, 16 en D2, 18 en D3, 20 en D4)

### La Jeunesse d'Eupen
- Matricule : 108
- Province : Liège
  - Localité : Eupen
- Championnat actuel : disparu
- Première saison en nationales : 1927-1928
- Dernière saison en nationales : 1938-1939
- Plus haut niveau atteint : D3
- Nombre de saisons en nationales : 11 (11 en D3)

### KFC Evergem Center
- Matricule : 662
- Province : Flandre-Orientale
  - Localité : Evergem
- Championnat actuel : P3
- Première saison en nationales : 1963-1964
- Dernière saison en nationales : 2007-2008
- Plus haut niveau atteint : D3
- Nombre de saisons en nationales : 15 (1 en D3, 14 en D4)

## F

### Royal Football Club Farciennes
- Matricule : 4776
- Province : Hainaut
  - Localité : Farciennes
- Championnat actuel : disparu en 2016
- Première saison en nationales : 1964-1965
- Dernière saison en nationales : 1999-2000
- Plus haut niveau atteint : D4
- Nombre de saisons en nationales : 17 (17 en D4)
- Ce club arrête ses activités dans le courant de la saison 2015-2016. Il n'y a pas de fusion, mais à la suite d'accords avec et entre les Autorités communales de Châtelet et de Farciennes, les installations et les équipes de jeunes du matricule 4776 ont été reprises par le R. Châtelet SC qui prend alors le nom de Royal Châtelet-Farciennes Sporting Club. Le matricule 4776 est radié le 1er juillet 2016.

### Union Farciennoise
- Matricule : 971
- Province : Hainaut
  - Localité : Farciennes
- Championnat actuel : disparu
- Première saison en nationales : 1932-1933
- Dernière saison en nationales : 1932-1933
- Plus haut niveau atteint : D3
- Nombre de saisons en nationales : 1 (1 en D3)

### Royal Football Club Turkania Faymonville
- Matricule : 4776
- Province : Liège
  - Localité : Faymonville
- Championnat actuel : D4
- Première saison en nationales : 2006-2007
- Dernière saison en nationales : en cours
- Plus haut niveau atteint : D4
- Nombre de saisons en nationales : 7 (7 en D4)

### Royale Union Sportive Ferrières
- Matricule : 3449
- Province : Liège
  - Localité : Ferrières
- Championnat actuel : P3
- Première saison en nationales : 1966-1967
- Dernière saison en nationales : 1980-1981
- Plus haut niveau atteint : D3
- Nombre de saisons en nationales : 11 (1 en D3, 10 en D4)

### Football Club Flénu-Sport
- Matricule : 4094
- Province : Hainaut
  - Localité : Flénu
- Championnat actuel : disparu
- Première saison en nationales : 1972-1973
- Dernière saison en nationales : 1974-1975
- Plus haut niveau atteint : D4
- Nombre de saisons en nationales : 3 (3 en D4)
  - Fondé le 25 mars 1944, ce club s'affilie à l'URBSFA sous l'appellation FOOTBALL CLUB FLENU-SPORT . Il reçoit le matricule 4094. Lors de la saison 1953-1294, il est "inactif". disparaît en 1990 lors d'une fusion avec la Royale Union Jemappiennes (matricule 136) pour former la R. Union Jemappes-Flénu sous le matricule 136. Le matricule 4094 est démissionné le 1er juillet 1997.
  - De son côté, le matricule 136 est englobé dans une fusion avec le R. AEC Mons (matricule 44). Le matricule 136 est radié le 1er juillet 1998.

### Royal Cercle Sportif Florennois
- Matricule : 268
- Province : Namur
  - Localité : Florennes
- Championnat actuel : P4
- Première saison en nationales : 1942-1943
- Dernière saison en nationales : 1957-1958
- Plus haut niveau atteint : D3
- Nombre de saisons en nationales : 12 (6 en D3, 6 en D4)

### Royal Racing Athletic Florenvillois
- Matricule : 3134
- Province : Luxembourg
  - Localité : Florenville
- Championnat actuel : P2
- Première saison en nationales : 1968-1969
- Dernière saison en nationales : 1976-1977
- Plus haut niveau atteint : D4
- Nombre de saisons en nationales : 4 (4 en D4)

### Royal Cercle Sportif La Forestoise
- Matricule : 51
- Province : Brabant (Bruxelles)
  - Localité : Forest
- Championnat actuel : disparu
- Première saison en nationales : 1921-1922
- Dernière saison en nationales : 1991-1992
- Plus haut niveau atteint : D1
- Nombre de saisons en nationales : 64 (5 en D1, 19 en D2, 18 en D3, 22 en D4)

### Royale Union Sportive Fossoise
- Matricule : 676
- Province : Namur
  - Localité : Fosses-la-Ville
- Championnat actuel : disparu
- Première saison en nationales : 1943-1944
- Dernière saison en nationales : 1945-1946
- Plus haut niveau atteint : D3
- Nombre de saisons en nationales : 2 (2 en D3)

### Bosquetia Football Club Frameries
- Matricule : 2715
- Province : Hainaut
  - Localité : Frameries
- Championnat actuel : disparu en 1988
- Première saison en nationales : 1966-1967
- Dernière saison en nationales : 1972-1973
- Plus haut niveau atteint : D4
- Nombre de saisons en nationales : 7 (7 en D4)
  - Le matricule 2715 a joué 7 saisons en séries nationales, mais il est considéré comme «disparu» à la suite de la fusion qui l'unit en 1988 avec son voisin du R. SC Frameries (matricule 2811) pour former le « Royal Sporting Club Bosquetia Frameries », sous le matricule 2811.

### Royal Sporting Club Bosquetia Frameries
- Matricule : 2811
- Province : Hainaut
  - Localité : Frameries
- Championnat actuel : P4
- Première saison en nationales : 1963-1964
- Dernière saison en nationales : 1963-1964
- Plus haut niveau atteint : D4
- Nombre de saisons en nationales : 1 (1 en D4) sous l'appellation « SC Frameries » (matricule 2811)

Ce club s'est constitué en 1988 avec la fusion du SC Frameries (2811) et du Bosquetia FC Frameries (2715) sous l'appellation Sporting Bosquetia Frameries (matricule 2811). Deux plus tard, l'association est reconnue « Société Royale » et devient Royal Sporting Bosquetia Frameries ou R. SB Frameries. En 2014-2015, ce cercle évolue en P2 Hainaut (6e niveau).

### Royale Association Football Franchimontois
- Matricule : 14
- Province : Liège
  - Localité : Theux
- Championnat actuel : P2
- Première saison en nationales : 1909-1910
- Dernière saison en nationales : 1993-1994
- Plus haut niveau atteint : D2
- Nombre de saisons en nationales : 10 (3 en D2, 3 en D3, 4 en D4)

## G

### Athletic Club Gantois
- Matricule : N/A
- Province : Flandre-Orientale
  - Localité : Gand
- Championnat actuel : disparu
- Première saison en nationales : 1898-1899
- Dernière saison en nationales : 1898-1899
- Plus haut niveau atteint : D1
- Nombre de saisons en nationales : 1 (1 en D1)

### KRC Gand
- Anciennes appellations : RC de Gand, RC Heirnis Gent, RC Gent-Zeehaven
- Matricule : 11
- Province : Flandre-Orientale
  - Localité : Gand
- Championnat actuel : D3
- Première saison en nationales : 1899-1900
- Dernière saison en nationales : en cours
- Plus haut niveau atteint : D1
- Nombre de saisons en nationales : 93 (21 en D1, 10 en D2, 35 en D3, 27 en D4)

### KAA La Gantoise
- Matricule : 7
- Province : Flandre-Orientale
  - Localité : Gand
- Championnat actuel : D1
- Première saison en nationales : 1909-1910
- Dernière saison en nationales : en cours
- Plus haut niveau atteint : D1
- Nombre de saisons en nationales : 96 (74 en D1, 21 en D2, 1 en D3)

### Sport pédestre de Gand
- Matricule : N/A
- Province : Flandre-Orientale
  - Localité : Gand
- Championnat actuel : disparu
- Première saison en nationales : 1898-1899
- Dernière saison en nationales : 1898-1899
- Plus haut niveau atteint : D1
- Nombre de saisons en nationales : 1 (1 en D1)

### Football Club Ganshoren
- Matricule : 7569
- Province : Région de Bruxelles-Capitale
  - Localité : Ganshoren
- Championnat actuel : Division 2 ACFF
- Première saison en nationales : 2011-2012
- Dernière saison en nationales :
- Plus haut niveau atteint : D4
- Nombre de saisons en nationales : 11

### Royal Stade Gedinnois
- Matricule : 3388
- Province : Namur
  - Localité : Gedinne
- Championnat actuel : P3
- Première saison en nationales : 1978-1979
- Dernière saison en nationales : 1981-1982
- Plus haut niveau atteint : D4
- Nombre de saisons en nationales : 4 (4 en D4)

### AS Verbroedering Geel
- Matricule : 2169
- Province : Anvers
  - Localité : Geel
- Championnat actuel : D5
- Première saison en nationales : 1967-1968
- Dernière saison en nationales : en cours
- Plus haut niveau atteint : D2
- Nombre de saisons en nationales : 37 (4 en D3, 32 en D4, 1 en D5)

### KFC Verbroedering Geel
- Matricule : 395
- Province : Anvers
  - Localité : Geel
- Championnat actuel : disparu
- Première saison en nationales : 1941-1942
- Dernière saison en nationales : 2007-2008
- Plus haut niveau atteint : D1
- Nombre de saisons en nationales : 54 (1 en D1, 28 en D2, 12 en D3, 13 en D4)

### ESFC du Geer
- Matricule : 7495
- Province : Liège
  - Localité : Geer
- Championnat actuel : D5
- Première saison en nationales : 2024-2025
- Dernière saison en nationales : en cours
- Plus haut niveau atteint : D5
- Nombre de saisons en nationales : 1 (1 en D5)

### Royal Gembloux Sport
- Matricule : 2235
- Province : Namur
  - Localité : Gembloux
- Championnat actuel : P2
- Première saison en nationales : 1975-1976
- Dernière saison en nationales : ?
- Plus haut niveau atteint : D4
- Nombre de saisons en nationales : 4 (4 en D4)

### K Eendracht VV Genenbos
- Matricule : 2144
- Province : Limbourg
  - Localité : Genenbos
- Championnat actuel : disparu en 2012 (arrêt d'activités - forfait général)
- Première saison en nationales : 1988-1989
- Dernière saison en nationales : 1989-1990
- Plus haut niveau atteint : D4
- Nombre de saisons en nationales : 2 (2 en D4)

### KRC Genk
- Matricule : 322
- Province : Limbourg
  - Localité : Genk
- Championnat actuel : D1
- Première saison en nationales : 1941-1942
- Dernière saison en nationales : en cours
- Plus haut niveau atteint : D1
- Nombre de saisons en nationales : 70 (31 en D1, 13 en D2, 17 en D3, 9 en D4)

### K Genk VV
- Matricule : 735
- Province : Limbourg
  - Localité : Genk
- Championnat actuel : disparu
- Première saison en nationales : 1934-1935
- Dernière saison en nationales : 1938-1939
- Plus haut niveau atteint : D3
- Nombre de saisons en nationales : 5 (5 en D3)

### KSV Geraardsbergen
- Matricule : 290
- Province : Flandre-Orientale
  - Localité : Grammont
- Championnat actuel : P1
- Première saison en nationales : 1937-1938
- Dernière saison en nationales : 1980-1981
- Plus haut niveau atteint : D3
- Nombre de saisons en nationales : 20 (7 en D3, 13 en D4)

### KVC Gierle
- Matricule : 2813
- Province : Anvers
  - Localité : Gierle
- Championnat actuel : disparu
- Première saison en nationales : 1975-1976
- Dernière saison en nationales : 1978-1979
- Plus haut niveau atteint : D4
- Nombre de saisons en nationales : 2 (2 en D4)

### Union Sportive Gilly
- Matricule : 139
- Province : Hainaut
  - Localité : Gilly
- Championnat actuel : disparu
- Première saison en nationales : 1930-1931
- Dernière saison en nationales : 1937-1938
- Plus haut niveau atteint : D3
- Nombre de saisons en nationales : 8 (8 en D3)

### K Eendracht Genootschap Gistel
- Matricule : 189
- Province : Flandre occidentale
  - Localité : Gistel
- Championnat actuel : D4
- Première saison en nationales : 2001-2002
- Dernière saison en nationales : 2005-2006
- Plus haut niveau atteint : D4
- Nombre de saisons en nationales : 5 (4 en D4)

### Royale Union Sportive Givry
- Matricule : 6237
- Province : Luxembourg
  - Localité : Givry
- Championnat actuel : D4
- Première saison en nationales : 2009-2010
- Dernière saison en nationales : en cours
- Plus haut niveau atteint : D4
- Nombre de saisons en nationales : 4 (4 en D4)

### Royal Gosselies Sports
- Matricule : 69
- Province : Hainaut
  - Localité : Gosselies
- Championnat actuel : P1
- Première saison en nationales : 1938-1939
- Dernière saison en nationales : 1971-1972
- Plus haut niveau atteint : D2
- Nombre de saisons en nationales : 16 (3 en D2, 7 en D3, 6 en D4)

### Royale Union Sportive Gouvy
- Matricule : 3227
- Province : Luxembourg
  - Localité : Gouvy
- Championnat actuel : Division 3 ACFF
- Première saison en nationales : 2020-2021
- Dernière saison en nationales :
- Plus haut niveau atteint : D5
- Nombre de saisons en nationales : 1 (1 en D5)

### KSK 's Gravenwezel-Schilde
- Matricule : 4536
- Province : Anvers
  - Localité : 's Gravewezel
- Championnat actuel : P2
- Première saison en nationales : 1971-1972
- Dernière saison en nationales : 1973-1974
- Plus haut niveau atteint : D4
- Nombre de saisons en nationales : 3 (3 en D4, sous l'appellation K. SK 's Gravenwezel)

** Dès juillet 2013, le K. SK 's Gravenwezel (4536) et le K. Schilde SK (1089) souhaitent s'unir. Leur démarche est retardée en raison d'une action en justice d'anciens membre du cercle de Schilde, opposés à cette fusion. Anticipant la fusion, le matricule 4536 adopte la dénomination de K. SK 's Gravenzel-Schilde dès la saison 2014-2015. Par ailleurs, au même moment, le matricule 1089 n'aligne plus d'équipe et, par ce fait, est radié ultérieurement par la fédération,. En 2015, un groupe de nostalgique du K. Schilde SK fondent un nouveau cercle qu'ils nomment Alberta FC Schilde (du nom du plus ancien club de la localité actif de 1916 à 1920). L'URBSFA attribue le matricule 9659 a la nouvelle entité.

### KSC Grimbergen
- Matricule : 1021
- Province : Brabant (Brabant flamand)
  - Localité : Grimbergen
- Championnat actuel : D3
- Première saison en nationales : 1967-1968
- Dernière saison en nationales : en cours
- Plus haut niveau atteint : D3
- Nombre de saisons en nationales : 27 (3 en D3, 24 en D4)

### Standaard FC Grimde
- Matricule : 2743
- Province : Brabant (Brabant flamand)
  - Localité : Grimde
- Championnat actuel : disparu
- Première saison en nationales : 1955-1956
- Dernière saison en nationales : 1955-1956
- Plus haut niveau atteint : D4
- Nombre de saisons en nationales : 1 (1 en D4)

Affilié à l'URBSFA en 1938, ce club cesse ses activités alors qu'il a assuré son maintien en Promotion lors de la saison 1955-1956. Le club est dissous le 21/09/1956 et son matricule est radié. Si certaines intertitudes planent encore sur cet arrêt, il semble vraisemblable que le Standaard Grimde se soit rapproché du grand club voisin, le RC Tirlemont, mais sans fusionner officiellement.

### Royal Club Sportif Jeunesse de Grivegnée
- Matricule : 308
- Province : Liège
  - Localité : Grivegnée
- Championnat actuel : disparu
- Première saison en nationales : 2006-2007
- Dernière saison en nationales : 2007-2008
- Plus haut niveau atteint : D4
- Nombre de saisons en nationales : 2 (2 en D4)

### KFC Grobbendonk
- Matricule : 380
- Province : Anvers
  - Localité : Grobbendonk
- Championnat actuel : P4
- Première saison en nationales : 1953-1954
- Dernière saison en nationales : 1961-1962
- Plus haut niveau atteint : D4
- Nombre de saisons en nationales : 7 (7 en D4)

### Football Club Gullegem
- Matricule : 9512
- Province : Flandre-Occidentale
  - Localité : Gullegem
- Championnat actuel : D4
- Première saison en nationales : 2013-2014
- Dernière saison en nationales : en cours
- Plus haut niveau atteint : D3
- Nombre de saisons en nationales : 1

### SK Gullegem
- Matricule : 6216
- Province : Flandre-Occidentale
  - Localité : Gullegem
- Championnat actuel : disparu
- Première saison en nationales : 1968-1969
- Dernière saison en nationales : 2001-2002
- Plus haut niveau atteint : D3
- Nombre de saisons en nationales : 12 (1 en D3, 11 en D4)

## H

### Football Club Olympia Haacht
- Matricule : 5170
- Province : Brabant (Brabant flamand)
  - Localité : Haacht
- Championnat actuel : disparu en 1993
- Première saison en nationales : 1974-1975
- Dernière saison en nationales : 1977-1978
- Plus haut niveau atteint : D4
- Nombre de saisons en nationales : 4 (4 en D4)
  - Le FC OLYMPIA HAACHT est fondé en 1949 et reçoit le matricule 5170. Ce club joue en Mauve et Blanc.. En 1993, il fusionne avec le KONINKLIJKE SPORTIEF WESPELAAR fondé en 1922 et toujours membre de l'URBSFA sous le matricule 490. Ses couleurs sont Rouge et Vert. Le club formé en 1993 garde le matricule 490 sous la dénomination de KONINKLIJKE VOETBALVERENIGING OLYMPIA WESPELAAR et adopte les couleurs Mauve, Vert et Jaune. En 2002, le cercle adopte les couleurs Rouge et Blanc "pour des raisons pratiques". Le 18/04/2003, le club décide de prendre l'appellation KONINKLIJKE VOETBALVERENIGING OLYMPIA HAACHT WESPELAAR" (490)[12].

### Royal Sporting Club Habay-la-Neuve
- Matricule : 3093
- Province : Luxembourg
  - Localité : Habay-la-Neuve
- Championnat actuel : D3 Amateur
- Première saison en nationales : 2017-2018
- Dernière saison en nationales :...
- Plus haut niveau atteint : D5
- Nombre de saisons en nationales : 1 (1 en D5, en 2017-2018)
  - Ce club est fondé sous l'appellation SPORTING CLUB HABAY-LA-NEUVE, le 1er juin 1941. Il s'affilie à l'URBSFA le 5 septembre 1941 comme "club débutant" et reçoit le matricule 3093. Le 10 août 1946, il devient "club effectif". Reconnu "Société Royale", vers le 10 juillet 1991, le cercle change son nom en ROYAL SPORTING CLUB HABAY-LA-NEUVE (3093) le 1er juillet 1992.

### Royale Jeunesse Sportive Habaysienne
- Matricule : 6556
- Province : Luxembourg
  - Localité : Habay-la-Vieille
- Championnat actuel : P2
- Première saison en nationales : 2010-2011
- Dernière saison en nationales : 2011-2012
- Plus haut niveau atteint : D4
- Nombre de saisons en nationales : 2 (2 en D4)
  - Ce club est fondé sous l'appellation JEUNESSE SPORTIVE HABAYSIENNE, le 1er mai 1962. Il s'affilie à l'URBSFA le 6 juillet 1962 et reçoit le matricule 6556. Le 1er juillet 2012, le club adapte son nom en ROYALE JEUNESSE SPORTIVE HABAYSIENNE (6556).

### Royal Cercle Sportif Halanzy
- Matricule : 1245
- Province : Luxembourg
  - Localité : Halanzy
- Championnat actuel : P3
- Première saison en nationales : 1967-1968
- Dernière saison en nationales : 1972-1973
- Plus haut niveau atteint : D4
- Nombre de saisons en nationales : 4 (4 en D4)

### KFC MD Halen
- Matricule : 1051
- Province : Limbourg
  - Localité : Halen
- Championnat actuel : P3
- Première saison en nationales : 1965-1966
- Dernière saison en nationales : 1969-1970
- Plus haut niveau atteint : D4
- Nombre de saisons en nationales : 5 (5 en D4)

### KSC Halle
- Matricule : 120
- Province : Brabant (Brabant flamand)
  - Localité : Hal
- Championnat actuel : disparu
- Première saison en nationales : 1932-1933
- Dernière saison en nationales : 1961-1962
- Plus haut niveau atteint : D2
- Nombre de saisons en nationales : 21 (4 en D2, 8 en D3, 9 en D4)

### KSK Halle
- Matricule : 87
- Province : Brabant (Brabant flamand)
  - Localité : Hal
- Championnat actuel : D4
- Première saison en nationales : 1937-1938
- Dernière saison en nationales : en cours
- Plus haut niveau atteint : D3
- Nombre de saisons en nationales : 23 (13 en D3, 10 en D4)

### SK Pepingen-Halle
- Ancienne appellation: FC Pepingen
- Matricule : 7741
- Province : Brabant
  - Localité : Hal (nationale) et Pepingen (Provinciale)
- Championnat actuel : D4
- Première saison en nationales : 2013-2014
- Dernière saison en nationales : en cours
- Plus haut niveau atteint : D4
- Nombre de saisons en nationales : 4
  - Fondé sous l'appellation Football Club Pepingen, le club fusionne avec le K. SK Halle (matricule 120) en fin de saison 2016-2017.

### Royal Ham Football Club
- Matricule : 149
- Province : Namur
  - Localité : Ham-sur-Sambre
- Championnat actuel : P3
- Première saison en nationales : 1935-1936
- Dernière saison en nationales : 1966-1967
- Plus haut niveau atteint : D3
- Nombre de saisons en nationales : 6 (2 en D3, 4 en D4)

### KFC Vigor Wuitens Hamme
- Matricule : 211
- Province : Flandre-Orientale
  - Localité : Hamme
- Championnat actuel : D3
- Première saison en nationales : 1935-1936
- Dernière saison en nationales : en cours
- Plus haut niveau atteint : D2
- Nombre de saisons en nationales : 66 (17 en D2, 32 en D3, 17 en D4)

### Royal Racing Club Hamoir
- Matricule : 1725
- Province : Liège
  - Localité : Hamoir
- Championnat actuel : D5
- Première saison en nationales : 2005-2006
- Dernière saison en nationales : 2024-2025
- Plus haut niveau atteint : D3
- Nombre de saisons en nationales : 8 (2 en D3, 6 en D4)

### SVD Handzame
- Matricule : 8300
- Province : Flandre-Occidentale
  - Localité : Handzame
- Championnat actuel : disparu
- Première saison en nationales : 1990-1991
- Dernière saison en nationales : 2002-2003
- Plus haut niveau atteint : D4
- Nombre de saisons en nationales : 12 (12 en D4)

### Royal Football Club Hannutois
- Matricule : 215
- Province : Liège
  - Localité : Hannut
- Championnat actuel : P2
- Première saison en nationales : 1943-1944
- Dernière saison en nationales : 2010-2011
- Plus haut niveau atteint : D3
- Nombre de saisons en nationales : 32 (13 en D3, 19 en D4)

### KRC Harelbeke
- Matricule : 1615
- Province : Flandre-Occidentale
  - Localité : Harelbeke
- Championnat actuel : disparu
- Première saison en nationales : 1947-1948
- Dernière saison en nationales : 2001-2002
- Plus haut niveau atteint : D1
- Nombre de saisons en nationales : 32 (6 en D1, 16 en D2, 7 en D3, 3 en D4)

### Koninklijke Racing Club Harelbeke(bis)
- Anciennes appellations: SV Ingelmunster, SWI Harelbeke
- Matricule : 1574
- Province : Flandre-Occidentale
  - Localité : Harelbeke
- Championnat actuel : D4
- Première saison en nationales : 1996-1997
- Dernière saison en nationales : en cours
- Plus haut niveau atteint : D2
- Nombre de saisons en nationales : 15 (5 en D2, 5 en D3, 5 en D4)

### Royale Entente sportive Harre-Manhay
- Matricule : 3296
- Province : Luxembourg
  - Localité : Manhay
- Championnat actuel : 2024-2025
- Première saison en nationales : 2024-2025
- Dernière saison en nationales : en cours
- Plus haut niveau atteint : D5
- Nombre de saisons en nationales : 1 (1 en D5)

### RC Hades Kiewit Hasselt
- Ancienne appellation: RC Hades
- Matricule : 8721
- Province : Limbourg
  - Localité : Hasselt (Kiewit)
- Championnat actuel : D4
- Première saison en nationales : 2013-2014
- Dernière saison en nationales : en cours
- Plus haut niveau atteint : D4
- Nombre de saisons en nationales : 10 (2022-2023 inclus)
- Ce club a été fondé en 1968 et affilié à la KBLVB (Ligue de football amateur). Après un premier refus (veto), en 1978, émanant de clubs des environs, le RC Hades est accepté au sein de l'URBSFA en 1980 où il reçoit le matricule 8721. Le club gravit les échelons progressivement: P3 en 1990, P2 en 1992, P1 en 2009. En 2013, il décroche le titre et accède aux séries nationales. En 2017, il adapte son appellation en RC Hades Hasselt et l'année suivante devient le RC Hades Kiewit Hasselt.
- L'appellation « Hades » fait référence au Dieu de la mythologie grecque, le Dieu des Enfers. Le club est issu d'une association de jeunesse (Den Uil, le Hibou) créée en 1965 par des parents lassés que les seuls mouvements de jeunesse de la localité étaient gérés par des institutions catholiques fondamentalistes (conservatrices)[13]...

### Herk Sport Hasselt
- Matricule : 5905
- Province : Limbourg
  - Localité : Herck-Saint-Lambert
- Championnat actuel : P2
- Première saison en nationales : 1995-1996
- Dernière saison en nationales : 1997-1998
- Plus haut niveau atteint : D4
- Nombre de saisons en nationales : 3 (3 en D4)

### Football Club L'Avenir Hasselt
- Matricule : N/A
- Province : Limbourg
  - Localité : Hasselt
- Championnat actuel : disparu
- Première saison en nationales : 1912-1913
- Dernière saison en nationales : 1912-1913
- Plus haut niveau atteint : D2
- Nombre de saisons en nationales : 1

Ce club a fusionné, en 1916, avec le VK Vlug en Vrij Hasselt pour former le Hasseltse VV.

### K Hasselt VV
- Matricule : 65
- Province : Limbourg
  - Localité : Hasselt
- Championnat actuel : disparu
- Première saison en nationales : 1927-1928
- Dernière saison en nationales : 1962-1963
- Plus haut niveau atteint : D3
- Nombre de saisons en nationales : 18 (12 en D3, 6 en D4)

### KSC Hasselt
- Matricule : 37
- Province : Limbourg
  - Localité : Hasselt
- Championnat actuel : disparu
- Première saison en nationales : 1911-1912
- Dernière saison en nationales : 1997-1998
- Plus haut niveau atteint : D1
- Nombre de saisons en nationales : 74 (1 en D1, 31 en D2, 28 en D3, 14 en D4)

### Royal Sporting Club Havré
- Matricule : 4509
- Province : Hainaut
  - Localité : Havré
- Championnat actuel : disparu
- Première saison en nationales : 1984-1985
- Dernière saison en nationales : 1985-1986
- Plus haut niveau atteint : D4
- Nombre de saisons en nationales : 2 (2 en D4)

### KSK Heist
- Matricule : 2948
- Province : Anvers
  - Localité : Heist-op-den-Berg
- Championnat actuel : D2
- Première saison en nationales : 1954-1955
- Dernière saison en nationales : en cours
- Plus haut niveau atteint : D2
- Nombre de saisons en nationales : 46 (3 en D2, 8 en D3, 35 en D4)

### FC Eendracht Hekelgem
- Matricule : 6826
- Province : Brabant (Brabant flamand)
  - Localité : Hekelgem
- Championnat actuel : disparu
- Première saison en nationales : 1991-1992
- Dernière saison en nationales : 2000-2001
- Plus haut niveau atteint : D2
- Nombre de saisons en nationales : 10 (2 en D2, 1 en D3, 7 en D4)

### KFC Helson Helchteren
- Matricule : 6045
- Province : Limbourg
  - Localité : Helchteren
- Championnat actuel : Division 3 Amateur
- Première saison en nationales : 2016-2017
- Dernière saison en nationales :...
- Plus haut niveau atteint : D5
- Nombre de saisons en nationales : 2 (en D5)
  - Fondé en 1957 sous l'appellation Helchteren Voetbalvereninging (Helchteren VV). Il atteint la P1 Limbourg pour la 1re fois en 1998. Relégué l'année suivante, il bascule jusqu'en P3. Revenu en P2 en 2001, il fusionne avec son voisin du Sportkring Sonnis Helchteren (SK Sonnis Helchteren) (matricule 8418) - créé en 1975 - pour former le K. FC Helson Helchteren (matricule 6045). « Helson » est la contraction de « Helchteren » et « Sonnis ». Six ans plus tard, à la suite d'une refonte des séries limbourgeoises, le matricule 6040 descend en P3. Il remonte d'un étage en 2009 et retrouve l'élite provinciale en 2013. Trois plus tard, il est champion provincial.

### KFC Helzold
- Matricule : 1488
- Province : Limbourg
  - Localité : Heusden-Zolder
- Championnat actuel : disparu
- Première saison en nationales : 1949-1950
- Dernière saison en nationales : 1987-1988
- Plus haut niveau atteint : D2
- Nombre de saisons en nationales : 27 (2 en D2, 6 en D3, 19 en D4)

### K Verbroedering Hemiksem
- Matricule : 360
- Province : Anvers
  - Localité : Hemiksem
- Championnat actuel : P4
- Première saison en nationales : 1930-1931
- Dernière saison en nationales : 1998-1999
- Plus haut niveau atteint : D3
- Nombre de saisons en nationales : 17 (13 en D3, 4 en D4)

### Association Clubs Hemptinne-Eghezée
- Matricule : 4286
- Province : Namur
  - Localité : Éghezée
- Championnat actuel : disparu
- Première saison en nationales : 1984-1985
- Dernière saison en nationales : 1997-1998
- Plus haut niveau atteint : D3
- Nombre de saisons en nationales : 10 (5 en D3, 5 en D4)

### KFC Herentals
- Matricule : 97
- Province : Anvers
  - Localité : Herentals
- Championnat actuel : disparu
- Première saison en nationales : 1930-1931
- Dernière saison en nationales : 1998-1999
- Plus haut niveau atteint : D2
- Nombre de saisons en nationales : 64 (21 en D2, 36 en D3, 7 en D4)

### Netha Football Club Herentals
- Matricule : 408
- Province : Anvers
  - Localité : Herentals
- Championnat actuel : disparu
- Première saison en nationales : 1935-1936
- Dernière saison en nationales : 1938-1939
- Plus haut niveau atteint : D3
- Nombre de saisons en nationales : 4 (4 en D3)

### VC Herentals
- Matricule : 9364
- Province : Anvers
  - Localité : Herentals
- Championnat actuel : P1
- Première saison en nationales : 2014-2015
- Dernière saison en nationales : 2014-2015
- Plus haut niveau atteint : D4
- Nombre de saisons en nationales : 1 (en D4)

### KFC Herenthout
- Matricule : 683
- Province : Anvers
  - Localité : Herenthout
- Championnat actuel : P3
- Première saison en nationales : 1985-1986
- Dernière saison en nationales : 1985-1986
- Plus haut niveau atteint : D4
- Nombre de saisons en nationales : 1 (1 en D4)

### K Herk FC
- Matricule : 5155
- Province : Limbourg
  - Localité : Herk-de-Stad
- Championnat actuel : P1
- Première saison en nationales : 2010-2011
- Dernière saison en nationales : 2011-2012
- Plus haut niveau atteint : D4
- Nombre de saisons en nationales : 2 (2 en D4)

### Football Club Herstal
- Ancienne appellation : AS Herstalienne SR
- Matricule : 82
- Province : Liège
  - Localité : Herstal
- Championnat actuel : P2
- Première saison en nationales : 1922-1923
- Dernière saison en nationales : 1987-1988
- Plus haut niveau atteint : D2
- Nombre de saisons en nationales : 50 (10 en D2, 22 en D3, 18 en D4)

### Royal Herve Football Club
- Matricule : 32
- Province : Liège
  - Localité : Herve
- Championnat actuel : P2
- Première saison en nationales : 1947-1948
- Dernière saison en nationales : 1982-1983
- Plus haut niveau atteint : D3
- Nombre de saisons en nationales : 28 (11 en D3, 17 en D4)

### K Beringen Heusden-Zolder SK
- Anciennes appellations: Heusden SK, Heusden-Zolder SK
- Matricule : 2614
- Province : Limbourg
  - Localité : Beringen[kbhz 1]
- Championnat actuel : disparu
- Première saison en nationales : 1996-1997
- Dernière saison en nationales : 2005-2006
- Plus haut niveau atteint : D1
- Nombre de saisons en nationales : 10 (1 en D1, 5 en D2, 3 en D3, 1 en D4)

1. ↑  Le club évolue dans sa localité d'origine, Heusden-Zolder, jusqu'en 2002. Ensuite, promu en D1, il partage le stade du KRC Genk pendant deux saisons. En difficultés financières, il tente de se relancer à Beringen, mais disparaît en 2006.

### KVV Heusden-Zolder
- Matricule : 5894
- Province : Limbourg
  - Localité : Heusden-Zolder
- Championnat actuel : P3
- Première saison en nationales : 1999-2000
- Dernière saison en nationales : 2010-2011
- Plus haut niveau atteint : D4
- Nombre de saisons en nationales : 12 (12 en D4)

### KFC Heultje
- Matricule : 459
- Province : Anvers
  - Localité : Heultje
- Championnat actuel : P4
- Première saison en nationales : 1983-1984
- Dernière saison en nationales : 1994-1995
- Plus haut niveau atteint : D3
- Nombre de saisons en nationales : 12 (8 en D3, 4 en D4)

### Football Club Heystois
- Matricule : 414
- Province : Flandre-Occidentale
  - Localité : Heist
- Championnat actuel : disparu
- Première saison en nationales : 1933-1934
- Dernière saison en nationales : 1936-1937
- Plus haut niveau atteint : D3
- Nombre de saisons en nationales : 2 (2 en D3)

Ce club est dissous en 1942 en raisons des circonstances dues à la Seconde Guerre mondiale. Il est reconstitué en 1945 sous le nom de « FC Heist ». Il rejoint l'URBSFA qui lui attribue alors le matricule 4465. Ce club devient « Société Royale » en 1954, ce qui atteste d'une ancienneté remontant à minimum 35 ans (critère de cette époque), soit une création initiale vers 1914.

### KSK Hoboken
- Matricule : 285
- Province : Anvers
  - Localité : Anvers (Hoboken)
- Championnat actuel : disparu
- Première saison en nationales : 1926-1927
- Dernière saison en nationales : 2004-2005
- Plus haut niveau atteint : D2
- Nombre de saisons en nationales : 49 (6 en D2, 17 en D3, 26 en D4)

### KSC Hoegaarden
- Matricule : 3264
- Province : Brabant (Brabant flamand)
  - Localité : Hoegaarden
- Championnat actuel : P2
- Première saison en nationales : 1999-2000
- Dernière saison en nationales : 1999-2000
- Plus haut niveau atteint : D4
- Nombre de saisons en nationales : 1 (1 en D4)

### Eendracht Hoeilaart
- Matricule : 2989
- Province : Brabant (Brabant flamand)
  - Localité : Hoeilaart
- Championnat actuel : disparu
- Première saison en nationales : 1968-1969
- Dernière saison en nationales : 1968-1969
- Plus haut niveau atteint : D4
- Nombre de saisons en nationales : 1 (1 en D4)
  - L'Eendracht Hoeilaart fusionne en 2002 avec son voisin du K. RC Hoeilaart (matricule 1740) pour former la Eendracht Racing Club Hoeilaart ou ERC Hoeilaart, sous le matricule 1740. Le matricule 2989 est radié.

### Eendracht Racing Club Hoeilaart
- Matricule : 1740
- Province : Brabant (Brabant flamand)
  - Localité : Hoeilaart
- Championnat actuel : Division 3 Amateur
- Première saison en nationales : 2017-2018
- Dernière saison en nationales :...
- Plus haut niveau atteint : D5
- Nombre de saisons en nationales : 1 (1 en D5 en 2017-2018)
  - Ce club qui évolue en Jaune et Noir, est formé le 1er juillet 2002 par la fusion du Koninklijke Racing Club Hoeilaart et de l'Eendracht Hoeilaart (matricule 2989). Le RC Hoeilaart a été fondé le 10 décembre 1930. Il s'est affilié à l'URBSFA le 25 juin 1931 et a reçu le matricule 1740. Reconnu "Société Royale", le 13 juin 1956, il prend le nom de K. RC Hoeilaart le 18 juillet 1956. Ses couleurs sont Vert et Jaune jusqu'à la fusion en 2002.

### K Hoeselt VV
- Matricule : 2146
- Province : Limbourg
  - Localité : Hoeselt
- Championnat actuel : disparu
- Première saison en nationales : 1946-1947
- Dernière saison en nationales : 1991-1992
- Plus haut niveau atteint : D2
- Nombre de saisons en nationales : 27 (1 en D2, 19 en D3, 7 en D4)

### Royal Football Club Hollogne
- Matricule : 2985
- Province : Liège
  - Localité : Hollogne-aux-Pierres
- Championnat actuel : disparu
- Première saison en nationales : 1964-1965
- Dernière saison en nationales : 1964-1965
- Plus haut niveau atteint : D4
- Nombre de saisons en nationales : 1 (1 en D4)
  - Le club est fondé le 15 août 1940. Son affiliation, sous le nom de FOOTBALL CLUB HOLLOGNE à l'URBSFA le 29 mai 1941 est rendue possible par le déménagement du SPORTING HOLLOGNOIS (matricule 2932) vers la commune de Jemeppe-sur-Meuse car la fédération n'autorise pas un 3e club sur le territoire de Hollogne-aux-Pierres. L'autre club déjà présent est le OLYMPIC HOLLOGNOIS (matricule 2937). Ce club, affilié depuis le 27 janvier 1941 est démissionné le 22 juin 1946. Le SPORTING HOLLOGNOIS (2932), affilié le 14 janvier 1941 est démissionné le 7 septembre 1946.
  - FOOTBALL CLUB HOLLOGNE reçoit le matricule 2985. Reconnu "Société Royale", vers le 10 janvier 1991 adapte son nom en ROYAL FOOTBALL CLUB HOLLOGNE le 1er juillet 1991.
  - Le 1er juillet 2002, ROYAL FOOTBALL CLUB HOLLOGNE fusionne avec le ROYAL DARING CLUB GRÂCE (2814) pour former le ROYAL FOOTBALL CLUB GRÂCE-HOLLOGNE (2814). Le matricule 2985 est démissionné.

### Hoogstraten VV
- Matricule : 2366
- Province : Anvers
  - Localité : Hoogstraten
- Championnat actuel : D2
- Première saison en nationales : 1964-1965
- Dernière saison en nationales : en cours
- Plus haut niveau atteint : D2
- Nombre de saisons en nationales : 48 (20 en D3, 28 en D4)

### Royal Léopold Club Hornu
- Matricule : 129
- Province : Hainaut
  - Localité : Hornu
- Championnat actuel : P3
- Première saison en nationales : 1947-1948
- Dernière saison en nationales : 1997-1998
- Plus haut niveau atteint : D3
- Nombre de saisons en nationales : 7 (3 en D3, 4 en D4)

### Royal Football Club Houdinois
- Matricule : 704
- Province : Hainaut
  - Localité : Houdeng-Gœgnies
- Championnat actuel : P1
- Première saison en nationales : 1945-1946
- Dernière saison en nationales : 2006-2007
- Plus haut niveau atteint : D3
- Nombre de saisons en nationales : 16 (4 en D3, 12 en D4)

### K. Houthalen VV
- Matricule : 2402
- Province : Limbourg
  - Localité : Houthalen
- Championnat actuel : P4
- Première saison en nationales : 1952-1953
- Dernière saison en nationales : 1972-1973
- Plus haut niveau atteint : D3
- Nombre de saisons en nationales : 19 (6 en D3, 13 en D4)

### KFC Houtvenne
- Matricule : 39
- Province : Anvers
  - Localité : Houtvenne
- Championnat actuel : D3 Amateur
- Première saison en nationales : 2016-2017
- Dernière saison en nationales :...
- Plus haut niveau atteint : D4 (1re en 2020-2021)
- Nombre de saisons en nationales : 5

### K Humbeek FC
- Matricule : 39
- Province : Brabant (Brabant flamand)
  - Localité : Humbeek
- Championnat actuel : P3
- Première saison en nationales : 1926-1927
- Dernière saison en nationales : 1981-1982
- Plus haut niveau atteint : D3
- Nombre de saisons en nationales : 13 (7 en D3, 6 en D4)

### Royal Football Club Huy
- Noms précédents: R. Union Hutoise FC, R. FC Huy
- Matricule : 76
- Province : Liège
  - Localité : Huy
- Championnat actuel : D3
- Première saison en nationales : 1926-1927
- Dernière saison en nationales : en cours
- Plus haut niveau atteint : D2
- Nombre de saisons en nationales : 70 (10 en D2, 17 en D3, 43 en D4)

- Au terme de la saison 2022-2023, le R. FC Huy (matricule 76) s'unit avec Solières Sports et reprend le nom de R. Union Hutoise (76).

## I

### Olympic Molen Sport Ingelmunster
- Matricule : 9441
- Province : Flandre-Occidentale
  - Localité : Ingelmunster
- Championnat actuel : Disparu en 2017
- Première saison en nationales : 2012-2013
- Dernière saison en nationales : 2012-2013
- Plus haut niveau atteint : D4
- Nombre de saisons en nationales : 1 (1 en D4)
  - Fondé le 15 avril 2003, par d'anciens membres déçus du K. SV Ingelmunster, le club atteint la P1 de Flandre occidentale dès 2009. En juillet 2017, ce club fusionne avec le K. FC Izegem (matricule 935) de la commune voisine pour former le K. FC Mandel United.

### KFC Itegem
- Matricule : 2171
- Province : Anvers
  - Localité : Itegem
- Championnat actuel : disparu
- Première saison en nationales : 1969-1970
- Dernière saison en nationales : 1969-1970
- Plus haut niveau atteint : D4
- Nombre de saisons en nationales : 1 (1 en D4)
  - Le K. FC Itegem cesse ses activités au terme de la saison 2012-2013[14].

### KVC Itna Itterbeek
- Matricule : 5636
- Province : Brabant (Brabant flamand)
  - Localité : Itterbeek
- Championnat actuel : P3
- Première saison en nationales : 1965-1966
- Dernière saison en nationales : 1965-1966
- Plus haut niveau atteint : D4
- Nombre de saisons en nationales : 1 (1 en D4)

### Royal Ixelles Sporting Club
- Matricule : 42
- Province : Brabant (Bruxelles)
  - Localité : Ixelles
- Championnat actuel : P3
- Première saison en nationales : 1926-1927
- Dernière saison en nationales : 1966-1967
- Plus haut niveau atteint : D3
- Nombre de saisons en nationales : 25 (15 en D3, 10 en D4)

### Union Football Club d'Ixelles
- Matricule : N/A
- Province : Brabant (Bruxelles)
  - Localité : Ixelles
- Championnat actuel : disparu
- Première saison en nationales : 1895-1896
- Dernière saison en nationales : 1895-1896
- Plus haut niveau atteint : D1
- Nombre de saisons en nationales : 1 (1 en D1)

### KFC Mandel United
Placé ici car ancien "K. FC Izegem"
- Matricule : 935
- Province : Flandre-Occidentale
  - Localité : Izegem
- Championnat actuel : D4
- Première saison en nationales : 1945-1946
- Dernière saison en nationales : en cours
- Plus haut niveau atteint : D2
- Nombre de saisons en nationales : 61 (3 en D2, 29 en D3, 29 en D4)

## J

### Royale Entente Sportive Jamboise
- Matricule : 1579
- Province : Namur
  - Localité : Jambes
- Championnat actuel : disparu
- Première saison en nationales : 1949-1950
- Dernière saison en nationales : 1988-1989
- Plus haut niveau atteint : D3
- Nombre de saisons en nationales : 20 (12 en D3, 8 en D4)

### Entente des Clubs Jamoigne-Chiny
- Matricule : 6558
- Province : Luxembourg
  - Localité : Jamoigne
- Championnat actuel : P3
- Première saison en nationales : 1980-1981 (sous le nom d'ES Jamoigne-Izel)
- Dernière saison en nationales : 2007-2008 (sous le nom d'ES Jamoigne)
- Plus haut niveau atteint : D4
- Nombre de saisons en nationales : 2 (2 en D4)

### Royale Union Jemappes-Flénu
- Matricule : 136
- Province : Hainaut
  - Localité : Jemappes
- Championnat actuel : disparu
- Première saison en nationales : 1927-1928
- Dernière saison en nationales : 1995-1996
- Plus haut niveau atteint : D3
- Nombre de saisons en nationales : 18 (12 en D3, 6 en D4)

### Royal Running Football Club Jemeppe
- Matricule : 292
- Province : Liège
  - Localité : Jemeppe-sur-Meuse
- Championnat actuel : disparu
- Première saison en nationales : 1932-1933
- Dernière saison en nationales : 1932-1933
- Plus haut niveau atteint : D3
- Nombre de saisons en nationales : 1 (1 en D3)

Ce club a été vraisemblablement constitué, le 19 août 1919, par l'association du Football Club de Jemeppe (qui évite ainsi une radiation) et celui de Jemeppe FC (qui revient à l'URBSFA après un passage dans une ligue rivale appelée "Union Socialiste"). Le "Running FC Jemeppe" s'affilie à l'URBSFA le 15/06/1923. Le choix du vocable "Running" est probablement un souvenir du Running Club de Jemeppe, le tout premier cercle de la localité créé à l'initiative de joueurs du FC Liégeois. Société Royale en 1951, le matricule 292 est radié le 16 octobre 1961.

### Royal Scup Dieleghem Jette
- Matricule : 474
- Province : Brabant (Bruxelles)
  - Localité : Jette
- Championnat actuel : P1
- Première saison en nationales : 1931-1932
- Dernière saison en nationales : 2003-2004
- Plus haut niveau atteint : D3
- Nombre de saisons en nationales : 35 (13 en D3, 22 en D4)

### Royale Association Sportive Jodoigne
- Matricule : 199
- Province : Brabant wallon
  - Localité : Jodoigne
- Championnat actuel : D3 Amateur
- Première saison en nationales : 2019-2020
- Dernière saison en nationales :...
- Plus haut niveau atteint : D5
- Nombre de saisons en nationales : 1 (en 2019-2020)

Ce club est la résultante de diverses fusions. Une de celles-ci est survenue en 1992 pour former la R. AS Jodoigne Lathuy-Souveraine sous le matricule 199. À cette époque, on a, d'une part le R. Sporting Club Jodoignois porteur du matricule 199 (fondé et affilié à l'URBSFA en 1922). Ce club est reconnu "Société Royale" en 1952. Et d'autre part, on retrouve l'AS Lathuy-Souveraine, porteuse du matricule 7772 et formée par fusion en 1990. Les deux cercles concernés sont à cette époque le CS Jodoigne-Souveraine (matricule 7722), fondé et affilié à l'URBSFA en 1971 et FC Lathuy (matricule 7968), fondé en affilié à l'URBSFA en 1973.
Enfin, en 2009, la R. AS Jodoigne Lathuy-Souveraine (199) fusionne avec le Patro Pietrain FC (matricule 6372, fondé et affilié à l'URBSFA en 1960). Le matricule 199 simplifie alors sa dénomination en R. AS Jodoigne.

### Royal Jupille Football Club
- Matricule : 2885
- Province : Liège
  - Localité : Jupille-sur-Meuse
- Championnat actuel : disparu
- Première saison en nationales : 1991-1992
- Dernière saison en nationales : 1991-1992
- Plus haut niveau atteint : D4
- Nombre de saisons en nationales : 1 (1 en D4)

### Royale Juprelle Union
- Matricule : 267
- Province : Liège
  - Localité : Juprelle
- Championnat actuel : P4
- Première saison en nationales : 1937-1938
- Dernière saison en nationales : 1937-1938
- Plus haut niveau atteint : D3
- Nombre de saisons en nationales : 1 (1 en D3)

## K

### KFC Hoger-Op Kalken
- Matricule : 4139
- Province : Fl. orientale
  - Localité : Kalken
- Championnat actuel : D3 Amateur
- Première saison en nationales : 2022-2023
- Dernière saison en nationales :
- Plus haut niveau atteint : D5
- Nombre de saisons en nationales : 1 (début en 2022)

### SK Kalmthout
- Matricule : 3497
- Province : Anvers
  - Localité : Kalmthout
- Championnat actuel : P3
- Première saison en nationales : 1964-1965
- Dernière saison en nationales : 1964-1965
- Plus haut niveau atteint : D4
- Nombre de saisons en nationales : 1 (1 en D4)

### Sporting Kampenhout
- Matricule : 2615
- Province : Brabant (Brabant flamand)
  - Localité : Kampenhout
- Championnat actuel : D3 Amateur
- Première saison en nationales : 1992-1993
- Dernière saison en nationales : 2018-2019
- Plus haut niveau atteint : D4
- Nombre de saisons en nationales : 9 (8 en D4, 3 en D5)

### KFC Katelijne-Waver
- Matricule : 4453
- Province : Anvers
  - Localité : Wavre-Sainte-Catherine
- Championnat actuel : P1
- Première saison en nationales : 2010-2011
- Dernière saison en nationales : 2012-2013
- Plus haut niveau atteint : D4
- Nombre de saisons en nationales : 3 (3 en D4)

### KS Kermt-Hasselt
- Matricule : 3245
- Province : Limbourg
  - Localité : Hasselt
- Championnat actuel : D3
- Première saison en nationales : 1993-1994
- Dernière saison en nationales : en cours
- Plus haut niveau atteint : D3
- Nombre de saisons en nationales : 20 (10 en D3, 10 en D4)

### Royal Knokke Football Club
- Matricule : 101
- Province : Flandre-Occidentale
  - Localité : Knokke
- Championnat actuel : P1
- Première saison en nationales : 1927-1928
- Dernière saison en nationales : 1946-1947
- Plus haut niveau atteint : D2
- Nombre de saisons en nationales : 15 (2 en D2, 13 en D3)

### KVV Weerstand Koersel
- Matricule : 2428
- Province : Limbourg
  - Localité : Koersel
- Championnat actuel : Division 3 VV
- Première saison en nationales : 2019-2020
- Dernière saison en nationales :
- Plus haut niveau atteint : D5
- Nombre de saisons en nationales : 1 (1 en D5)

Le club est créé « un soir de l'année 1936 » dans le café bij de Petter tenu par Jef Daniëls qui devient le premier secrétaire du cercle. Celui-ci s'affilie auprès de l'URBSFA le 2 septembre 1936. Le club a bien spécifié que la dénomination choisie est WEERSTAND VV KOERSEL mais à l'époque, la encore très francophile URBSFA l'enregistre sous l'appellation fe COURSEL VOETBAL VEREENINGING ! Le club reçoit le n° de matricule 2428. C'est le 24 février 1943 que le club prend enfin l'appellation souhaitée: VOETBAL VERENINGING WEERSTAND KOERSEL (2428). Il est reconnu Société Royale vers le 5 mai 1986 et adapte son appellation en KONINKLIJKE VOETBAL VERENINGING WEERSTAND KOERSEL (2428) le 1er juillet 1986.

### K Kontich FC
- Matricule : 3029
- Province : Anvers
  - Localité : Kontich
- Championnat actuel : P2
- Première saison en nationales : 1954-1955
- Dernière saison en nationales : 2005-2006
- Plus haut niveau atteint : D3
- Nombre de saisons en nationales : 17 (1 en D3, 16 en D4)

## L

### Royal Football Club Union La Calamine
- Matricule : 526
- Province : Liège
  - Localité : La Calamine
- Championnat actuel : D3 Amateur
- Première saison en nationales : 1966-1967
- Dernière saison en nationales : en cours
- Plus haut niveau atteint : D3
- Nombre de saisons en nationales : 22 (7 en D3, 14 en D4, 1 en D5)

### Union Royale La Louvière Centre
- Matricule : 213
- Province : Hainaut
  - Localité : La Louvière / Haine Saint-Pierre
- Championnat actuel : D3
- Première saison en nationales : 1931-1932 (sous l'appellation de « US du Centre »)
- Dernière saison en nationales : en cours
- Plus haut niveau atteint : D2
- Nombre de saisons en nationales : 52 (12 en D2, 13 en D3, 27 en D4)

### KVV Lanaken
- Matricule : 1050
- Province : Limbourg
  - Localité : Lanaken
- Championnat actuel : P3
- Première saison en nationales : 2000-2001
- Dernière saison en nationales : 2002-2003
- Plus haut niveau atteint : D4
- Nombre de saisons en nationales : 3 (3 en D4)

### KWSC Lauwe
- Matricule : 535
- Province : Flandre-Occidentale
  - Localité : Lauwe
- Championnat actuel : P3
- Première saison en nationales : 1964-1965
- Dernière saison en nationales : 2008-2009
- Plus haut niveau atteint : D3
- Nombre de saisons en nationales : 37 (12 en D3, 25 en D4)

### KSK Lebbeke
- Matricule : 3558
- Province : Flandre-Orientale
  - Localité : Lebbeke
- Championnat actuel : Disparu en 2016
- Première saison en nationales : 1958-1958
- Dernière saison en nationales : 2004-2005
- Plus haut niveau atteint : D4
- Nombre de saisons en nationales : 20 (20 en D4)
  - Le 1er juillet 2016, le K. SK Lebbeke fusionne avec son voisin du Rapide Club Lebbeke (matricule 8601). La nouvelle entité porte le nom de Football Club Lebbeke sous le matricule 8601 du désormais ex-Rapide Club. Le club constitué évolue en D3 Amateur VFV en 2016-2017[15]. Le matricule 3558 est radié.

### Football Club Lebbeke
- Matricule : 8601
- Province : Flandre-Orientale
  - Localité : Lebbeke
- Championnat actuel : P1
- Première saison en nationales : 1994-1995
- Dernière saison en nationales : 2005-2006
- Plus haut niveau atteint : D3
- Nombre de saisons en nationales : 12 (1 en D3, 11 en D4)
  - Le 1er juillet 2016, le Rapide Club Lebbeke fusionne avec son voisin du K. SK Lebbeke (matricule 3558). La nouvelle entité porte le nom de Football Club Lebbeke sous le matricule 8601 du désormais ex-Rapide Club. Le club évolue en D3 Amateur VFV en 2016-2017[15].

### SK Lebeke-Alost
- Matricule : 4175
- Province : Flandre-Orientale
  - Localité : Lebeke
- Championnat actuel : P2
- Première saison en nationales : 2004-2005
- Dernière saison en nationales : 2006-2007
- Plus haut niveau atteint : D4
- Nombre de saisons en nationales : 3 (3 en D4)

### KVC Jong Lede
- Matricule : 3957
- Province : Flandre-Orientale
  - Localité : Lede
- Championnat actuel : P1
- Première saison en nationales : 1972-1973
- Dernière saison en nationales : 2012-2013
- Plus haut niveau atteint : D3
- Nombre de saisons en nationales : 20 (13 en D3, 7 en D4)

### Vlug en Vrij Leest
- Matricule : 8077
- Province : Anvers
  - Localité : Leest
- Championnat actuel : disparu
- Première saison en nationales : 1986-1987
- Dernière saison en nationales : 1990-1991
- Plus haut niveau atteint : D4
- Nombre de saisons en nationales : 5 (5 en D4)

### KFC Avenir Lembeek
- Matricule : 142
- Province : Brabant (Brabant flamand)
  - Localité : Lembeek
- Championnat actuel : P2
- Première saison en nationales : 1959-1960
- Dernière saison en nationales : 1995-1996
- Plus haut niveau atteint : D3
- Nombre de saisons en nationales : 8 (4 en D3, 4 en D4)

### Patro Lensois
- Matricule : 7446
- Province : Province de Liège
  - Localité : Lens-Saint-Remy
- Championnat actuel : D4 (à partir de 2015-2016)
- Première saison en nationales : 2015-2016
- Dernière saison en nationales :...
- Plus haut niveau atteint : D4
- Nombre de saisons en nationales : 1 (à partir de 2015-2016)

Ce club est promu en Promotion en vue de la saison 2015-2016 en raison de la radiation du R. CS Verviétois (matricule 8). Si celui obtenait gain de cause dans la procédure entamée contre l'URBSFA, il serait réintégré en Promotion, mais le Patro Lensois n'en serait pas retiré.

### KESK Leopoldsburg
- Matricule : 3904
- Province : Limbourg
  - Localité : Bourg-Léopold
- Championnat actuel : D4
- Première saison en nationales : 1996-1997
- Dernière saison en nationales : en cours
- Plus haut niveau atteint : D3
- Nombre de saisons en nationales : 16 (1 en D3, 15 en D4)

### Royale Association Sportive Lessines-Ollignies
- Matricule : 2901
- Province : Hainaut
  - Localité : Lessines
- Championnat actuel : disparu
- Première saison en nationales : 2003-2004
- Dernière saison en nationales : 2003-2004
- Plus haut niveau atteint : D4
- Nombre de saisons en nationales : 1 (1 en D4)
  - Le 30 juin 2016, ce club fusionne avec la "Royale Entente Sportive Acrenoise" (matricule 2774) pour former la'Entente Acren-Lessines (ou la "REAL"), sous le matricule 2774, à partir du 01/07/2016. Le matricule 2901 est radié[16].

### Royale Union Sportive Lessinoise
- Matricule : 102
- Province : Hainaut
  - Localité : Lessines
- Championnat actuel : disparu en 1996
- Première saison en nationales : 1968-1969
- Dernière saison en nationales : 1976-1977
- Plus haut niveau atteint : D4
- Nombre de saisons en nationales : 9 (9 en D4)
  - Ce club disparait en 1996 dans une fusion avec le FC Lessines-Ollignies (matricule 2901) pour former la R. AS Lessines-Ollignies (matricule 2901). Le matricule 102 est radié le 1er juillet 1996.

### Royal Cercle Sportif Libramontois
- Matricule : 1590
- Province : Luxembourg
  - Localité : Libramont-Chevigny
- Championnat actuel : D3 Amateur
- Première saison en nationales : 1943-1944 (remontée en 2022)
- Dernière saison en nationales : 2000-2001
- Plus haut niveau atteint : D3
- Nombre de saisons en nationales : 25 (4 en D3, 20 en D4, 1 en D5)

### KFC Liedekerke
- Matricule : 3007
- Province : Brabant (Brabant flamand)
  - Localité : Liedekerke
- Championnat actuel : disparu
- Première saison en nationales : 1972-1973
- Dernière saison en nationales : 1997-1998
- Plus haut niveau atteint : D4
- Nombre de saisons en nationales : 16 (16 en D4)

### Royale Union Sportive Gold Star Liège
- Matricule : 40
- Province : Liège
  - Localité : Liège
- Championnat actuel : P2
- Première saison en nationales : 1926-1927
- Dernière saison en nationales : 1989-1990
- Plus haut niveau atteint : D3
- Nombre de saisons en nationales : 8 (7 en D3, 1 en D4)

### Royal Football Club de Liège
- Matricule : 4
- Province : Liège
  - Localité : Liège
- Championnat actuel : D4
- Première saison en nationales : 1895-1896
- Dernière saison en nationales : en cours
- Plus haut niveau atteint : D1
- Nombre de saisons en nationales : 110 (67 en D1, 28 en D2, 11 en D3, 4 en D4)

### K Lierse SK
- Matricule : 30
- Province : Anvers
  - Localité : Lierre
- Championnat actuel : D1
- Première saison en nationales : 1921-1922
- Dernière saison en nationales : en cours
- Plus haut niveau atteint : D1
- Nombre de saisons en nationales : 89 (73 en D1, 16 en D2)

### Football Club Lignette
- Matricule : 7678
- Province : Hainaut
  - Localité : Lignette
- Championnat actuel : disparu
- Première saison en nationales : 1985-1986
- Dernière saison en nationales : 1989-1990
- Plus haut niveau atteint : D4
- Nombre de saisons en nationales : 4 (4 en D4)

### K VC Lille United
- Matricule : 2618
- Province : Anvers
  - Localité : Lille
- Championnat actuel : P1
- Première saison en nationales : 1995-1996
- Dernière saison en nationales : 2010-2011
- Plus haut niveau atteint : D4
- Nombre de saisons en nationales : 14 (14 en D4)
  - En 2021, le club fusionne et prend le nom de K. VC Lille United sous le matricule 2618

### VK Linden
- Matricule : 8522
- Province : Brabant flamand
  - Localité : Lubbeek
- Championnat actuel : D3 Amateur
- Première saison en nationales : 2019-2020
- Dernière saison en nationales :2019-2020
- Plus haut niveau atteint : D5
- Nombre de saisons en nationales : 1

>Le club est fondé le 28 mai 1974 sous l'appellation VOETBAL KLUB STADE GEESTBEEK. Il s'affilie à l'URBSFA, le 17 juin 1977 et se voit attribuer le n° de matricul 8522. Le club change son appellation le 1er juillet 1983 et devient le VOETBAL KLUB LINDEN (8522).

### SK Lochristi
- Matricule : 5617
- Province : Flandre orientale
  - Localité : Lochristi
- Championnat actuel : D3 Amateur
- Première saison en nationales : 2019-2020
- Dernière saison en nationales :...
- Plus haut niveau atteint : D5
- Nombre de saisons en nationales : 1 (en 2019-2020)

- Ce club est fondé le 24 octobre 1952 sous le nom de Sport Kring Beervelde. Le 1er juillet 1999, il fusionne avec le Sporting Club Begonia Lochristi (matricule 7745) et prend l'appellation de SK Lochristi sous le matricule 5617. Le SC Begonia Lochristi a été fondé le 23 juin 1966 mais il ne s'affilie à l'URBSFA que le 25 mai 1972. Pendant ses cinq premières saisons d'existence, il fait partie de la "KKVS", une ligue catholique.

### KSC Lokeren
- Matricule : 282
- Province : Flandre-Orientale
  - Localité : Lokeren
- Championnat actuel : D1
- Première saison en nationales : 1938-1939
- Dernière saison en nationales : en cours
- Plus haut niveau atteint : D1
- Nombre de saisons en nationales : 64 (36 en D1, 7 en D2, 9 en D3, 12 en D4)

### Standaard FC Lokeren
- Matricule : 1783
- Province : Flandre-Orientale
  - Localité : Lokeren
- Championnat actuel : disparu
- Première saison en nationales : 1967-1968
- Dernière saison en nationales : 1968-1969
- Plus haut niveau atteint : D4
- Nombre de saisons en nationales : 2 (2 en D4)

### SK Lombeek-Liedekerke
- Matricule : 6431
- Province : Brabant (Brabant flamand)
  - Localité : Sint-Katherina-Lombeek
- Championnat actuel : disparu
- Première saison en nationales : 1985-1986
- Dernière saison en nationales : 2001-2002
- Plus haut niveau atteint : D4
- Nombre de saisons en nationales : 10 (10 en D4)

### KFC Lommelse SK
- Matricule : 1986
- Province : Limbourg
  - Localité : Lommel
- Championnat actuel : disparu
- Première saison en nationales : 1947-1948
- Dernière saison en nationales : 2002-2003
- Plus haut niveau atteint : D1
- Nombre de saisons en nationales : 41 (10 en D1, 6 en D2, 11 en D3, 14 en D4)

### Lommel SK
- Anciennes appellations : K. Vlug & Vrij Overpelt-Fabriek (1937-2003), K. VSK United Overpelt-Lommel (2003-2010), K. Lommel United (2010-2017)
- Matricule : 2554
- Province : Limbourg
  - Localité : Lommel
- Championnat actuel : D2
- Première saison en nationales : 1954-1955
- Dernière saison en nationales : en cours
- Plus haut niveau atteint : D2
- Nombre de saisons en nationales : 59 (14 en D2, 39 en D3, 6 en D4)

### KVC Delta Londerzeel
- Matricule : 2574
- Province : Brabant (Brabant flamand)
  - Localité : Londerzeel
- Championnat actuel : P2
- Première saison en nationales : 1981-1982
- Dernière saison en nationales : 1983-1984
- Plus haut niveau atteint : D4
- Nombre de saisons en nationales : 3 (3 en D4)

### K Londerzeel SK
- Matricule : 3630
- Province : Brabant (Brabant flamand)
  - Localité : Londerzeel
- Championnat actuel : D3
- Première saison en nationales : 1985-1986
- Dernière saison en nationales : en cours
- Plus haut niveau atteint : D3
- Nombre de saisons en nationales : 23 (2 en D3, 21 en D4)

### Royal Racing Club Longlier
- Matricule : 3189
- Province : Luxembourg
  - Localité : Longlier
- Championnat actuel : P1
- Première saison en nationales : 2013-2014
- Dernière saison en nationales : 2013-2014
- Plus haut niveau atteint : D4
- Nombre de saisons en nationales : 1 (1 en D4)

### KVV Looi Sport
- Matricule : 565
- Province : Limbourg
  - Localité : Tessenderlo
- Championnat actuel : disparu
- Première saison en nationales : 1938-1939
- Dernière saison en nationales : 1995-1996
- Plus haut niveau atteint : D3
- Nombre de saisons en nationales : 41 (22 en D3, 19 en D4)

### Stormvogels Loppem
- Matricule : 6136
- Province : Flandre-Occidentale
  - Localité : Loppem
- Championnat actuel : P3
- Première saison en nationales : 1974-1975
- Dernière saison en nationales : 1974-1975
- Plus haut niveau atteint : D4
- Nombre de saisons en nationales : 1 (1 en D4)

### Royale Union Sportive Louftémont
- Matricule : 2389
- Province : Luxembourg
  - Localité : Louftémont
- Championnat actuel : Disparu en 2015
- Première saison en nationales : 1970-1971
- Dernière saison en nationales : 1970-1971
- Plus haut niveau atteint : D4
- Nombre de saisons en nationales : 1 (1 en D4)
  - CE club est créé sous le nom de UNION SPORTIVE LOUFTEMONT, le 24 mai 1936 par la fusion de deux cercles existants. Il s'agit du ASTRID FOOTBALL CLUB LOUFTEMONT (1237) et du ECLAIREURS FOOTBALL CLUB LOUFTEMONT. Selon le règlement de l'époque, le cercle fusionné reçoit un nouveau matricule: 2389, le 9 juillet 1936. Reconnu "Société Royale", le 26 mai 1967, le cercle prend le nom de ROYALE UNION SPORTIVE LOUFTEMONT (2389), le 19 juillet 1967. En proie à des difficultés financières et matérielles, le cercle centenaire cherche des solutions mais doit finalement renoncer. Il arrête ses activités et est radié le 1er juillet 2015[17].
  - ASTRID FOOTBALL CLUB LOUFTEMONT est issu de l'école des garçons de la localité. Le club s'affilie à l'URBSFA le 25 juillet 1928, comme "club débutant" et reçoit le matricule 1237. Il est démissionné le 2 juillet 1936
  - ECLAIREURS FOOTBALL CLUB est créé en 1911 mais joue vingt ans sans s'affilier. Il rejoint l'URBSFA le 2 mai 1931 comme "club débutant", sous l'appellation de ECLAIREURS FOOTBALL CLUB LOUFTEMONT et reçoit le matricule 1730. Il est démissionné le 2 juillet 1936[18]

### K Daring Club Louvain
- Matricule : 223
- Province : Brabant (Brabant flamand)
  - Localité : Louvain
- Championnat actuel : disparu
- Première saison en nationales : 1928-1929
- Dernière saison en nationales : 1978-1979
- Plus haut niveau atteint : D2
- Nombre de saisons en nationales : 39 (1 en D2, 26 en D3, 12 en D4)

### Hoger Op Football Club Louvain
- Matricule : 347
- Province : Brabant (Brabant flamand)
  - Localité : Louvain
- Championnat actuel : disparu
- Première saison en nationales : 1933-1934
- Dernière saison en nationales : 1937-1938
- Plus haut niveau atteint : D3
- Nombre de saisons en nationales : 2 (2 en D3)

### K Stade Louvain
- Matricule : 18
- Province : Brabant (Brabant flamand)
  - Localité : Louvain
- Championnat actuel : disparu
- Première saison en nationales : 1909-1910
- Dernière saison en nationales : 2001-2002
- Plus haut niveau atteint : D1
- Nombre de saisons en nationales : 83 (1 en D1, 33 en D2, 26 en D3, 23 en D4)

### Victoria Football Club Louvain
- Matricule : 206
- Province : Brabant (Brabant flamand)
  - Localité : Louvain
- Championnat actuel : disparu
- Première saison en nationales : 1926-1927
- Dernière saison en nationales : 1936-1937
- Plus haut niveau atteint : D3
- Nombre de saisons en nationales : 7 (7 en D3)

### Royale Association Athlétique Louviéroise
- Matricule : 93
- Province : Hainaut
  - Localité : La Louvière
- Championnat actuel : disparu
- Première saison en nationales : 1937-1938
- Dernière saison en nationales : 2008-2009
- Plus haut niveau atteint : D1
- Nombre de saisons en nationales : 69 (9 en D1, 16 en D2, 39 en D3, 5 en D4)

### RAAL La Louvière
- Matricule : 94
- Province : Hainaut
  - Localité : La Louvière
- Championnat actuel : Division 2 Amateur
- Première saison en nationales : 2017-2018
- Dernière saison en nationales : en cours
- Plus haut niveau atteint : D4
- Nombre de saisons en nationales : 3
  - Ce club commence ses activités sous cette appellation, lors de la saison 2017-2018 après achat du matricule 94 (voir Racing Charleroi Couillet Fleurus) Le club est déménagé à La Louvière.

### KSK De Jeugd Lovendegem
- Matricule : 4732
- Province : Flandre-Orientale
  - Localité : Lovendegem
- Championnat actuel : P1
- Première saison en nationales : 1974-1975
- Dernière saison en nationales : 2005-2006
- Plus haut niveau atteint : D4
- Nombre de saisons en nationales : 12 (12 en D4)

### Royale Union Sportive Loyers
- Matricule : 5160
- Province : Namur
  - Localité : Loyers
- Championnat actuel : D5 (2024-2025)
- Première saison en nationales : 2015-2016
- Dernière saison en nationales : 2024-2025
- Plus haut niveau atteint : D4
- Nombre de saisons en nationales : 2 (à partir de 2015-2016)

### K Lutlommel VV
- Matricule : 2770
- Province : Limbourg
  - Localité : Lutlommel
- Championnat actuel : D4
- Première saison en nationales : 2010-2011
- Dernière saison en nationales : en cours
- Plus haut niveau atteint : D4
- Nombre de saisons en nationales : 2 (2 en D4)

### KVV Lyra
- Matricule : 52
- Province : Anvers
  - Localité : Lierre
- Championnat actuel : disparu
- Première saison en nationales : 1913-1914
- Dernière saison en nationales : 1971-1972
- Plus haut niveau atteint : D1
- Nombre de saisons en nationales : 51 (12 en D1, 28 en D2, 11 en D3)

### K Lyra-Lierse Berlaar
- Matricule : 7776
- Province : Anvers
  - Localité : Lierre
- Championnat actuel : D4
- Première saison en nationales : 1988-1989
- Dernière saison en nationales : en cours
- Plus haut niveau atteint : D3
- Nombre de saisons en nationales : 25 (7 en D3, 18 en D4)

À partir de la saison 2018-2019, le club prend l'appellation de K. Lyra-Lierse Berlaar. Cela vient de la disparition du K. Lierse SK (matricule 30) et de désaccords parmi les sympathisants de cet ancien champion national. Certains préfèrent s'associer avec le K. FC Oosterzonen qui devient le "Lierse Kempenzonen et s'installe au stade du Lierse. 

Le Lyra, autre club historique de la ville de Lierre dispose d'un stade à Berlaar et adapte son nom. En 2025, Le Lyra-Lierse supprime Berlaar de sa dénomination et revient jouer à Lierre.

## M

### K Maaseik FC
- Matricule : 941
- Province : Limbourg
  - Localité : Maaseik
- Championnat actuel : disparu
- Première saison en nationales : 1944-1945
- Dernière saison en nationales : 2000-2001
- Plus haut niveau atteint : D3
- Nombre de saisons en nationales : 3 (2 en D3, 1 en D4)

Koninklijke Maaseik Football Club - (Maaseik), matricule 941. Fondé sous l'appellation de "Maeseycker FC", le club s'affilia à l'URBSFA en 1925. Trois ans plus tard, il adapta son nom en "Maeseiker FC". En mars 1957, le club modifia son nom en Maaseik FC puis dans le courant du mois suivant, il devint le K. Maaseik FC. Le club joua deux saisons en séries nationales de 1944 à 1946, puis y revint pour une seule saison en 2001. Quatre ans plus tard, le cercle arrêta ses activités et ses dirigeants se rapprochèrent du "K. Neeroeteren FC" (2426) pour former le K Real Neeroeteren-Maaseik FC (matricule 2426).

### Patro Eisden Maasmechelen
- Matricule : 3434
- Province : Limbourg
  - Localité : Maasmechelen
- Championnat actuel : D3
- Première saison en nationales : 1950-1951
- Dernière saison en nationales : en cours
- Plus haut niveau atteint : D1
- Nombre de saisons en nationales : 63 (1 en D1, 35 en D2, 20 en D3, 7 en D4)

### KCS Machelen
- Matricule : 628
- Province : Brabant (Brabant flamand)
  - Localité: Machelen
- Championnat actuel : P2
- Première saison en nationales : 1957-1958
- Dernière saison en nationales : 1958-1959
- Plus haut niveau atteint : D4
- Nombre de saisons en nationales : 2 (2 en D4)

### KSK Maldegem
- Matricule : 4220
- Province : Flandre-Orientale
  - Localité : Maldegem
- Championnat actuel : P1
- Première saison en nationales : 1998-1999
- Dernière saison en nationales : 2012-2013
- Plus haut niveau atteint : D3
- Nombre de saisons en nationales : 12 (8 en D3, 4 en D4)

### KRC Malines
- Matricule : 24
- Province : Anvers
  - Localité : Malines
- Championnat actuel : D3
- Première saison en nationales : 1909-1910
- Dernière saison en nationales : en cours
- Plus haut niveau atteint : D1
- Nombre de saisons en nationales : 96 (32 en D1, 40 en D2, 23 en D3, 1 en D4)

### Yellow Red KV Malines
- Matricule : 25
- Province : Anvers
  - Localité : Malines
- Championnat actuel : D1
- Première saison en nationales : 1909-1910
- Dernière saison en nationales : en cours
- Plus haut niveau atteint : D1
- Nombre de saisons en nationales : 96 (63 en D1, 31 en D2, 2 en D3)

### Royal Football Club Malmundaria 1904
- Matricule : 188
- Province : Liège
  - Localité : Malmedy
- Championnat actuel : P1
- Première saison en nationales : 1929-1930
- Dernière saison en nationales : 2009-2010
- Plus haut niveau atteint : D3
- Nombre de saisons en nationales : 26 (9 en D3, 17 en D4)

### Cercle Sportif Entité Manageoise
- Matricule : 8470
- Province : Hainaut
  - Localité : Manage
- Championnat actuel : Division 3 Amateur
- Première saison en nationales : 2016-2017
- Dernière saison en nationales :...
- Plus haut niveau atteint : D3
- Nombre de saisons en nationales : 1 (1 en D5)
  - Le club est créé le 9 juin 1976 par l'Association des Commerçants de Fayt-lez-Manage. Il s'affilie à l'URSBFA le 30 juillet 1976 sous l'appellation de CERCLE SPORTIF FAYTOIS. Le 1er juillet 1997, il change sa dénomination en CERCLE SPORTIF FAYT MANAGE (8470). Le 1er juillet 2008, il prend le nom de C.S. ENTITE MANAGEOISE (8470).

### Union Football Club Marche
- Matricule : 476
- Province : Luxembourg
  - Localité : Marche-en-Famenne
- Championnat actuel : disparu
- Première saison en nationales : 1929-1930
- Dernière saison en nationales : 1929-1930
- Plus haut niveau atteint : D3
- Nombre de saisons en nationales : 1 (1 en D3)

### Royale Entente Marche Football Club
- Matricule : 1954
- Province : Luxembourg
  - Localité : Marche-en-Famenne
- Championnat actuel : disparu
- Première saison en nationales : 1957-1958
- Dernière saison en nationales : ?
- Plus haut niveau atteint : D4
- Nombre de saisons en nationales : 3 (3 en D4)

Ce club était le fruit d'une fusion non officielle (un rapprochement), en 1933-1934, entre les clubs dénommés Union FC Marche (476) et RC Marche (???). Après l'arrêt d'activités pour raisons financières au terme de la saison 2011-2012, un nouveau club est fondé par les anciens dirigeants et sympathisants du « matricule 1954 », sous la dénomination Olympic Marche FC (matricule 9593). Il démarre en P3 luxembourgeoise à partir de la saison 2012-2013.

### Royale Association Marchiennoise des Sports
- Matricule : 278
- Province : Hainaut
  - Localité : Marchienne-au-Pont
- Championnat actuel : disparu
- Première saison en nationales : 1931-1932
- Dernière saison en nationales : 1999-2000
- Plus haut niveau atteint : D3
- Nombre de saisons en nationales : 49 (22 en D3, 27 en D4)

### Football Couillet-Marcinelle
- Matricule : 301
- Province : Hainaut
  - Localité : Marcinelle
- Championnat actuel : disparu
- Première saison en nationales : 1932-1933
- Dernière saison en nationales : 1933-1934
- Plus haut niveau atteint : D3
- Nombre de saisons en nationales : 2 (2 en D3)

Ce club est fondé en 1922 sous le nom de « Cercle Sportif Marcinelle ». Il reçoit le matricule 301 en 1926, et devient Société Royale en 1952. Il fusionne en 2001 avec son voisin du « Football Club Marcinelle » pour prendre son nom actuel. C'est sous l'appellation de CS Marcinelle évolue en séries nationales durant les saisons 1932-1933 et 1933-1934. À partir de juin 2011, ce club entame une synergie importante avec le Football Club Charleroi, qui pourrait aboutir à une fusion lors des saisons suivantes. et prend l'appellation de « Football Couillet-Marcinelle », à partir de 2013.

### FCS Mariekerke-Branst
- Matricule : 5719
- Province : Anvers
  - Localité : Mariekerke
- Championnat actuel : P1
- Première saison en nationales : 2011-2012
- Dernière saison en nationales : 2011-2012
- Plus haut niveau atteint : D4
- Nombre de saisons en nationales : 1 (1 en D4) sous la dénomination FC Mariekerke

** En juillet 2020, le FC Mariekerke fusionne avec le KV Scheldezonen Branst (5517) et devient le FC Scheldezonen Mariekerke-Branst (5719).

### Royal Marloie Sports
- Matricule : 4160
- Province : Luxembourg
  - Localité : Marloie
- Championnat actuel : Division 3 ACFF
- Première saison en nationales : 2020-2021
- Dernière saison en nationales :
- Plus haut niveau atteint : D5
- Nombre de saisons en nationales : 1 (1 en D5)

### Royal Football Club Étincelle Bray Maurage
- Matricule : 1682
- Province : Hainaut
  - Localité : Maurage
- Championnat actuel : P3
- Première saison en nationales : 1958-1959
- Dernière saison en nationales : 1962-1963
- Plus haut niveau atteint : D4
- Nombre de saisons en nationales : 5 (5 en D4)

### Eendracht Mechelen-aan-de-Maas
- Matricule : 5384
- Province : Limbourg
  - Localité : Maasmechelen
- Championnat actuel : P2
- Première saison en nationales : 1960-1961
- Dernière saison en nationales : 2008-2009
- Plus haut niveau atteint : D3
- Nombre de saisons en nationales : 13 (3 en D3, 10 en D4)
- Ce club a évolué en séries nationales sous l'appellation de K. VV Verbroedering Mechelen-aan-de-Maas. Il fusionne en 2013 avec un voisin du nom de CS Mechelen-aan-de-Maas et prend alors la dénomination de Eendracht Mechelen-aan-de-Maas.

### CS Mechelen-aan-de-Maas
- Matricule : 5864
- Province : Limbourg
  - Localité : Maasmechelen
- Championnat actuel : disparu en 2013
- Première saison en nationales : 1990-1991
- Dernière saison en nationales : 1996-1997
- Plus haut niveau atteint : D4
- Nombre de saisons en nationales : 7 (en D4)

### Royal Olympic Club Meix-devant-Virton
- Matricule : 3201
- Province : Luxembourg
  - Localité : Meix-devant-Virton
- Championnat actuel : D3 Amateur
- Première saison en nationales : 2018-2019
- Dernière saison en nationales :
- Plus haut niveau atteint : D5
- Nombre de saisons en nationales : 3 (en D5)

### Eendracht Meldert
- Matricule : 6367
- Province : Flandre-Orientale
  - Localité : Meldert
- Championnat actuel : disparu
- Première saison en nationales : 1995-1996
- Dernière saison en nationales : 2002-2003
- Plus haut niveau atteint : D4
- Nombre de saisons en nationales : 7 (7 en D4)

### TK Meldert
- Matricule : 8126
- Province : Flandre-Orientale
  - Localité : Meldert
- Championnat actuel : D4
- Première saison en nationales : 1997-1998
- Dernière saison en nationales : en cours
- Plus haut niveau atteint : D3
- Nombre de saisons en nationales : 16 (2 en D3, 14 en D4)

### Royale Alliance Melen-Micheroux
- Matricule : 1249
- Province : Liège
  - Localité : Melen
- Championnat actuel : P2
- Première saison en nationales : 1945-1946
- Dernière saison en nationales : 2005-2006
- Plus haut niveau atteint : D3
- Nombre de saisons en nationales : 24 (2 en D3, 22 en D4)

### KVK Svelta Melsele
- Matricule : 3541
- Province : Flandre orientale
  - Localité : Melsele
- Championnat actuel : D5
- Première saison en nationales : 2017-2018
- Dernière saison en nationales : en cours
- Plus haut niveau atteint : D5
- Nombre de saisons en nationales : 1 (1 en D5)
  - Ce club est fondé le 1er janvier 1940 sous la dénomination de FOOTBALL CLUB SVELTA MELSELE joue dans une ligue rivale de l'URBSFA. Le 15 octobre 1942, il s'affilie à l'URBSFA sous le nom de SVELTA MELSELE et reçoit le matricule 3541.
  - Reconnu "Société Royale", vers le 3 février 1989, il adapte son nom en KONINKLIJKE SVELTA MELSELE le 1er juillet 1989. Plus tard, l'appellation devient KONINKLIJKE VOETBAL KLUB SVELTA MELSELE

### KSC Menen
- Matricule : 56
- Province : Flandre-Occidentale
  - Localité : Menin
- Championnat actuel : D4
- Première saison en nationales : 1928-1929
- Dernière saison en nationales : en cours
- Plus haut niveau atteint : D2
- Nombre de saisons en nationales : 54 (1 en D2, 35 en D3, 18 en D4)

### KHO Merchtem-Brussegem
- Matricule : 2242
- Province : Brabant (Brabant flamand)
  - Localité: Merchtem
- Championnat actuel : disparu (arrêt en 2000)
- Première saison en nationales : 1959-1960
- Dernière saison en nationales : 1996-1997
- Plus haut niveau atteint : D3
- Nombre de saisons en nationales : 30 (10 en D3, 20 en D4)

- À la suite de l'arrêt d'activités, constitution d'un club appelé FC Merchtem 2000 qui se voit attribuer le matricule 9361. En 2016, ce club fusionne avec le K. Wolvertem SC (matricule 3155) pour former le Hoger-Op Wolvertem Merchtem(3155)

### KFC Merelbeke
- Matricule : 3551
- Province : Flandre orientale
  - Localité : Merelbeke
- Championnat actuel : D5
- Première saison en nationales : 2016-2017
- Dernière saison en nationales : en cours
- Plus haut niveau atteint : D5
- Nombre de saisons en nationales : 1 (1 en D5)

- Ce club est fondé initialement sous la dénomination de VOETBALVERENIGING VLUG EN VRIJ MERELBEKE vers 5 août 1942. Il s'affilie à l'URBSFA sous l'appellation VLUG EN VRIJ MERELBEKE et reçoit le matricule 3551, le 20 août 1942.
- Le 1er juillet 1988, il fusionne avec UNION MERELBEKE (6318) pour former le FOOTBALL CLUB MERELBEKE (3551). Reconnu "Société Royale", vers le 7 juin 1993, il adapte son nom en KONINKLIJKE FOOTBALL CLUB MERELBEKE le 1er juillet 1993.

### KSC City Pirates
- Matricule : 544
- Province : Anvers
  - Localité : Anvers (Merksem)
- Championnat actuel : D4
- Première saison en nationales : 1943-1944
- Dernière saison en nationales : en cours
- Plus haut niveau atteint : D3
- Nombre de saisons en nationales : 36 (7 en D2, 19 en D3, 10 en D4)

Ce club à précédemment porté les noms de Merksem SC et OLSE Merksem SC. En 2013, il se choisit la dénomination de K. Merksem SC-Antwerpen Noord. À partir de la saison 2014-2015, le matricule 544 prend le nom de Koninklijke Sport-Club City Pirates Antwerpen (Merksem) ou plus simplement K. SC City Pirates.

### K Merksplas SK
- Matricule : 3256
- Province : Anvers
  - Localité : Merksplas
- Championnat actuel : P2
- Première saison en nationales : 1979-1980
- Dernière saison en nationales : 1981-1982
- Plus haut niveau atteint : D4
- Nombre de saisons en nationales : 3 (3 en D4)

### Royal Wallonia Sporting Club Mettet
- Matricule : 297
- Province : Namur
  - Localité : Mettet
- Championnat actuel : disparu en 2010
- Première saison en nationales : 1985-1986
- Dernière saison en nationales : 1985-1986
- Plus haut niveau atteint : D4
- Nombre de saisons en nationales : 1 (1 en D4)
  - Le club est fondé le 28 mai 1907 sous l'appellation de WALLONIA FOOTBALL CLUB METTET. Il s'affilie à l'UBSFA, le 1er décembre 1914 comme "club adhérent" ("débutant") et joue dans les compétitions "Hainaut-Namur" et celles du "Comité Régional de Namur". Le cercle devient "club effectif" vraisemblablement le 26 octobre 1920 qui est souvent renseignée, à tort, comme date initiale d'entrée à l'URBSFA.
  - Le 9 octobre 1923 WALLONIA FOOTBALL CLUB METTET prend le nom de WALLONIA SPORTING CLUB METTET. En décembre 1926, le cercle se voit attribuer le matricule 297, il aurait pourtant du se voir créditer d'un n° proche de 100 (rapport à sa date de fondation). Il est reconnu "Société Royale" entre 1934 et 1935. Le 1er juillet 1935, WALLONIA SPORTING CLUB METTET (297) adapte sa dénomination en ROYAL WALLONIA SPORTING CLUB METTET (297).
  - Au début du XXIe siècle, mal en point financièrement, le "RWSCM" cherche des solutions pour survivre. Des synergies avec des clubs voisins sont proposées. Finalement, il s'associe avec la ROYALE UNION SPORTIVE MOLIGNEE SPORT (3267). Il n'y a pas de fusion officiellement entérinée. En inactivité en 2009, le matricule 297 est démissionné le 1er juillet 2010. Un an plus tôt, le matricule 3267 a adapté son nom en R. US Mettet-Molignée.

### KFC Meulebeke
- Matricule : 1255
- Province : Flandre-Occidentale
  - Localité : Meulebeke
- Championnat actuel : P2
- Première saison en nationales : 1965-1966
- Dernière saison en nationales : 2002-2003
- Plus haut niveau atteint : D4
- Nombre de saisons en nationales : 24 (24 en D4)

### KVV Standaard Meulestede
- Matricule : 432
- Province : Flandre-Orientale
  - Localité : Meulestede
- Championnat actuel : disparu
- Première saison en nationales : 1947-1948
- Dernière saison en nationales : 1957-1958
- Plus haut niveau atteint : D3
- Nombre de saisons en nationales : 8 (4 en D3, 4 en D4)

### Royal Football Club de Meux
- Matricule : 4454
- Province : Namur
  - Localité : Meux
- Championnat actuel : D4
- Première saison en nationales : 1997-1998
- Dernière saison en nationales : en cours
- Plus haut niveau atteint : D4
- Nombre de saisons en nationales : 8 (8 en D4)

### Football Club Hedera Millen
Appellation(s) précédente(s): FC Herderen, Herderen Hedra* Matricule : 5708
- Province : Limbourg
  - Localité : Millen
- Championnat actuel : disparu (fusion en 2006 avec K. SK Tongeren
- Première saison en nationales : 1981-1982
- Dernière saison en nationales : 2005-2006
- Plus haut niveau atteint : D4
- Nombre de saisons en nationales : 5 (5 en D4)

### Royal Milmort Football Club
- Matricule : 208
- Province : Liège
  - Localité : Milmort
- Championnat actuel : disparu
- Première saison en nationales : 1932-1933
- Dernière saison en nationales : 1960-1961
- Plus haut niveau atteint : D3
- Nombre de saisons en nationales : 14 (13 en D3, 1 en D4)

### KFC Mol
- Matricule : 852
- Province : Anvers
  - Localité : Mol
- Championnat actuel : P4
- Première saison en nationales : 1945-1946
- Dernière saison en nationales : 1964-1965
- Plus haut niveau atteint : D2
- Nombre de saisons en nationales : 20 (2 en D2, 8 en D3, 10 en D4)
  - Ce club porte le nom de K. FC Mol Sport jusqu'en 1993, moment de sa fusion avec un cercle voisin appelé Heisport Mol. Gardant le matricule 852, le club simplifie son appellation en K. FC Mol.

### KSV Mol
- Matricule : 2053
- Province : Anvers
  - Localité : Mol
- Championnat actuel : disparu
- Première saison en nationales : 1973-1974
- Dernière saison en nationales : 1998-1999
- Plus haut niveau atteint : D3
- Nombre de saisons en nationales : 20 (8 en D3, 12 en D4)
  - Ce club porta les initiales « SV » pour Sport Vermaak et non pas le plus usité Sportvereninging. Il disparait en 2002 dans une fusion avec le K. Wezel Sport FC (844) pour former K. FC Racing Mol-Wezel sous le matricule 844. Ce matricule existe encore en 2014-2015, mais a pris l'appellation de K. FC Wezel-Sport, en 2014.

### Royal Crossing Club de Molenbeek
- Matricule : 451
- Province : Brabant (Bruxelles)
  - Localité : Molenbeek-Saint-Jean
- Championnat actuel : disparu
- Première saison en nationales : 1922-1923
- Dernière saison en nationales : 1967-1968
- Plus haut niveau atteint : D2
- Nombre de saisons en nationales : 41 (16 en D2, 19 en D3, 6 en D4)

Initialement, ce club a débuté sous l'appellation de Crossing FC Ganshoren dans la commune bruxelloise de Ganshoren.

### Racing White Daring de Molenbeek
- Matricule : 47
- Province : Brabant (Bruxelles)
  - Localité : Molenbeek-Saint-Jean
- Championnat actuel : disparu
- Première saison en nationales : 1922-1923
- Dernière saison en nationales : 2001-2002
- Plus haut niveau atteint : D1
- Nombre de saisons en nationales : 77 (43 en D1, 33 en D2, 1 en D3)

### Racing White Daring de Molenbeek (5479)
- Matricule : 5479
- Province : Brabant (Bruxelles)
  - Localité : Molenbeek-Saint-Jean
- Championnat actuel : D4
- Première saison en nationales : 2015-2016 (sous cette appellation)
- Dernière saison en nationales : en cours
- Plus haut niveau atteint : D3 (en 2018-2019)
- Nombre de saisons en nationales : 3 (2 en D4, 1 en D5) mise à jour le 16/04/2018.

Ce club vient du rachat du matricule du KS Wetteren en fin de saison 2014-2015, par un groupe d'investisseurs bruxellois afin de relancer le nom de "Racing White Daring de Molenbeek" et ses quatre initiales "RWDM".

### Royale Union Sportive Mettet-Molignée
- Matricule : 3267
- Province : Namur
  - Localité : Mettet
- Championnat actuel : disparu en 2012
- Première saison en nationales : 1955-1956
- Dernière saison en nationales : 1955-1956
- Plus haut niveau atteint : D4
- Nombre de saisons en nationales : 1 (1 en D4)
  - Ce club a connu plusieurs changement d'appellations.
  - Il est fondé le 15 août 1941 sous la dénomination de MOLIGNÉE SPORT. Il s'affilie à l'URBSFA le 5 février 1942, comme "club débutant" sous la dénomination de MOLIGNÉE SPORT MAREDRET et reçoit le matricule 3267. - Le choix du nom adapté vient d'une obligation de la Fédération qui exige le nom de la localité dans la dénomination officielle des clubs. "Molignée" est celui de la petite rivière locale, "Maredret" est le village où joue le club à l'époque.
  - Le 7 janvier 1974, est fondé le REAL STAVE. Durant les démarches d'affiliation REAL STAVE devient JEUNESSE SPORTIVE STAVE, le 7 mars 1974 car la Fédération refuse le terme "Real" qui est la traduction espagnole de "Royal". JEUNESSE SPORTIVE STAVEs 'affilie à l'URBSFA le 17 juin 1974 et reçoit le matricule 8113.
  - Le 1er juillet 1990, MOLIGNÉE SPORT MAREDRET (3267) fusionne avec JEUNESSE SPORTIVE STAVE (8113) pour former UNION SPORTIVE MOLIGNÉE-STAVE (3267). Le matricule 8113 est démissionné.
  - Reconnue "Société Royale", vers le 10 août 1992, UNION SPORTIVE MOLIGNÉE-STAVE (3267) adapte son nom en ROYALE UNION SPORTIVE MOLIGNÉE-STAVE (3267), le 1er juillet 1993.
  - Le 1er juillet 2006, ROYALE UNION SPORTIVE MOLIGNÉE-STAVE (3267) change son appellation et devient ROYALE UNION SPORTIVE MOLIGNÉE SPORT (3267).
  - Le 1er juillet 2009, ROYALE UNION SPORTIVE MOLIGNÉE SPORT (3267) change sa dénomination et devient ROYALE UNION SPORTIVE METTET-MOLIGNÉE (3267). Cela coïncide avec l'arrêt des activités du ROYAL WALLONIA SPORTING CLUB METTET donc le matricule 297 est démissionné le 1er juillet 2010.
  - Le 1er juillet 2012, ROYALE UNION SPORTIVE METTET-MOLIGNÉE (3267) fusionne avec ENTENTE SPORTIVE BIESMERÉE (3143) pour former ENTENTE SPORTIVE DE LA MOLIGNÉE (3143). Le matricule 3267 est démissionné[19],[20].
  - Jusqu'à la saison 2017-2018 incluse, le matricule 3143 n'a jamais évolué en séries nationales.

### Royal Football Club Momalle Hodeige
- Matricule : 2947
- Province : Liège
  - Localité : Momalle
- Championnat actuel : P3
- Première saison en nationales : 1934-1935
- Dernière saison en nationales : 1984-1985
- Plus haut niveau atteint : D3
- Nombre de saisons en nationales : 14 (1 en D3, 13 en D4)

### RAS Monceau-Châtelet
- Ancienne appellation : RAS Monceau
- Matricule : 4143
- Province : Hainaut
  - Localité : Monceau-sur-Sambre
- Championnat actuel : D3 Amateur
- Première saison en nationales : 2022-2023
- Dernière saison en nationales : en cours
- Plus haut niveau atteint : D5
- Nombre de saisons en nationales : 1 (début en 2022)

### RAEC Mons
- Anciennes appellations : Albert Élisabeth Club de Mons (1910-1935), Royale Albert Élisabeth Club de Mons (1935-2015), Renaissance Albert Élisabeth Club de Mons 44 (2020-2021)
- Matricule : 4194
- Province : Hainaut
  - Localité : Mons
- Championnat actuel : Division 1 ACFF
- Première saison en nationales : 1919
- Dernière saison en nationales :
- Plus haut niveau atteint : Division 1A
- Nombre de saisons en nationales : 92

### Royal Albert-Quévy-Mons
- Anciennes appellations : AS Quévy-le-Grand et extensions (1944-1989), R.US Genly-Quévy 89 (1989-2015)(R.) Albert-Quévy Mons (2015-2020),
- Matricule : 4194
- Province : Hainaut
  - Localité : Mons
- Championnat actuel : Disparu
- Première saison en nationales : 2012-2013
- Dernière saison en nationales : 2019-2020
- Plus haut niveau atteint : Division 3 Amateur.
- Nombre de saisons en nationales : 4 sous l'appellation R. US Genly-Quévy '89
  - Aux origines le "matricule 4194" est celui de l'Association Sportive Quévy-le-Grand et Extensions (qui joue en Jaune et Bleu) créé en 1945. Le 1er juillet 1989, l'AS Quévy-le-Grand et Extensions fusionne avec un cercle d'un village voisin, le FC Genly-Noirchain (matricule: 8139) pour former l'US Genly-Quévy '89 qui porte le titre de "Société Royale" à partir du 01/07/1995. À noter qu'un Cercle Sportif Quévy-le-Grand exista du 4 mai 1928 au 16 octobre 1934, ses couleurs étaient jaune et bleu.
  - Ce club portait autrefois le nom de Royale Union Sportive Genly-Quevy 89 et évolua à Quévy jusqu'en 2015. Le 01/07/2015, le club change d'appellation pour devenir le Royal Albert Quévy-Mons, à la suite de la faillite du R. AEC Mons le club s'installe au stade Tondreau[21].
  - le 23 juin 2020 le président du Royal Albert Quévy-Mons Hubert Ewbank lance officiellement le projet de la renaissance du RAEC Mons et change l'appellation du club pour devenir "Renaissance Albert Élisabeth club de Mons 44, puis le 22 juillet 2021 le club redevient officiellement le " RAEC Mons " sous la nomination " Renaissance Albert Élisabeth Club de Mons ".

### Royale Union Sportive Montagnarde
- Matricule : 2869
- Province : Liège
  - Localité : Montegnée
- Championnat actuel : P4
- Première saison en nationales : 1949-1950
- Dernière saison en nationales : 1960-1961
- Plus haut niveau atteint : D3
- Nombre de saisons en nationales : 3 (1 en D3, 2 en D4)

### Royal Racing Football Club Montegnée
- Matricule : 77
- Province : Liège
  - Localité : Montegnée
- Championnat actuel : P2
- Première saison en nationales : 1923-1924
- Dernière saison en nationales : 2010-2011
- Plus haut niveau atteint : D1
- Nombre de saisons en nationales : 61 (1 en D1, 9 en D2, 32 en D3, 19 en D4)

### Royal Racing Club Mormont
- Matricule : 3816
- Championnat actuel : P1
- Première saison en nationales : 1981-1982
- Dernière saison en nationales : 2014-2015
- Plus haut niveau atteint : D4
- Nombre de saisons en nationales : 14 (14 en D4)

### Royal Excelsior Mouscron
- Matricule : 224
- Province : Hainaut
  - Localité : Mouscron
- Championnat actuel : disparu
- Première saison en nationales : 1964-1965
- Dernière saison en nationales : 2009-2010
- Plus haut niveau atteint : D1
- Nombre de saisons en nationales : 43 (14 en D1, 5 en D2, 9 en D3, 15 en D4)

### Royal Stade Mouscronnois
- Matricule : 508
- Province : Hainaut
  - Localité : Mouscron
- Championnat actuel : disparu (28 décembre 2009)
- Première saison en nationales : 1938-1939
- Dernière saison en nationales : 1963-1964
- Plus haut niveau atteint : D3
- Nombre de saisons en nationales : 19 (11 en D3, 8 en D4)

### Royal Excel Mouscron
- Anciennes appellations : R. RC Péruwelz (1921-2011), R. Mouscron-Péruwelz (2011-2016)
- Matricule : 216
- Province : Hainaut
  - Localité : Mouscron
- Championnat actuel : disparu (31 mai 2022)
- Première saison en nationales : 1935-1936
- Dernière saison en nationales : 2021-2022
- Plus haut niveau atteint : D1
- Nombre de saisons en nationales : 19 (7 en D1 ,3 en D2, 6 en D3, 3 en D4)

## N

### Union Royale Namur
- Matricule : 156
- Province : Namur
  - Localité : Namur,
- Championnat actuel : D5
- Première saison en nationales : 1927-1928
- Dernière saison en nationales : en cours
- Plus haut niveau atteint : D2
- Nombre de saisons en nationales : 78 (14 en D2, 52 en D3, 12 en D4)

### Wallonia Association Namur (173)
- Matricule : 173
- Province : Namur
  - Localité : Namur
- Championnat actuel : disparu
- Première saison en nationales : 1930-1931
- Dernière saison en nationales : 1938-1939
- Plus haut niveau atteint : D2
- Nombre de saisons en nationales : 7 (1 en D2, 6 en D3)

### Wallonia Association Namur (3625)
- Matricule : 3625
- Province : Namur
  - Localité : Namur
- Championnat actuel : disparu
- Première saison en nationales : 1959-1960
- Dernière saison en nationales : 1988-1989
- Plus haut niveau atteint : D3
- Nombre de saisons en nationales : 15 (5 en D3, 10 en D4)

### K Real Neeroeteren-Maaseik FC
- Matricule : 2426
- Province : Limbourg
  - Localité : Neeroeteren
- Championnat actuel : P2
- Première saison en nationales : 1989-1990
- Dernière saison en nationales : 1999-2000
- Plus haut niveau atteint : D4
- Nombre de saisons en nationales : 10 (10 en D4)

### KFC Esperanza Neerpelt
- Matricule : 2529
- Province : Limbourg
  - Localité : Neerpelt
- Championnat actuel : D4
- Première saison en nationales : 1952-1953
- Dernière saison en nationales : en cours
- Plus haut niveau atteint : D4
- Nombre de saisons en nationales : 12 (12 en D4)

### FC Traplust Neerpelt
- Matricule : 906
- Province : Limbourg
  - Localité : Neerpelt
- Championnat actuel : disparu
- Première saison en nationales : 1933-1934
- Dernière saison en nationales : 1933-1934
- Plus haut niveau atteint : D3
- Nombre de saisons en nationales : 1 (1 en D3)

### KVK Niel
- Matricule : 415
- Province : Anvers
  - Localité : Niel
- Championnat actuel : disparu
- Première saison en nationales : 1931-1932
- Dernière saison en nationales : 1963-1964
- Plus haut niveau atteint : D3
- Nombre de saisons en nationales : 18 (13 en D3, 5 en D4)

### KFC Nijlen
- Matricule : 1065
- Province : Anvers
  - Localité : Nijlen
- Championnat actuel : P3
- Première saison en nationales : 1937-1938
- Dernière saison en nationales : 1998-1999
- Plus haut niveau atteint : D3
- Nombre de saisons en nationales : 30 (12 en D3, 18 en D4)

### KVK Ninove
- Matricule : 2373
- Province : Flandre-Orientale
  - Localité : Ninove
- Championnat actuel : P1
- Première saison en nationales : 1956-1957
- Dernière saison en nationales : 2001-2002
- Plus haut niveau atteint : D3
- Nombre de saisons en nationales : 33 (10 en D3, 23 en D4)

### Royal Cercle Sportif Nivellois
- Matricule : 5710
- Province : Brabant (Brabant wallon)
  - Localité : Nivelles
- Championnat actuel : P3
- Première saison en nationales : 1996-1997
- Dernière saison en nationales : 2003-2004
- Plus haut niveau atteint : D4
- Nombre de saisons en nationales : 8 (8 en D4)

### Royal Stade nivellois
- Matricule : 182
- Province : Brabant (Brabant wallon)
  - Localité : Nivelles
- Championnat actuel : disparu
- Première saison en nationales : 1941-1942
- Dernière saison en nationales : 1958-1959
- Plus haut niveau atteint : D2
- Nombre de saisons en nationales : 6 (2 en D2, 3 en D3, 1 en D4)

## O

### KAC Olen
- Matricule : 1741
- Province : Anvers
  - Localité : Olen
- Championnat actuel : P2
- Première saison en nationales : 1977-1978
- Dernière saison en nationales : 2005-2006
- Plus haut niveau atteint : D3
- Nombre de saisons en nationales : 12 (4 en D3, 8 en D4)

### Royal Cercle Sportif Onhaye
- Matricule : 6626
- Province : Namur
  - Localité : Onhaye
- Championnat actuel : D4
- Première saison en nationales : 2013-2014
- Dernière saison en nationales : en cours
- Plus haut niveau atteint : D4
- Nombre de saisons en nationales : 2 (en D4)

### Oostendensche FC
- Matricule : N/A
- Province : Flandre-Occidentale
  - Localité : Ostende
- Championnat actuel : disparu
- Première saison en nationales : 1898-1899
- Dernière saison en nationales : 1898-1899
- Plus haut niveau atteint : D1
- Nombre de saisons en nationales : 1 (1 en D1)

### AS Oostende
- Matricule : 53
- Province : Flandre-Occidentale
  - Localité : Ostende
- Championnat actuel : disparu
- Première saison en nationales : 1922-1923
- Dernière saison en nationales : 1980-1981
- Plus haut niveau atteint : D1
- Nombre de saisons en nationales : 55 (4 en D1, 37 en D2, 14 en D3)

### KV Oostende
- Matricule : 31
- Province : Flandre-Occidentale
  - Localité : Ostende
- Championnat actuel : D1
- Première saison en nationales : 1925-1926
- Dernière saison en nationales : en cours
- Plus haut niveau atteint : D1
- Nombre de saisons en nationales : 79 (4 en D1, 23 en D2, 43 en D3, 9 en D4)

### VG Oostende
- Matricule : 8837
- Province : Flandre-Occidentale
  - Localité : Ostende
- Championnat actuel : disparu
- Première saison en nationales : 2005-2006
- Dernière saison en nationales : 2008-2009
- Plus haut niveau atteint : D4
- Nombre de saisons en nationales : 4 (4 en D4)

### KFC Oosterzonen Oosterwijk
- Matricule : 3970
- Province : Anvers
  - Localité : Oosterwijk
- Championnat actuel : D3
- Première saison en nationales : 2009-2010
- Dernière saison en nationales : en cours
- Plus haut niveau atteint : D3
- Nombre de saisons en nationales : 4 (4 en D4)

### KSC Oosterzele
- Matricule : 4862
- Province : Flandre-Orientale
  - Localité : Oosterzele
- Championnat actuel : disparu en 2013
- Première saison en nationales : 1998-1999
- Dernière saison en nationales : 1998-1999
- Plus haut niveau atteint : D4
- Nombre de saisons en nationales : 1 (1 en D4)
  - Le SC OOSTERZELE est fondé le 9 novembre 1947. Il est le successeur du FC St-Rochus Oosterzele affilié à l'URBSFA le 26 janvier 1942, porteur du matricule 3303 et démissionné le 19 avril 1944. Le SC Oosterzele rejoint l'URBSFA le 8 mars 1948 comme "club débutant" er reçoit le matricule 4862. Il devient "club effectif" le 5 avril 1952. Reconnu "Société Royale", le 8 mars 1998, il prend la dénomination de KONINKLIJKE SPORTING CLUB OOSTERZELE le 1er juillet 1998, soit juste avant de découvrir les séries nationales. Où il ne preste qu'une saison.
  - Le 1er juillet 2013, le KONINKLIJKE SPORTING CLUB OOSTERZELE fusionne avec le VOORWAARTS GIJZENZELE (matricule 8363). Ce club fondé le 1er juin 1975, s'est affilié à l'URBSFA le 2 septembre 1975. L'entité formée prend l'appellation de VOORWAARTS GIJZEL-OOSTERZELE sous le matricule 8363.

### Eendracht Gerhees Oostham
- Matricule : 3216
- Province : Limbourg
  - Localité : Oostham
- Championnat actuel : disparu
- Première saison en nationales : 1977-1978
- Dernière saison en nationales : 1995-1996
- Plus haut niveau atteint : D3
- Nombre de saisons en nationales : 19 (10 en D3, 9 en D4)

Ce club disparaît en 2007 dans une fusion qui forme le K. FC Ham United (matricule 2408).

### KVC SV Oostkamp
- Matricule : 5956
- Province : Flandre-Occidentale
  - Localité : Oostkamp
- Championnat actuel : D3 Amateur
- Première saison en nationales : 2018-2019
- Dernière saison en nationales : 2018-2019
- Plus haut niveau atteint : D5
- Nombre de saisons en nationales : 2 (en D5)

### KSK Oostnieuwkerke
- Matricule : 6440
- Province : Flandre-Occidentale
  - Localité : Oostnieuwkerke
- Championnat actuel : P1
- Première saison en nationales : 1976-1977
- Dernière saison en nationales : 2019-2020
- Plus haut niveau atteint : D4
- Nombre de saisons en nationales : 9 (8 en D4, 1 en D5)

### K Kabouters Opglabbeek
- Matricule : 3178
- Province : Limbourg
  - Localité : Opglabbeek
- Championnat actuel : P4
- Première saison en nationales : 1974-1975
- Dernière saison en nationales : 1984-1985
- Plus haut niveau atteint : D4
- Nombre de saisons en nationales : 3 (3 en D4)

### Royale Alliance Football Club Oppagne-Wéris
- Matricule : 1962
- Province : Luxembourg
  - Localité : Wéris
- Championnat actuel : P1
- Première saison en nationales : 1986-1987
- Dernière saison en nationales : 1986-1987
- Plus haut niveau atteint : D4
- Nombre de saisons en nationales : 1 (1 en D4)

### KSK Sint-Paulus Opwijk
- Matricule : 4013
- Province : Brabant (Brabant flamand)
  - Localité: Opwijk
- Championnat actuel : P1
- Première saison en nationales : 1963-1964
- Dernière saison en nationales : 2010-2011
- Plus haut niveau atteint : D4
- Nombre de saisons en nationales : 11 (11 en D4)

### Royal Oreye Union
- Matricule : 2100
- Province : Liège
  - Localité : Oreye
- Championnat actuel : P2
- Première saison en nationales : 1987-1988
- Dernière saison en nationales : 1987-1988
- Plus haut niveau atteint : D4
- Nombre de saisons en nationales : 1 (1 en D4)

### Oud-Heverlee Louvain
- Matricule : 6142
- Localité: Louvain
- Championnat actuel : D1
- Première saison en nationales : 1996-1997
- Dernière saison en nationales : en cours
- Plus haut niveau atteint : D1
- Nombre de saisons en nationales : 17 (2 en D1, 6 en D2, 5 en D3, 4 en D4)

### KVV Oude God Sport
- Matricule : 68
- Province : Anvers
  - Localité : Mortsel
- Championnat actuel : disparu
- Première saison en nationales : 1923-1924
- Dernière saison en nationales : 1993-1994
- Plus haut niveau atteint : D2
- Nombre de saisons en nationales : 32 (16 en D2, 8 en D3, 8 en D4)

### K Ourodenberg Sport
- Matricule : 3587
- Province : Brabant (Brabant flamand)
  - Localité: Aarschot
- Championnat actuel : disparu
- Première saison en nationales : 1974-1975
- Dernière saison en nationales : 1982-1983
- Plus haut niveau atteint : D4
- Nombre de saisons en nationales : 5 (5 en D4)

### KFC Overijse
- Matricule : 3028
- Province : Brabant (Brabant flamand)
  - Localité: Overijse
- Championnat actuel : disparu
- Première saison en nationales : 1965-1966
- Dernière saison en nationales : 1985-1986
- Plus haut niveau atteint : D4
- Nombre de saisons en nationales : 10 (10 en D4)

### Tempo Overijse
- Matricule : 8715
- Province : Brabant (Brabant flamand)
  - Localité: Overijse
- Championnat actuel : D4
- Première saison en nationales : 2001-2002
- Dernière saison en nationales : en cours
- Plus haut niveau atteint : D4
- Nombre de saisons en nationales : 9 (9 en D4)

### K Overpeltse VV
- Matricule : 2082
- Province : Limbourg
  - Localité : Overpelt
- Championnat actuel : diapru en 2014 (fusion)
- Première saison en nationales : 2007-2008
- Dernière saison en nationales : 2013-2014
- Plus haut niveau atteint : D4
- Nombre de saisons en nationales : 5 (5 en D4)
  - Le 1er juillet 2014, ce club fusionne avec K. FC Esperanza Neerpelt (matricule 2529) pour former le K. FC Esperanza Pelt.

## P

### Football Club Denderzonen Pamel
- Matricule : 4184
- Province : Brabant (Brabant flamand)
  - Localité: Pamel
- Championnat actuel : P2
- Première saison en nationales : 1960-1961
- Dernière saison en nationales : 1974-1975
- Plus haut niveau atteint : D4
- Nombre de saisons en nationales : 11 (11 en D4)

### Royal Standard Club Pâturageois
- Matricule : 1801
- Province : Hainaut
  - Localité : Pâturages
- Championnat actuel : P1
- Première saison en nationales : 1978-1979
- Dernière saison en nationales : 2009-2010
- Plus haut niveau atteint : D4
- Nombre de saisons en nationales : 10 (10 en D4)

### Sporting Club de Pecq
- Matricule : 8786
- Province : Hainaut
  - Localité : Pecq
- Championnat actuel : disparu
- Première saison en nationales : 1991-1992
- Dernière saison en nationales : 1996-1997
- Plus haut niveau atteint : D4
- Nombre de saisons en nationales : 4 (4 en D4)

En 1997, ce club fut englobé dans la R. US Tournaisienne (matricule 26).

### SK Pepingen-Halle
voir à « Halle » 

### KFC Sparta Petegem
- Matricule : 3821
- Province : Flandre-Orientale
  - Localité : Petegem-aan-de-Leie
- Championnat actuel : P1
- Première saison en nationales : 2008-2009
- Dernière saison en nationales : 2012-2013
- Plus haut niveau atteint : D4
- Nombre de saisons en nationales : 5 (5 en D4)

### Royal Sporting Club Petit-Waret
- Matricule : 7347
- Province : Namur
  - Localité : Petit-Waret
- Championnat actuel : P3
- Première saison en nationales : 2007-2008
- Dernière saison en nationales : 2009-2010
- Plus haut niveau atteint : D4
- Nombre de saisons en nationales : 2 (2 en D4)

### Pont-à-Celles-Buzet
- Matricule : 7021
- Province : Hainaut
  - Localité : Pont-à-Celles
- Championnat actuel : d3
- Première saison en nationales : 2010-2011
- Dernière saison en nationales : 2010-2011
- Plus haut niveau atteint : D4
- Nombre de saisons en nationales : 1 (1 en D4)

### KFC Poederlee
- Matricule : 2643
- Province : Anvers
  - Localité : Poederlee
- Championnat actuel : disparu
- Première saison en nationales : 1987-1988
- Dernière saison en nationales : 1997-1998
- Plus haut niveau atteint : D3
- Nombre de saisons en nationales : 11 (9 en D3, 2 en D4)

### K Blue Star Poperinge
- Matricule : 3172
- Province : Flandre-Occidentale
  - Localité : Poperinge
- Championnat actuel : disparu
- Première saison en nationales : 2009-2010
- Dernière saison en nationales : 2012-2013
- Plus haut niveau atteint : D4
- Nombre de saisons en nationales : 4 (4 en D4)

### KFC Poperinge
- Matricule : 150
- Province : Flandre-Occidentale
  - Localité : Poperinge
- Championnat actuel : P3
- Première saison en nationales : 1971-1972
- Dernière saison en nationales : 1971-1972
- Plus haut niveau atteint : D4
- Nombre de saisons en nationales : 1 (1 en D4)

### Royal Cercle Sportif Profondeville
- Matricule :
- Province : Namur
  - Localité : Profondeville
- Championnat actuel : P1
- Première saison en nationales : 2016-2017
- Dernière saison en nationales : 2016-2017
- Plus haut niveau atteint : D5
- Nombre de saisons en nationales : 1 (1 en D5)

### KFC Putte
- Matricule : 1874
- Province : Anvers
  - Localité : Putte
- Championnat actuel : P3
- Première saison en nationales : 1972-1973
- Dernière saison en nationales : 1992-1993
- Plus haut niveau atteint : D4
- Nombre de saisons en nationales : 13 (13 en D4)

### Excelsior Puurs RSK
- Matricule : 3855
- Province : Anvers
  - Localité : Puurs
- Championnat actuel : P3
- Première saison en nationales : 1965-1966
- Dernière saison en nationales : 1979-1980
- Plus haut niveau atteint : D3
- Nombre de saisons en nationales : 15 (8 en D3, 7 en D4)

## Q

### Royal Football Club Queue-du-Bois-Bellaire
- Matricule : 378
- Province : Liège
  - Localité : Queue-du-Bois
- Championnat actuel : P4
- Première saison en nationales : 1943-1944
- Dernière saison en nationales : 1959-1960
- Plus haut niveau atteint : D3
- Nombre de saisons en nationales : 5 (3 en D3, 2 en D4)

## R

### Royal Football Club Raeren-Eynatten
- Matricule : 431
- Province : Liège
  - Localité : Raeren
- Championnat actuel : D2 Amateur
- Première saison en nationales : 2019-2020
- Dernière saison en nationales :...
- Plus haut niveau atteint : D4
- Nombre de saisons en nationales : 2

- Ce club résulte de la fusion, prenant cours le 1er juillet 2016, entre deux entités de localités voisines. D'une part, le R. FC Raeren 1912 porteur du matricule 431 (fondé en 1912 et affilié à l'URBSFA en 1924) et d'autre part, le Rot-Weiss Eynatten, porteur du matricule 8278 (fondé en 1974 et affilié à l'URBSFA en 1975).

### K Ramsel FC
- Matricule : 436
- Province : Anvers
  - Localité : Ramsel
- Championnat actuel : P4
- Première saison en nationales : 1973-1974
- Dernière saison en nationales : 1978-1979
- Plus haut niveau atteint : D4
- Nombre de saisons en nationales : 6 (6 en D4)

### Royale Union Sportive Rebecquoise
- Matricule : 1614
- Province : Brabant
  - Localité : Rebecq
- Championnat actuel : D2 Amateur
- Première saison en nationales : 2014-2015
- Dernière saison en nationales :...
- Plus haut niveau atteint : D4
- Nombre de saisons en nationales : 6 
  - Ce club a été fondé le 20/05/1930 sous le nom de Cercle Sportif Rebecquois et il s'affilie à l'URBSFA le 03/07/1930. Devenu le Royal CS Rebecquois le 29/12/1955, le club fusionne le 01/07/1998 avec sa voisine de l'US Quenastoise (matricule 6246) et prend le nom de « Union Sportive Rebecquoise » sous le matricule 1614. En 2008, le club peut réemployer le vocable « Royale » et devient la R. US Rebecquoise, le 01/07/1998.
  - Le 01/07/2010, une nouvelle fusion intervient avec le K. Hoger-Op De Hoek (matricule 3582) pour former l'US Rebecquoise (matricule 1614). Cette fusion intervient alors que le club ambitieux (coaché à l'époque par Philippe Saint-Jean) ne peut plus décrocher la montée directe en P2. Le club de « De Hoek » évolue alors en P2 et est sur le point de s'unir avec le « K. FC Rhodienne-Verrewinkel » (matricule 6). Alors que l['union formant le club appelé « K. FC Rhodienne-De Hoek » (matricule 6) a lieu sans fusion officielle. L'US Rebecquoise de son côté fusionne officiellement avec "De Hoek" et monte en P2 prendre la place de l'ancien matricule 3582. Réglementairement, le vocable « Royale » ne pourra plus être officiellement employé avec 2020, soit dix ans après un changement d'appellation officielle[22].

### Royal Football Club Renaisien
- Matricule : 46
- Province : Flandre-Orientale
  - Localité : Renaix
- Championnat actuel : disparu
- Première saison en nationales : 1926-1927
- Dernière saison en nationales : 1968-1969
- Plus haut niveau atteint : D2
- Nombre de saisons en nationales : 39 (20 en D2, 16 en D3, 3 en D4)

### KSK Renaix
- Matricule : 38
- Province : Flandre-Orientale
  - Localité : Renaix
- Championnat actuel : D4
- Première saison en nationales : 1923-1924
- Dernière saison en nationales : en cours
- Plus haut niveau atteint : D2
- Nombre de saisons en nationales : 49 (21 en D2, 10 en D3, 18 en D4)

### KSK Retie
- Matricule : 2673
- Province : Anvers
  - Localité : Retie
- Championnat actuel : P3
- Première saison en nationales : 1972-1973
- Dernière saison en nationales : 1972-1973
- Plus haut niveau atteint : D4
- Nombre de saisons en nationales : 1 (1 en D4)

### KFC Rhodienne-De Hoek
- Matricule : 1274 (jusqu'en 1963), 6 (depuis 1963)
- Province : Brabant (Brabant flamand)
  - Localité : Rhode-Saint-Genèse
- Championnat actuel : P1
- Première saison en nationales : 1948-1949
- Dernière saison en nationales : 2005-2006
- Plus haut niveau atteint : D3
- Nombre de saisons en nationales : 29 (6 en D3, 23 en D4)

### Sint-Jozef SK Rijkevorsel
- Matricule : 727
- Province : Anvers
  - Localité : Rijkevorsel
- Championnat actuel : P3
- Première saison en nationales : 1970-1971
- Dernière saison en nationales : 1972-1973
- Plus haut niveau atteint : D4
- Nombre de saisons en nationales : 3 (3 en D4)

### Royale Union Rochefortoise
- Matricule : 2799
- Province : Namur
  - Localité : Rochefort
- Championnat actuel : Division 3 ACFF
- Première saison en nationales : 1963-1964
- Dernière saison en nationales :
- Plus haut niveau atteint : D4
- Nombre de saisons en nationales : 19 (17 en D4 et 2 en D5)

- Le club tire son nom d'une fusion, prenant effet le 1er juillet 2021, de la R. Jeunesse Rochefortoise (2799) avec le FC Éprave (7049), lequel est fondé le 1er juillet 1967, et affilié à l'URBSFA cinq jours plus tard.

### K Eendracht Club Rotem
- Matricule : 2081
- Province : Limbourg
  - Localité : Rotem
- Championnat actuel : disparu (arrêt en 2018)
- Première saison en nationales : 1980-1981
- Dernière saison en nationales : 1986-1987
- Plus haut niveau atteint : D4
- Nombre de saisons en nationales : 6 (6 en D4)

### Sportief Rotselaar
- Matricule : 6909
- Province : Brabant (Brabant flamand)
  - Localité: Rotselaar
- Championnat actuel : P4
- Première saison en nationales : 1973-1974
- Dernière saison en nationales : 1982-1983
- Plus haut niveau atteint : D2
- Nombre de saisons en nationales : 10 (1 en D2, 7 en D3, 2 en D4)

### KFC Roulers
- Matricule : 286
- Province : Flandre-Occidentale
  - Localité : Roulers
- Championnat actuel : disparu
- Première saison en nationales : 1942-1943
- Dernière saison en nationales : 1998-1999
- Plus haut niveau atteint : D3
- Nombre de saisons en nationales : 23 (18 en D3, 5 en D4)

### K. SV Roeselare
- Matricule : 134
- Province : Fl. occidentale
  - Localité : Roulers
- Championnat actuel : disparu
- Première saison en nationales : 1942-1943
- Dernière saison en nationales : 2019-2020
- Plus haut niveau atteint : D1
- Nombre de saisons en nationales : 76 (5 en D1, 15 en D2, 45 en D3, 11 en D4)

### SK Roeselare
- Noms précédents: VK Dadizele, SK Roeselare-Daisel
- Matricule : 8264
- Province : Fl. occidentale
  - Localité : Roulers (Dadizele pour des équipes d'âge)
- Championnat actuel : D3 Amateur
- Première saison en nationales : 2022-2023
- Dernière saison en nationales :
- Plus haut niveau atteint : D5
- Nombre de saisons en nationales : 1 (début en 2022)

** Ce club est initialement le VK Dadizele fondé en 1941 mais qui ne rejoint l'URBSFA qu'en 1975, où il reçoit le matricule 8264. À la suite de la faillite et de la disparition du K. SV Roeselare (134) en 2020, des accords interviennent pour sauver les nombreuses formations de jeunes de l'ancien club de D1. Aucune fusion n'intervient puisque le matricule 134 est radié+. Le VK Dadizele change son appellation et devient le SK Roeselare-Daisel (8264) et s'installe au Schiervelde. Après une saison, bien que le matricule 8264 décroche sa toute première montée en séries nationales, il est décidé que plusieurs sélections de jeunes rentrent à Dadizele.

### Royal Ruisbroek Football Club
- Matricule : 362
- Province : Brabant (Brabant flamand)
  - Localité: Ruisbroek
- Championnat actuel : P4
- Première saison en nationales : 1931-1932
- Dernière saison en nationales : 1961-1962
- Plus haut niveau atteint : D3
- Nombre de saisons en nationales : 10 (3 en D3, 7 en D4)

### KSV Rumbeke
- Matricule : 5181
- Province : Flandre-Occidentale
  - Localité : Rumbeke
- Championnat actuel : D3 Amateur
- Première saison en nationales : 2005-2006 (remontée en 2022)
- Dernière saison en nationales : 2006-2007
- Plus haut niveau atteint : D4
- Nombre de saisons en nationales : 3 (2 en D4, 1 en D5)

### K Rupel Boom FC
- Matricule : 1238
- Province : Anvers
  - Localité : Boom
- Championnat actuel : D3
- Première saison en nationales : 1973-1974
- Dernière saison en nationales : en cours
- Plus haut niveau atteint : D2
- Nombre de saisons en nationales : 25 (2 en D2, 11 en D3, 12 en D4)

## S

### Royale Union Saint-Ghislain Tertre-Hautrage
- Matricule : 1708
- Province : Hainaut
  - Localité : Saint-Ghislain
- Championnat actuel : Division 3 ACFF
- Première saison en nationales : 2010-2011
- Dernière saison en nationales : 2012-2013
- Plus haut niveau atteint : D4
- Nombre de saisons en nationales : 3 (3 en D4)

### Royal Football Club Saint-Hubert
- Matricule : 3411
- Province : Luxembourg
  - Localité : Saint-Hubert
- Championnat actuel : P2
- Première saison en nationales : 1979-1980
- Dernière saison en nationales : 1983-1984
- Plus haut niveau atteint : D4
- Nombre de saisons en nationales : 3 (3 en D4)

### Royal Cercle Sportif Saint-Josse
- Matricule : 83
- Province : Brabant (Bruxelles)
  - Localité : Saint-Josse-ten-Noode
- Championnat actuel : disparu
- Première saison en nationales : 1929-1930
- Dernière saison en nationales : 2000-2001
- Plus haut niveau atteint : D2
- Nombre de saisons en nationales : 11 (1 en D2, 6 en D3, 4 en D4)

### Royal Saint-Nicolas Football Club
- Matricule : 667
- Province : Liège
  - Localité : Saint-Nicolas
- Championnat actuel : disparu
- Première saison en nationales : 1935-1936
- Dernière saison en nationales : 1946-1947
- Plus haut niveau atteint : D3
- Nombre de saisons en nationales : 7 (7 en D3)

### Racing Wallonia Saint-Servais
- Matricule : 4516
- Province : Namur
  - Localité : Saint-Servais
- Championnat actuel : disparu en 2002
- Première saison en nationales : 1994-1995
- Dernière saison en nationales : 1994-1995
- Plus haut niveau atteint : D4
- Nombre de saisons en nationales : 1 (1 en D4, sous le nom de US Namur)
  - Le club est fondé le 10 juillet 1946 sous le nom de PANTY CLUB NAMUR. Le 17 septembre 1946, il s'affilie à l'URBSFA et reçoit le matricule 4516.
  - Le 11 juin 1967, fondation de SAINT-SERVAIS FOOTBALL CLUB qui s'affilie à l'URBSFA, le 17 juillet 1967 et reçoit le matricule 7059.
  - Le 1er juillet 1994, PANTY CLUB NAMUR (4516) fusionne avec SAINT-SERVAIS FOOTBALL CLUB (7059) pour former UNION SPORTIVE NAMUR (4516). Le matricule 7059 est démissionné.
  - Le 1er juillet 1998, UNION SPORTIVE NAMUR (4516) fusionne avec WALLONIA ASSOCIATION NAMUR (3625) pour former RACING WALLONIA SAINT-SERVAIS (4516). Le matricule 3625 est démissionné.
  - Le 1er juillet 2002, RACING WALLONIA SAINT-SERVAIS (4516) fusionne avec UNION ROYALE NAMUR (156) pour former UNION ROYALE NAMUR (156). Le matricule 4516 est démissionné.

### K Saint-Trond VV
- Matricule : 373
- Province : Limbourg
  - Localité : Saint-Trond
- Championnat actuel : D1
- Première saison en nationales : 1928-1929
- Dernière saison en nationales : en cours
- Plus haut niveau atteint : D1
- Nombre de saisons en nationales : 78 (37 en D1, 27 en D2, 14 en D3)

### Royale Entente Sambrevilloise
- Matricule : 127
- Province : Namur
  - Localité : Tamines
- Championnat actuel : inactif (*)
- Première saison en nationales : 1923-1924
- Dernière saison en nationales : 1999-2000
- Plus haut niveau atteint : D2
- Nombre de saisons en nationales : 14 (1 en D2, 4 en D3, 9 en D4)

(*) Le club est déclaré « inactif » car, en juillet 2023, le matricule 127 n'a été ni radié, ni démissionné des registres fédéraux.

### Royale Union Sambrevilloise
- Matricule : 708
- Province : Namur
  - Localité : Tamines
- Championnat actuel : P2
- Première saison en nationales : 1934-1935
- Dernière saison en nationales : 1934-1935
- Plus haut niveau atteint : D3
- Nombre de saisons en nationales : 1 (1 en D3)

- Ce club est fondé le 23 avril 1926, sous le nom de MO9IGNELEE SPORTS. Il s'affilie à l'URBSFA le 20 août 1926. Quand le 21 décembre 1926 la fédération publie sa première liste du « registre des n° de matricule » nouvellement créé, MOIGNELEE SPORTS reçoit le n° de matricule 708. En 1934, il devient le 7e club namurois à rejoindre les séries nationales. Vers le 1er juin 1951, le cercle est reconnu « Société Royale ». Il adapta sa dénomination en ROYAL MOIGNELEE SPORT (708) à partir du 4 juillet 1951. Cinquante ans plus tard, le 1er juillet 2001, alors que la Royale Entente Sambrevilloise annonce son inactivité, le matricule 708 prend l'appellation de LA ROYALE UNION SAMBREVILLOISE. Les couleurs du club passe du « Rouge et Vert » en usage depuis 1926 au « Rouge et Noir ».  En 2019, le club fusionne avec l'Union Sportive Auvelais et devient la Royale Union Sambreville Auvelais.

### Royal Crossing Club Schaerbeek
- Appellations précédentes : R. US Schaerbeek, R. US Albert Schaerbeek (RUSAS)
NE PAS CONFONDRE avec l'ancien Crossing de Schaerbeek.
- Matricule 4070
- Province : Région de Bruxelles-Capitale (ACFF)
  - Localité : Schaerbeek
- Championnat actuel : D5
- Première saison en nationales : 2020-2021
- Dernière saison en nationales :
- Plus haut niveau atteint : D5
- Nombre de saisons en nationales : 1

- - Le club est créé le 21 décembre 1926 sous l'appellation UNION SPORTIVE DE SCHAERBEEK qui est s'affilié auprès de l'URBSFA, le 10 juin 1927 sous la dénomination d'UNION SPORTIVE SCHAERBEEKOISE. Le cercle se voit attribuer le n° de matricule 982. Cinq ans plus tard, le matricule 982 est « radié pour dettes ». Le club rejoint alors la Ligue Belge de Football Amateur, une ligue rivale de l'URBSFA.
  - L'entité revient dans le giron de « l'Union Belge » le 26 avril 1944. Le cercle est admis sous le n° de matricule 4070 sous son appellation initiale d'UNION SPORTIVE DE SCHAERBEEK. Reconnue « Société Royale » le 4 janvier 1952, le club devient la ROYALE UNION SPORTIVE DE SCHAERBEEK (4070) le 24 janvier 1952.
  - Le 1er juillet 1973, la ROYALE UNION SPORTIVE DE SCHAERBEEK (4070) fusionne avec un autre club de la commune de Schaerbeek, l''UNION SPORTIVE ALBERT (2194) pour former la ROYALE UNION SPORTIVE ALBERT SCHAERBEEK  (4070). Le club alors familièrement appelé la « RUSAS ». Le matricule 2194 est fondé en 1934, sous le nom de L'Union Sportive de Saint-Albert. Il entre à l'URBSFA sous le nom d''US Albert avec le statut de « club débutant » le 7 novembre 1934. Il devient un « club effectif » le 28 août 1935.
  - Le 1er juillet 2012, la ROYALE UNION SPORTIVE ALBERT SCHAERBEEK (4070) fusionne avec le ROYAL FOOTBALL CLUB EVERE (410) pour former CROSSING SCHAERBEEK (4070).
  - R. FC Evere en bref: Ce cercle est fondé le 4 avril 1922 sous l'appellation de « Evere Football Club ». Ce sont des aviateurs militaires britanniques présents pour former des pilotes belges qui ont créé cet entité qui s'affilie à l'URBSFA le 5 septembre 1922. Lors de la première publication des premiers n° de matricule, le 26 décembre 1926, le club se voit attribuer le n° matricule 410. Le club porte divers appellations. Le 17 juillet 1924,le club devient le « Sporting Club Evere ». Inactif de 1940 jusqu'au 3 novembre 1944 en raison de la Seconde Guerre mondiale, il prend le nom de « Sporting Club Evere Hoger Op », le 1er juillet 1948, à la suite d'une fusion non officielle car avec un club (le Hooger Op) affilié hors-URBSFA. Reconnu « Société Royale » le 20 février 1952, il adapte son nom en « Royal Sporting Club Evere Hoger Op » le 9 avril 1952. Le matricule 410 connaît deux fusions en l'espace de quatre ans. Le 1er juillet 1989, il prend le nom de R. FC Evere en s'unissant avec l'US Young Fellows (8892). Le1er juillet 1993, il fusionne avec le « Red Star FC » (Evere) porteur du matricule 4470 qui est ensuite démissionné.

### Football Club Schaerbeek
- Matricule : 7201 jusqu'en 2013-2014, ensuite 4133
- Province : Région de Bruxelles-Capitale (ACFF)
  - Localité : Schaerbeek
- Championnat actuel : D4
- Première saison en nationales : 2014-2015
- Dernière saison en nationales : 2014-2015
- Plus haut niveau atteint : D4
- Nombre de saisons en nationales : 1

- - Ce club est fondé le 14 janvier 1957, sous l'appellation CERCLE SPORTIF LUXOR. Le 1er juillet 1968, le club change sa dénomination en RACING CLUB DE SCHAERBEEK. On ne sait rien des onze premières années d'activités ! C'est le 16 juillet 1968 que le RACING CLUB DE SCHAERBEEK s'affilié auprès de l'URBSFA et se voit attribuer le n° de matricule 7201. Six ans plus tard, soit le 1er juillet 1974, RACING CLUB DE SCHAERBEEK (7201) adopte le nom de RACING CLUB DE SCHAERBEEK-TERDELT (7201). Le 31 mai 1988, l'entité revient à son appellation de RACING CLUB DE SCHAERBEEK (7201). Le 1er juillet 2014, le club qui est relégué en 2e Provinciale, à l'époque « niveau 6 », bondit au « niveau 4 » en rachetant le n° matricule 4133 du SK TERJODEN-WELLE lequel s'apprête à arrêter ses activités[23]. Devenu RENAISSANCE CLUB SCHAERBEEK en changeant de matricule, le club évolue sous ce nom pendant la 2014-2015 en séries nationales mais ne peut s'y maintenir. Le 1er juillet 2018, RENAISSANCE CLUB SCHAERBEEK (4133) devient FOOTBALL CLUB SCHAERBEEK (4133).

### Football Club Kosova Schaerbeek
- Matricule : 9267
- Province : Région de Bruxelles-Capitale (ACFF)
  - Localité : Schaerbeek
- Championnat actuel : D5
- Première saison en nationales : 2019-2020
- Dernière saison en nationales : 2019-2020
- Plus haut niveau atteint : D5
- Nombre de saisons en nationales : 1

- Ce club est fondé 1989 et s'affilie à « l'ABCA », une ligue de football amateur, sous l'appellation de FOOTBALL CLUB KOSOVA, par des membres des la communauté albanaise. Selon les publications de l'ASBL FOOT100, la date officielle de fondation est le 5 mai 1991. Ce cercle s'affilie à l'URBSFA le 4 août 1993 sous la dénomination de FOOTBALL CLUB KOSOVA SCHAERBEEK et reçoit le n° de matricule 9267[24],[25].

### KVV Scherpenheuvel Sport
- Matricule : 981
- Province : Brabant (Brabant flamand)
  - Localité: Montaigu-Zichem
- Championnat actuel : P4
- Première saison en nationales : 1956-1957
- Dernière saison en nationales : 1957-1958
- Plus haut niveau atteint : D4
- Nombre de saisons en nationales : 2 (2 en D4)

### KFC Schoten SK
- Matricule : 956
- Province : Province d'Anvers
  - Localité : Schoten
- Championnat actuel : P3
- Première saison en nationales : 1934-1935
- Dernière saison en nationales : 2008-2009
- Plus haut niveau atteint : D3
- Nombre de saisons en nationales : 13 (7 en D3, 6 en D4)

### KSV Schriek
- Matricule : 4892
- Province : Province d'Anvers
  - Localité : Schriek
- Championnat actuel : P1
- Première saison en nationales : 1977-1978
- Dernière saison en nationales : 1994-1995
- Plus haut niveau atteint : D4
- Nombre de saisons en nationales : 4 (4 en D4)

### Royal Football Club Seraing
- Anciennes appellations: Royal Sporting Club Boussu-Bois, Royal Francs Borains, Royal Boussu Dour Borinage
- Matricule : 167
- Province : Hainaut
  - Localité : Boussu
- Championnat actuel : D2
- Première saison en nationales : 1946-1947
- Dernière saison en nationales : en cours
- Plus haut niveau atteint : D2
- Nombre de saisons en nationales : 52 (4 en D2, 31 en D3, 17 en D4)

### Football Club Seraing
- Matricule : 9310
- Province : Liège
  - Localité : Seraing
- Championnat actuel : disparu
- Première saison en nationales : 2008-2009
- Dernière saison en nationales : 2008-2009
- Plus haut niveau atteint : D4
- Nombre de saisons en nationales : 1 (1 en D4)

Fondé en 1984 sous la dénomination « FC La Débrouille Seraing », à l'initiative de John Devries, ce club s'affilie à l'URBSFA en 1997. Promu en Promotion pour la saison 2008-2009, le matricule 9310 (qui à ce moment change son nom en « FC Seraing ») est initialement versé dans la « série D » (avec tous les autres cercles liégeois de ce niveau. Mais au début du mois d'août 2008, suit à la disparition de Geel, la fédération repêche le club namurois de Bioul et le place dans la série D et fait glisser le FC Seraing vers la « série C », composée uniquement de club flamands. Délaissés par plusieurs de ses sponsors qui ne cherchent aucune visibilité en Flandre, le club peine à boucler son budget. La démotivation s'installe. Un forfait est déclaré en décembre à la fin du premier tour. Dans les mois suivants, le matricule 9310 disparaît, englobé au sein du R. FC Sérésien qui prend alors le nom de R. FC Seraing.

### Royal Football Club Seraing (17)
- Matricule : 17
- Province : Liège
  - Localité : Seraing
- Championnat actuel : disparu
- Première saison en nationales : 1924-1925
- Dernière saison en nationales : 1995-1996
- Plus haut niveau atteint : D1
- Nombre de saisons en nationales : 69 (8 en D1, 33 en D2, 25 en D3, 3 en D4)

### Royal Football Club Seraing (23)
- Matricule : 23
- Province : Liège
  - Localité : Seraing
- Championnat actuel : P1
- Première saison en nationales : 1911-1912
- Dernière saison en nationales : 2011-2012
- Plus haut niveau atteint : D2
- Nombre de saisons en nationales : 61 (15 en D2, 24 en D3, 22 en D4)

### KVC Sint-Eloois-Winkel Sport
- Matricule : 4408
- Province : Flandre-Occidentale
  - Localité : Sint-Eloois-Winkel
- Championnat actuel : D4
- Première saison en nationales : 1999-2000
- Dernière saison en nationales : en cours
- Plus haut niveau atteint : D4
- Nombre de saisons en nationales : 14 (14 en D4)

### KFC Sporting Sint-Gillis Waas
- Matricule : 4385
- Province : Flandre-Orientale
  - Localité : Saint-Gilles-Waes
- Championnat actuel : D4
- Première saison en nationales : 1962-1963
- Dernière saison en nationales : en cours
- Plus haut niveau atteint : D4
- Nombre de saisons en nationales : 10 (10 en D4)

### KFC Sint-Job
- Matricule : 3514
- Province : Province d'Anvers
  - Localité : Sint-Job-in-'t-Goor
- Championnat actuel : D4
- Première saison en nationales : 2013-2014
- Dernière saison en nationales : en cours
- Plus haut niveau atteint : D4
- Nombre de saisons en nationales : 0

### KFC Sint-Lenaarts
- Matricule : 1357
- Province : Province d'Anvers
  - Localité : Sint-Lenaarts
- Championnat actuel : D4
- Première saison en nationales : 2007-2008
- Dernière saison en nationales : en cours
- Plus haut niveau atteint : D4
- Nombre de saisons en nationales : 6 (6 en D4)

### KV Sint-Lievens Houtem
- Matricule : 5741
- Province : Flandre-Orientale
  - Localité : Sint-Lieven-Houtem
- Championnat actuel : P2
- Première saison en nationales : 1984-1985
- Dernière saison en nationales : 1986-1987
- Plus haut niveau atteint : D4
- Nombre de saisons en nationales : 3 (3 en D4)

### FC Sint-Martens-Latem
- Matricule : 5842
- Province : Flandre-Orientale
  - Localité : Sint-Martens-Latem
- Championnat actuel : P2
- Première saison en nationales : 1978-1979
- Dernière saison en nationales : 1979-1980
- Plus haut niveau atteint : D4
- Nombre de saisons en nationales : 2 (2 en D4)

### KFC Gerda Sint-Niklaas
- Matricule : 3077
- Province : Flandre-Orientale
  - Localité : Sint-Niklaas/Waas
- Championnat actuel : P3
- Première saison en nationales : 1963-1964
- Dernière saison en nationales : 1965-1966
- Plus haut niveau atteint : D4
- Nombre de saisons en nationales : 3 (3 en D4)

### Royal Excelsior Athletic Club Sint-Niklaas
- Matricule : 239
- Province : Flandre-Orientale
  - Localité : Sint-Niklaas/Waas
- Championnat actuel : disparu
- Première saison en nationales : 1936-1937
- Dernière saison en nationales : 1955-1956
- Plus haut niveau atteint : D3
- Nombre de saisons en nationales : 14 (12 en D3, 2 en D4)

### SK Sint-Niklaas
- Matricule : 9264
- Province : Flandre-Orientale
  - Localité : Sint-Niklaas/Waas
- Championnat actuel : D3
- Première saison en nationales : 2001-2002
- Dernière saison en nationales : en cours
- Plus haut niveau atteint : D2
- Nombre de saisons en nationales : 12 (2 en D2, 9 en D3, 1 en D4)

### K Sint-Niklaasse SK Excelsior
- Matricule : 221
- Province : Flandre-Orientale
  - Localité : Sint-Niklaas/Waas
- Championnat actuel : disparu
- Première saison en nationales : 1926-1927
- Dernière saison en nationales : 1999-2000
- Plus haut niveau atteint : D1
- Nombre de saisons en nationales : 71 (3 en D1, 47 en D2, 20 en D3, 1 en D4)

### Royal Soignies Sports
- Matricule : 1678
- Province : Hainaut
  - Localité : Soignies
- Championnat actuel : P1
- Première saison en nationales : 2007-2008
- Dernière saison en nationales : 2007-2008
- Plus haut niveau atteint : D4
- Nombre de saisons en nationales : 1 (1 en D4)

### Solières Sport
- Matricule : 9426
- Province : Liège
  - Localité : Solières
- Championnat actuel : disparu
- Première saison en nationales : 2013-2014
- Dernière saison en nationales : 2022-2023
- Plus haut niveau atteint : D4
- Nombre de saisons en nationales : 10

- En difficultés financières, le club terminé sa 10e saison consécutive en séries nationales en position de relégué. Le cercle s'unit alors avec le R.FC Huy (matricule 76) qui reprend son ancienne appellation de R. Union Hutoise.

### Royale Union Sportive Solrézienne
- Matricule : 6876
- Province : Hainaut
  - Localité : Solre-sur-Sambre
- Championnat actuel : P1
- Première saison en nationales : 2014-2015
- Dernière saison en nationales : 2017-2018
- Nombre de saisons en nationales : 3 (1 en D4, 2 en D5)

### KSV Sottegem
- Matricule : 225
- Province : Flandre-Orientale
  - Localité : Zottegem
- Championnat actuel : P3
- Première saison en nationales : 1957-1958
- Dernière saison en nationales : 2010-2011
- Plus haut niveau atteint : D2
- Nombre de saisons en nationales : 47 (2 en D2, 23 en D3, 22 en D4)

### Royal Spa Football Club
- Matricule : 60
- Province : Liège
  - Localité : Spa
- Championnat actuel : D4
- Première saison en nationales : 1926-1927
- Dernière saison en nationales : en cours
- Plus haut niveau atteint : D3
- Nombre de saisons en nationales : 12 (4 en D3, 8 en D4)

### Royal Football Club Spy
- Matricule : 4258
- Province : Namur
  - Localité : Spy
- Championnat actuel : P1
- Première saison en nationales : 1998-1999
- Dernière saison en nationales : 2005-2006
- Plus haut niveau atteint : D4
- Nombre de saisons en nationales : 2 (2 en D4)

### Royal Football Comblain Banneux Sprimont
- Matricule : 260
- Province : Liège
  - Localité : Sprimont
- Championnat actuel : D3
- Première saison en nationales : 1997-1998
- Dernière saison en nationales : en cours
- Plus haut niveau atteint : D3
- Nombre de saisons en nationales : 16 (9 en D3, 7 en D4)

### Royal Standard club de Liège
- Matricule : 16
- Province : Liège
  - Localité : Sclessin
- Championnat actuel : D1
- Première saison en nationales : 1909-1910
- Dernière saison en nationales : en cours
- Plus haut niveau atteint : D1
- Nombre de saisons en nationales : 98 (96 en D1, 2 en D2)

### Royal Club Sportif Stavelotain
- Matricule : 126
- Province : Liège
  - Localité : Stavelot
- Championnat actuel : P2
- Première saison en nationales : 1972-1973
- Dernière saison en nationales : 1985-1986
- Plus haut niveau atteint : D4
- Nombre de saisons en nationales : 10 (10 en D4)

### Avanti Stekene
- Matricule : 8552
- Province : Flandre orientale
  - Localité: Stekene
- Championnat actuel : D5
- Première saison en nationales : 2017-2018
- Dernière saison en nationales : en cours
- Plus haut niveau atteint : D5
- Nombre de saisons en nationales : 1 (en D5 2017-2018)
- Ce club est fondé le 28 juillet 1977 sous la dénomination de VV Straatje Stekene. Le 1er juillet 2013, il change son appellation en Avanti Stekene.

### K Olympia VC Sterrebeek
- Matricule : 1002
- Province : Brabant (Brabant flamand)
  - Localité: Sterrebeek
- Championnat actuel : D4
- Première saison en nationales : 2012-2013
- Dernière saison en nationales : en cours
- Plus haut niveau atteint : D4
- Nombre de saisons en nationales : 1

### Royal Racing Club Stockay-Warfusée
- Matricule : 2239
- Province : Liège
  - Localité : Stockay
- Championnat actuel : P3
- Première saison en nationales : 1961-1962
- Dernière saison en nationales : 1971-1972
- Plus haut niveau atteint : D4
- Nombre de saisons en nationales : 5 (5 en D4)

### Royal Olympic Football Club Stockel
- Matricule : 3031
- Province : Région de Bruxelles-Capitale
  - Localité : Woluwe-Saint-Pierre
- Championnat actuel : Division 3 ACFF
- Première saison en nationales : 2018-2019
- Dernière saison en nationales :
- Plus haut niveau atteint : D5
- Nombre de saisons en nationales : 2 (2 en D5)

Ce club est fondé le 13 juin 1941 sous l'appellation de GROEN-WIT FOOTBALL CLUB STOKKEL. Il s'affilie auprès de l'URBSFA le 21 juillet 1941 et reçoit le n° de matricule 3031. Le 17 juin 1959, le club change sa dénomination qui devient OLYMPIC FOOTBALL CLUB (3031). L'année suivante, le 8 mai 1960, l'appellation du cercle devient OLYMPIC FOOTBALL CLUB STOCKEL (3031). Le 1er juillet 1990, le matricule 3031 absorbe le FOOTBALL CLUB KELLE (8174) mais ne change pas sa dénomination. Reconnu « Société Royale » vers le 10 septembre 1992, le club devient le ROYAL OLYMPIC FOOTBALL CLUB STOCKEL (3031) le 1er juillet 1993.

### Royal Football Club Rapid Symphorinois
- Matricule : 6464
- Province : Hainaut
  - Localité : Saint-Symphorien
- Championnat actuel : 1ére provinciale
- Première saison en nationales : 2018-2019
- Dernière saison en nationales :2024
- Plus haut niveau atteint : D5
- Nombre de saisons en nationales : 2

- - Ce club est fondé le 15 mai 1961 et affilié à l'URBSFA, sous l'appellation de FOOTBALL CLUB RAPID OBOURG le 12 août 1961. Le cercle se voit attribuer le n° de matricule 6464. Le 24 avril 1965,  FOOTBALL CLUB RAPID OBOURG (6464) prend le nom de FOOTBALL CLUB RAPID MONS (6464). Depuis le 1er juillet 1977, FOOTBALL CLUB RAPID MONS (6464) prend le nom de FOOTBALL CLUB RAPID SYMPHORINOIS (6464). Reconnu « Société Royale », le club devient le ROYAL FOOTBALL CLUB RAPID SYMPHORINOIS, le 1er juillet 2012.

## T

### Royale Jeunesse Sportive Taminoise
- Matricule : 3939
- Province : Namur
  - Localité : Tamines
- Championnat actuel : P1
- Première saison en nationales : 2001-2002
- Dernière saison en nationales : 2012-2013
- Plus haut niveau atteint : D4
- Nombre de saisons en nationales : 10 (10 en D4)

### Royal Sporting Club Templeuvois
- Matricule : 133
- Province : Hainaut
  - Localité : Templeuve
- Championnat actuel : P2
- Première saison en nationales : 2000-2001
- Dernière saison en nationales : 2013-2014
- Plus haut niveau atteint : P1
- Nombre de saisons en nationales : 4 (4 en D4)

### KSV Temse
- Matricule : 4297
- Province : Flandre-Orientale
  - Localité : Tamise
- Championnat actuel : D3
- Première saison en nationales : 1931-1932
- Dernière saison en nationales : en cours
- Plus haut niveau atteint : D3
- Nombre de saisons en nationales : 16 (11 en D3, 5 en D4)

### VC De Leeuwkens Teralfene
- Matricule : 6031
- Province : Brabant (Brabant flamand)
  - Localité: Teralfene
- Championnat actuel : P2
- Première saison en nationales : 1968-1969
- Dernière saison en nationales : 1969-1970
- Plus haut niveau atteint : D4
- Nombre de saisons en nationales : 2 (2 en D4)

### VC Vlug en Vrij Terhagen
- Matricule : 2645
- Province : Anvers
  - Localité : Terhagen
- Championnat actuel : disparu
- Première saison en nationales : 1947-1948
- Dernière saison en nationales : 1958-1959
- Plus haut niveau atteint : D3
- Nombre de saisons en nationales : 11 (5 en D3, 6 en D4)

### SK Terjoden-Welle
- Matricule : 4133
- Province : Flandre-Orientale
  - Localité : Denderleeuw
- Championnat actuel : Disparu (matricule vendu en 2014)
- Première saison en nationales : 2010-2011
- Dernière saison en nationales : 2013-2014
- Plus haut niveau atteint : D4
- Nombre de saisons en nationales : 4
  - En grosses difficultés financières, le SK Terjoden-Welle se déclare en faillite au printemps 2014. Le matricule 4133 est vendu aux dirigeants du Racing Club de Schaerbeek (ex-matricule 7102) qui prend la place de Terjoden-Welle en Promotion sous l'appellation de Renaissance Club Schaerbeek.

### Eendracht Termien
- Matricule : 7919
- Province : Limbourg
  - Localité: Genk
- Championnat actuel : D3 Amateur
- Première saison en nationales : 2017-2018
- Dernière saison en nationales :...
- Plus haut niveau atteint : D5
- Nombre de saisons en nationales : 1 (D5 en 2017-2018)
  - Localisé dans le quartier de "Termien" à Genk, le club est fondé le 10 juillet 1968 sous l'appellation Eendracht Oud Termien. Il s'affilie initialement à la KBLVB - Koninklijke Belgische Liefhebbers Voetbalbond - une ligue amateur. Le 12 mai 1973, le cercle rejoint l'URBSFA qui lui attribue le matricule 7919. Le 1er juillet 1991, après s'être unie avec son voisin du Voetbal Club Termien (VC Termien) matricule 5841 - fondé le 5 juin 1955 et affilié à l'URBSFA le 22 juillet 1955 - l'entité prend simplifie sa dénomination en Eendracht Termien (sous la matricule 1979). Après un passage au TFI en 2012 et une élimination au premier tour, le matricule 7919 est sacré champion provincial en 2017. Il évolue donc en séries nationales à l'occasion de son 50e anniversaire.

### KSKL Ternat
- Matricule : 5368
- Province : Brabant (Brabant flamand)
  - Localité: Ternat
- Championnat actuel : P1
- Première saison en nationales : 2007-2008
- Dernière saison en nationales : 2012-2013
- Plus haut niveau atteint : D3
- Nombre de saisons en nationales : 6 (2 en D3, 4 en D4)

### K Verenigd Tervuren-Duisburg
- Matricule : 384
- Province : Brabant (Brabant flamand)
  - Localité: Tervuren
- Championnat actuel : P2
- Première saison en nationales : 1953-1954
- Dernière saison en nationales : 1956-1957
- Plus haut niveau atteint : D4
- Nombre de saisons en nationales : 2 (2 en D4)
  - Ce club évolua en Promotion (D4) sous l'appellation de "New Star Tervuren".

### KVV Thes Sport Tessenderlo
- Matricule : 3617
- Province : Limbourg
  - Localité : Tessenderlo
- Championnat actuel : P1
- Première saison en nationales : 2005-2006
- Dernière saison en nationales : 2008-2009
- Plus haut niveau atteint : D4
- Nombre de saisons en nationales : 4 (4 en D4), la 5e en 2015-2016.

### Hoger-Op Testelt
- Matricule : 5377
- Province : Brabant (Brabant flamand)
  - Localité: Testelt
- Championnat actuel : disparu
- Première saison en nationales : 1978-1979
- Dernière saison en nationales : 1988-1989
- Plus haut niveau atteint : D3
- Nombre de saisons en nationales : 11 (3 en D3, 8 en D4)
- Ce club a accédé aux séries nationales et y a joué sous la dénomination de FC Testelt.
- Le 1er juillet 2023, le HO Testelt qui évolue en « P4 » disparaît en entrant dans une fusion avec le FC Aberbode Okselaar (2030) qui forme le FC Averbode-Testelt-Okselaar (2030).

### KFC Tielen
- Matricule : 2216
- Province : Anvers
  - Localité : Tielen
- Championnat actuel : disparu
- Première saison en nationales : 1991-1992
- Dernière saison en nationales : 1997-1998
- Plus haut niveau atteint : D2
- Nombre de saisons en nationales : 7 (3 en D2, 1 en D3, 3 en D4)

### KFC De Kempen Tielen-Lichtaart
- Matricule : 4469
- Province : Anvers
  - Localité : Lichtaart
- Championnat actuel : Division 3 VV
- Première saison en nationales : 2005-2006
- Dernière saison en nationales :
- Plus haut niveau atteint : D4
- Nombre de saisons en nationales : 4 (3 en D4, 1 en D5)

### VV Tielt
- Matricule : 218
- Province : Flandre-Occidentale
  - Localité : Tielt
- Championnat actuel : P2
- Première saison en nationales : 1955-1956
- Dernière saison en nationales : 1960-1961
- Plus haut niveau atteint : D4
- Nombre de saisons en nationales : 3 (3 en D4)

### Royal Football Club Tilleur-Saint-Nicolas
- Matricule : 21
- Province : Liège
  - Localité : Tilleur
- Championnat actuel : disparu
- Première saison en nationales : 1909-1910
- Dernière saison en nationales : 1994-1995
- Plus haut niveau atteint : D1
- Nombre de saisons en nationales : 77 (21 en D1, 37 en D2, 14 en D3, 5 en D4)

### Royal Football Club Tilleur
- Matricule : 2913
- Province : Liège
  - Localité : Tilleur
- Championnat actuel : D4
- Première saison en nationales : 2012-2013
- Dernière saison en nationales : 2019-2020
- Plus haut niveau atteint : D4
- Nombre de saisons en nationales : 3 (3 en D4, dont 2 sous l'appellation R. FC Cité Sport Grâce-Hollogne de 2012 à 2014)

Ce club est issu d'une fusion survenue en 2014, entre le R. FC Cité Sport Grâce-Hollogne (matricule 2913) et le R. FC Tilleur-St-Gilles (matricule 2878). Ce dernier club était lui-même issu d'une fusion, en 2003, entre le R. CS St-Gilles (2878) et le FC Tilleur-St-Nicolas (9405).
- Durant la saison 2019-2020, le club choisit d'arrêter en séries nationales et ne réinscrit pas son équipe pour la saison suivante. Le matricule 2913 poursuit ses activités avec l'équipe inscrite en P3 (8e niveau)[26].

### KVK Tienen
- Matricule : 132
- Province : Brabant (Brabant flamand)
  - Localité: Tirlemont
- Championnat actuel : D4
- Première saison en nationales : 1926-1927
- Dernière saison en nationales : en cours
- Plus haut niveau atteint : D1
- Nombre de saisons en nationales : 84 (1 en D1, 34 en D2, 41 en D3, 8 en D4)

### Voorwaarts Tirlemont
- Matricule : 3229
- Province : Brabant (Brabant flamand)
  - Localité: Tirlemont
- Championnat actuel : disparu
- Première saison en nationales : 1949-1950
- Dernière saison en nationales : 1980-1981
- Plus haut niveau atteint : D3
- Nombre de saisons en nationales : 23 (13 en D3, 10 en D4)

### KSK Tongres
- Matricule : 54
- Province : Limbourg
  - Localité : Tongres
- Championnat actuel : P2
- Première saison en nationales : 1925-1926
- Dernière saison en nationales : 2011-2012
- Plus haut niveau atteint : D1
- Nombre de saisons en nationales : 81 (2 en D1, 35 en D2, 35 en D3, 9 en D4)

Au terme de la saison, 2013-2014, ce club retire son équipe Premières et collabore avec le K. Heur VV (4600), lequel progresse jusqu'en D2 Amateur VV. Sous le nom de K. Sportclub Tongeren, le matricule 54 poursuit ses activités uniquement avec des équipes d'âges jusqu'en juin 2021. Le 1er juillet 2021, le matricule 54 est considéré fusionné avec le 4600 qui disparaît. Alors que les anciens de Heur VV rejoignent une autre initiative (voir K. FC Heur-Tongeren), la place en « Division 2 Amateur VV » est occupée par le K. SK Tongeren qui retrouve son ancienne appellation.

### Patria Football Club Tongres
- Matricule : 71
- Province : Limbourg
  - Localité : Tongres
- Championnat actuel : disparu
- Première saison en nationales : 1929-1930
- Dernière saison en nationales : 1968-1969
- Plus haut niveau atteint : D2
- Nombre de saisons en nationales : 37 (3 en D2, 20 en D3, 14 en D4)

### KFC Heur-Tongeren
- Matricule : 4600
- Province : Limbourg
  - Localité : Tongres
- Championnat actuel : Disparu
- Première saison en nationales : 2017-2018
- Dernière saison en nationales : en cours
- Plus haut niveau atteint : D4 (en 2018-2019)
- Nombre de saisons en nationales : 5
- Le club est formé le 15 mai 1946 sous la dénomination de Heur Voetbalverenging ou Heur VV. Le club s'affilie à l'URBSFA le 4 décembre 1946 et se voit attribuer le matricule 4600. Reconnu Société Royale vers le 9 janvier 1997, le cercle prend l'appellation de  K. VV Heur Vrij Vooruit le 1er juillet 1997. Le 1er juillet 2014, un accord de collaboration est conclu entre le matricule 4600 et le K. SK Tongeren (matricule 54). L'équipe première évolue sous la dénomination K. FC Heur-Tongeren et le matricule 4600, alors que les équipes de jeunes prestent sous le matricule 54. Il n'a pas eu de fusion.

- Après sept années sans aligner d'équipe Premières, le K. Sportclub Tongeren (54) « fusionne » avec le K. Heur VV (4600) et reprend son appellation de K. SK Tongeren sous le matricule 54[27]. Dans la réalité, des faits, c'est un peu différent. La fusion est le seul moyen pour le matricule 54 de retrouver un échelon national (D2 Amateur) qui ne convient plus au matricule 4600. Celui-ci disparait alors nombre de ses anciens rejoignent l'initiative, lancée en janvier 2021, par le VC Jekervalllei Sluizen (9701). Ce cercle créé en 2018 et jouant le P3 Limbourg propose une fusion entre quatre clubs locaux qui connaissent des manquements de personnels que des déficits budgétaires lesquels sont accrus avec l'annulation de l'exercice 2020-2021. Le matricule 9701 devient le VCJ Heur Sluizen en P3. Pour la saison 2022-2023, deux autres cercles - l'Union FC Rutten (6238) et le Valencia VC Piringen (7137) - devraient entrer dans cette entité dont le nom deviendrait Unico Tongeren[28],[29].

### KM Torhout
- Matricule : 822
- Province : Flandre-Occidentale
  - Localité : Torhout
- Championnat actuel : D3
- Première saison en nationales : 1987-1988
- Dernière saison en nationales : en cours
- Plus haut niveau atteint : D3
- Nombre de saisons en nationales : 21 (11 en D3, 10 en D4)

### KVK Torhout
- Matricule : 110
- Province : Flandre-Occidentale
  - Localité : Torhout
- Championnat actuel : disparu
- Première saison en nationales : 1969-1970
- Dernière saison en nationales : 1991-1992
- Plus haut niveau atteint : D4
- Nombre de saisons en nationales : 16 (16 en D4)

### Royal Football Club Tournai
- Matricule : 26
- Province : Hainaut
  - Localité : Tournai
- Championnat actuel : D3
- Première saison en nationales : 1909-1910
- Dernière saison en nationales : en cours
- Plus haut niveau atteint : D1
- Nombre de saisons en nationales : 81 (1 en D1, 15 en D2, 33 en D3, 32 en D4)

### Royal Racing Club Tournai
- Matricule : 36
- Province : Hainaut
  - Localité : Tournai
- Championnat actuel : disparu
- Première saison en nationales : 1926-1927
- Dernière saison en nationales : 2001-2002
- Plus haut niveau atteint : D1
- Nombre de saisons en nationales : 73 (1 en D1, 16 en D2, 42 en D3, 14 en D4)

### Football Club de Trooz
- Matricule : 226
- Province : Liège
  - Localité : Trooz
- Championnat actuel : P1
- Première saison en nationales : 1954-1955
- Dernière saison en nationales : 1998-1999
- Plus haut niveau atteint : D4
- Nombre de saisons en nationales : 17 (17 en D4)

### Royale Union Tubize Braine-le-Comte
- Matricule : 5632
- Province : Brabant (Brabant wallon)
  - Localité : Tubize
- Championnat actuel : D2
- Première saison en nationales : 1993-1994
- Dernière saison en nationales : en cours
- Plus haut niveau atteint : D1
- Nombre de saisons en nationales : 20 (1 en D1, 9 en D2, 5 en D3, 5 en D4)

- Le 1er juillet 2021, l'AFC Tubize (5632) fusionne avec le R. Stade Brainois (343) pour former la R. Union Tubize Braine-le-Comte (5632). Le matricule 343 disparaît[6].

### K Turnhoutse SK Hand-In-Hand
- Matricule : 210
- Province : Anvers
  - Localité : Turnhout
- Championnat actuel : P4
- Première saison en nationales : 1928-1929
- Dernière saison en nationales : 1938-1939
- Plus haut niveau atteint : D2
- Nombre de saisons en nationales : 11 (4 en D2, 7 en D3)

### K FC Turnhout
- Matricule : 148
- Province : Anvers
  - Localité : Turnhout
- Championnat actuel : D3
- Première saison en nationales : 1925-1926
- Dernière saison en nationales : en cours
- Plus haut niveau atteint : D1
- Nombre de saisons en nationales : 85 (3 en D1, 47 en D2, 34 en D3, 1 en D4)

## U

### Royal Uccle Sport
- Matricule : 15
- Province : Brabant (Bruxelles)
  - Localité : Uccle
- Championnat actuel : disparu
- Première saison en nationales : 1909-1910
- Dernière saison en nationales : 1971-1972
- Plus haut niveau atteint : D1
- Nombre de saisons en nationales : 54 (4 en D1, 35 en D2, 8 en D3, 7 en D4)

### Royale Union Saint-Gilloise
- Matricule : 10
- Province : Brabant (Bruxelles)
  - Localité : Saint-Gilles, Forest
- Championnat actuel : D3
- Première saison en nationales : 1901-1902
- Dernière saison en nationales : en cours
- Plus haut niveau atteint : D1
- Nombre de saisons en nationales : 104 (58 en D1, 19 en D2, 25 en D3, 2 en D4)

### VV Sparta Ursel
- Matricule : 8736
- Province : Flandre-Orientale
  - Localité : Ursel
- Championnat actuel : P1
- Première saison en nationales : 2004-2005
- Dernière saison en nationales : 2004-2005
- Plus haut niveau atteint : D4
- Nombre de saisons en nationales : 1 (1 en D4)

## V

### Royale Entente sportive Vaux-Noville
- Matricule : 6424
- Province : Luxembourg
  - Localité : Vaux-Noville
- Championnat actuel : P1
- Première saison en nationales : 2008-2009
- Dernière saison en nationales : 2008-2009
- Plus haut niveau atteint : D4
- Nombre de saisons en nationales : 1 (1 en D4)

### Excelsior Veldwezelt
- Matricule : 3624
- Province : Limbourg
  - Localité : Veldwezelt
- Championnat actuel : disparu
- Première saison en nationales : 1999-2000
- Dernière saison en nationales : 2012-2013
- Plus haut niveau atteint : D3
- Nombre de saisons en nationales : 14 (6 en D3, 8 en D4)

### Royal Cercle Sportif de Verlaine
- Matricule : 2871
- Province : Liège
  - Localité : Verlaine
- Championnat actuel : D4
- Première saison en nationales : 1946-1947
- Dernière saison en nationales : en cours
- Plus haut niveau atteint : D3
- Nombre de saisons en nationales : 2 (1 en D3, 1 en D4 en 2015-2016)

### Royal Cercle Sportif Verviétois
- Matricule : 8
- Province : Liège
  - Localité : Verviers
- Championnat actuel : D3
- Première saison en nationales : 1900-1901
- Dernière saison en nationales : 2012-2013
- Plus haut niveau atteint : D1
- Nombre de saisons en nationales : 100 (20 en D1, 32 en D2, 28 en D3, 20 en D4)

### Stade Verviétois
- Appellations précédentes : R. Fléron FC, R. Star Fléron FC, Racing Club Star Verviers)
- Matricule : 33
- Championnat actuel : P2
- Première saison en nationales : 1921-1922
- Dernière saison en nationales : 1974-1975
- Plus haut niveau atteint : D2
- Nombre de saisons en nationales : 43 (9 en D2, 18 en D3, 16 en D4)

- NOTE: Les 43 saisons prestées en nationales l'ont toutes été sous l'appellation de Fléron FC ou de R. Fléron FC.
- La dénomination Racing Club Star Verviers provient d'une fusion validée au 1er juillet 2020 du R. Star Fléron FC (33) avec l'AS Verviers (9657). Le choix d'un tel nom vient de la volonté de relancer les initiales « R.C.S.V. » du matricule 8.
- En fin de saison 2022-2023, le matricule 33 s'unit avec le Stade Disonais, porteur du matricule 9410 qui est alors arrivé en Division 2 ACFF, pour former le Stade Verviétois sous le matricule 33 [30]. Cette fusion ramène le matricule 33 en séries nationales après 48 saisons d'absence (1975).

### Société Royale Union Verviers
- Matricule : 34
- Province : Liège
  - Localité : Verviers
- Championnat actuel : disparu
- Première saison en nationales : 1923-1924
- Dernière saison en nationales : 1992-1993
- Plus haut niveau atteint : D2
- Nombre de saisons en nationales : 38 (5 en D2, 9 en D3, 24 en D4)

### Royal Club Sportif Vielsalm
- Matricule : 1214
- Province : Luxembourg
  - Localité : Vielsalm
- Championnat actuel : disparu
- Première saison en nationales : 1937-1938
- Dernière saison en nationales : 1937-1938
- Plus haut niveau atteint : D3
- Nombre de saisons en nationales : 1 (1 en D3)

Le club est essentiellement composé de militaires (Chasseurs Ardennais) casernés à Vielsalm (Rencheux). Fin 1938, quelques mois avant le déclenchement de la Seconde Guerre mondiale, les troupes et la population sont mobilisées. C'est la période dite de la « drôle de guerre » ou d'attente d'un ennemi qui n'arrive pas. Le club est dissous en 1939, par manque de forces vives. Un club appelé « Entente salmienne » existe ensuite de 1939 à 1941. Ensuite, le CS Vielsalm est reconstitué en 1941, avec le nom du club d'origine, et reçoit un nouveau matricule, le 3470. Ce « nouveau » club existe toujours et évolue en P3 luxembourgeoise en 2012

### FC Zwarte Leeuw Vilvoorde
- Matricule : 306
- Province : Brabant (Brabant flamand)
  - Localité: Vilvorde
- Championnat actuel : disparu
- Première saison en nationales : 1927-1928
- Dernière saison en nationales : 1936-1937
- Plus haut niveau atteint : D3
- Nombre de saisons en nationales : 7 (7 en D3)

### K Vilvoorde FC
- Matricule : 49
- Province : Brabant (Brabant flamand)
  - Localité: Vilvorde
- Championnat actuel : disparu
- Première saison en nationales : 1922-1923
- Dernière saison en nationales : 2009-2010
- Plus haut niveau atteint : D2
- Nombre de saisons en nationales : 39 (11 en D2, 13 en D3, 15 en D4)

### Royal Excelsior Virton
- Matricule : 200
- Championnat actuel : D2
- Première saison en nationales : 1927-1928
- Dernière saison en nationales : en cours
- Plus haut niveau atteint : D2
- Nombre de saisons en nationales : 50 (8 en D2, 15 en D3, 27 en D4)

### Royal Cercle Sportif Visé
- Matricule : 369
- Province : Liège
  - Localité : Visé
- Championnat actuel : disparu en 2016
- Première saison en nationales : 1948-1949
- Dernière saison en nationales : 2015-2016
- Plus haut niveau atteint : D2
- Nombre de saisons en nationales : 37 (9 en D2, 10 en D3, 18 en D4)

### Union Royale Sportive Lixhe Visé
- Matricule : 1352
- Province : Liège
  - Localité : Visé
- Championnat actuel : Disparu en 2024
- Première saison en nationales : 2017-2018
- Dernière saison en nationales : 2023-2024
- Plus haut niveau atteint : D1 amateur
- Nombre de saisons en nationales :3 (1 en D5, 1 en D4, 1 en D3 2019-2020)

### Football Club Richelle United
- Matricule : 9487
- Province : Liège
  - Localité : Visé
- Championnat actuel : D4
- Première saison en nationales : 2015-2016
- Dernière saison en nationales :...
- Plus haut niveau atteint : D4
- Nombre de saisons en nationales : 1 (à partir de 2015-2016)

### Jeunesse Sportive Vivegnis
- Matricule : 5480
- Province : Liège
  - Localité : Vivegnis
- Championnat actuel : P2
- Première saison en nationales : 1975-1976
- Dernière saison en nationales : 1975-1976
- Plus haut niveau atteint : D4
- Nombre de saisons en nationales : 1 (1 en D4)

### KSK Vlamertinge
- Matricule : 1955
- Province : Flandre occidentale
  - Localité : Vlamertinge
- Championnat actuel : D5
- Première saison en nationales : 2016-2017
- Dernière saison en nationales : en cours
- Plus haut niveau atteint : D5
- Nombre de saisons en nationales : 1 (1 en D5)
  - Le club est fondé sous le nom de Sportkring Vlamertinge le 1er mai 1933 et s'affilie à l'URBSFA le 4 juillet 1933. Il reçoit le matricule 1955. Reconnu "Société Royale", le 28 juin 1968, il prend le nom de K. SK Vlamertinge le 27 novembre 1968. Il évolue dans les séries provinciales et n'apparaît en nationale qu'en 2016 qu'à la suite d'un tour final interprovincial victorieux.

### K Vlijtingen Vlug en Vrij
- Matricule : 5776
- Province : Limbourg
  - Localité : Vlijtingen
- Championnat actuel : D4
- Première saison en nationales : 1975-1976
- Dernière saison en nationales : en cours
- Plus haut niveau atteint : D4
- Nombre de saisons en nationales : 5 (5 en D4)

### KVVOG Vorselaar
- Matricule : 402
- Province : Anvers
  - Localité : Vorselaar
- Championnat actuel : P2
- Première saison en nationales : 1938-1939
- Dernière saison en nationales : 2000-2001
- Plus haut niveau atteint : D3
- Nombre de saisons en nationales : 24 (5 en D3, 19 en D4)

### KVV Vosselaar
- Matricule : 2391
- Province : Anvers
  - Localité : Vosselaar
- Championnat actuel : D4
- Première saison en nationales : 1951-1952
- Dernière saison en nationales : en cours
- Plus haut niveau atteint : D3
- Nombre de saisons en nationales : 14 (1 en D3, 13 en D4)

### Royal Racing Club Vottem
- Matricule : 279
- Province : Liège
  - Localité : Vottem
- Championnat actuel : P3
- Première saison en nationales : 1925-1926
- Dernière saison en nationales : 1953-1954
- Plus haut niveau atteint : D2
- Nombre de saisons en nationales : 12 (1 en D2, 11 en D3, 2 en D4)

### KFC Vrasene
- Matricule : 3623
- Province : Flandre-Orientale
  - Localité : Vrasene
- Championnat actuel : P2
- Première saison en nationales : 2009-2010
- Dernière saison en nationales : 2009-2010
- Plus haut niveau atteint : D4
- Nombre de saisons en nationales : 1 (1 en D4)

## W

### Waasland-Beveren
- Matricule : 4068
- Province : Flandre-Orientale
  - Localité : Beveren/Waas
- Championnat actuel : D1
- Première saison en nationales : 2000-2001
- Dernière saison en nationales : en cours
- Plus haut niveau atteint : D1
- Nombre de saisons en nationales : 12 (1 en D1, 7 en D2, 3 en D3, 1 en D4)

### Royal Léopold Club Walcourt
- Matricule : 1610
- Province : Namur
  - Localité : Walcourt
- Championnat actuel : disparu en 2003
- Première saison en nationales : 1995-1996
- Dernière saison en nationales : 1999-2000
- Plus haut niveau atteint : D4
- Nombre de saisons en nationales : 5 (5 en D4)

### Royal Wallonia Walhain Chaumont-Gistoux
- Matricule : 3262
- Province : Brabant (Brabant wallon)
  - Localité : Walhain
- Championnat actuel : D4
- Première saison en nationales : 1997-1998
- Dernière saison en nationales : en cours
- Plus haut niveau atteint : D3
- Nombre de saisons en nationales : 16 (9 en D3, 7 en D4)

### Royal Football Club Croatia Wandre
- Matricule : 74
- Province : Liège
  - Localité : Wandre
- Championnat actuel : P3
- Première saison en nationales : 1949-1950
- Dernière saison en nationales : 1960-1961
- Plus haut niveau atteint : D3
- Nombre de saisons en nationales : 9 (3 en D3, 6 en D4)

### K Racing Waregem
- Matricule : 3302
- Province : Flandre-Occidentale
  - Localité : Waregem
- Championnat actuel : D4
- Première saison en nationales : 1997-1998
- Dernière saison en nationales : 2014-2015
- Plus haut niveau atteint : D2
- Nombre de saisons en nationales : 14 (1 en D2, 8 en D3, 5 en D4)

### KSV Waregem
- Matricule : 4451
- Province : Flandre-Occidentale
  - Localité : Waregem
- Championnat actuel : disparu
- Première saison en nationales : 1953-1954
- Dernière saison en nationales : 2000-2001
- Plus haut niveau atteint : D1
- Nombre de saisons en nationales : 55 (28 en D1, 8 en D2, 15 en D3, 4 en D4)

### Royal Stade Waremmien Football Club
- Matricule : 190
- Province : Liège
  - Localité : Waremme
- Championnat actuel : Division 2 Amateur
- Première saison en nationales : 1926-1927
- Dernière saison en nationales : 1999-2000
- Plus haut niveau atteint : D2
- Nombre de saisons en nationales : 65 (8 en D2, 30 en D3, 27 en D4)

### Royal Football Club Warnant
- Matricule : 5779
- Province : Liège
  - Localité : Warnant-Dreye
- Championnat actuel : P1
- Première saison en nationales : 2016-2017
- Dernière saison en nationales : ...
- Plus haut niveau atteint : D4
- Nombre de saisons en nationales : 7
  - Ce club est fondé en 1954. Il n'a aucun rapport avec tout autre club ayant préalablement joué dans la même commune. Il s'affilie à l'URBSFA le 1er septembre 1954 sous l'appellation de FOOTBALL CLUB WARNANT et reçoit le matricule 5779. Reconnu "Société Royale", le 15 juillet 2004 FOOTBALL CLUB WARNANT (5779) prend la dénomination de ROYAL FOOTBALL CLUB WARNANT (5779), 1er juillet 2005.

### Royal Sporting Club Wasmes
- Matricule : 137
- Province : Hainaut
  - Localité : Wasmes
- Championnat actuel : P2
- Première saison en nationales : 1942-1943
- Dernière saison en nationales : 1958-1959
- Plus haut niveau atteint : D3
- Nombre de saisons en nationales : 13 (7 en D3, 6 en D4)

### Royal Racing Club Waterloo
- Matricule : 677
- Province : Brabant
  - Localité : Waterloo
- Championnat actuel : P1
- Première saison en nationales : 2014-2015
- Dernière saison en nationales :
- Plus haut niveau atteint : D4
- Nombre de saisons en nationales : 0 (début en 2014-2015)

### K Waterschei SV THOR Genk
- Matricule : 553
- Province : Limbourg
  - Localité : Genk (Waterschei)
- Championnat actuel : disparu
- Première saison en nationales : 1932-1933
- Dernière saison en nationales : 1987-1988
- Plus haut niveau atteint : D1
- Nombre de saisons en nationales : 53 (15 en D1, 27 en D2, 11 en D3)

### Royal Wavre Limal
- Matricule : 79
- Province : Brabant (Brabant wallon)
  - Localité : Limal
- Championnat actuel : P2
- Première saison en nationales : 1962-1963
- Dernière saison en nationales : 1978-1979
- Plus haut niveau atteint : D3
- Nombre de saisons en nationales : 16 (6 en D3, 10 en D4)

### Wavre Sports Football Club
- Matricule : 4549
- Province : Brabant (Brabant wallon)
  - Localité : Wavre
- Championnat actuel : P1
- Première saison en nationales : 1962-1963
- Dernière saison en nationales :...
- Plus haut niveau atteint : D1
- Nombre de saisons en nationales : 47 (3 en D1, 9 en D2, 20 en D3, 11 en D4, 4 en D5)

Jusqu'en 2018, ce club a porté les dénominations successives de Racing Jette, Racing Jette Bruxelles et Racing Jette Wavre.

### KVK Wellen
- Matricule : 2825
- Province : Limbourg
  - Localité : Wellen
- Championnat actuel : P1
- Première saison en nationales : 1985-1986
- Dernière saison en nationales : 2002-2003
- Plus haut niveau atteint : D4
- Nombre de saisons en nationales : 14 (14 en D4)

### K Eendracht Wervik
- Matricule : 3694
- Province : Flandre-Occidentale
  - Localité : Wervik
- Championnat actuel : D3 Amateur
- Première saison en nationales : 1985-1986 (remontée en 2022)
- Dernière saison en nationales : 1999-2000
- Plus haut niveau atteint : D3
- Nombre de saisons en nationales : 18 (7 en D3, 11 en D4, 1 en D5)

### KVC Westerlo
- Matricule : 2024
- Province : Anvers
  - Localité : Westerlo
- Championnat actuel : D2
- Première saison en nationales : 1968-1969
- Dernière saison en nationales : en cours
- Plus haut niveau atteint : D1
- Nombre de saisons en nationales : 42 (15 en D1, 5 en D2, 10 en D3, 12 en D4)

### KVK Westhoek
- Matricule : 100
- Province : Flandre-Occidentale
  - Localité : Ypres
- Championnat actuel : D4
- Première saison en nationales : 1962-1963
- Dernière saison en nationales : en cours
- Plus haut niveau atteint : D3
- Nombre de saisons en nationales : 25 (1 en D3, 24 en D4)

### Royal Football Club Wetteren
- Matricule : 95
- Province : Flandre-Orientale
  - Localité : Wetteren
- Championnat actuel : D4
- Première saison en nationales : 1927-1928
- Dernière saison en nationales : en cours
- Plus haut niveau atteint : D3
- Nombre de saisons en nationales : 15 (10 en D3, 5 en D4)
  - Anciennement "Royal Racing Club Wetteren" puis "Royal Racing Club Wetteren-Kwatrecht", ce club club devient le Royal FC Wetteren en s'unissant (pas de fusion) avec son voisin du K. Standaard en 2015. Dans la tradition du "Racing", le club privilégie l'appellation "Royal" au "Koninklijke".

### KS Wetteren
- Matricule : 5479
- Province : Flandre-Orientale
  - Localité : Wetteren
- Championnat actuel : En 2015; le matricule "5479" vendu à un cercle prenant le nom de RWDM
- Première saison en nationales : 1988-1989
- Dernière saison en nationales : 2014-2015 (sous le nom de K. Standaard Wetteren)
- Plus haut niveau atteint : D2
- Nombre de saisons en nationales : 26 (3 en D2, 19 en D3, 3 en D4)
- En mai 2015, le club s'unit avec son voisin du Royal Racing Club Wetteren-Kwatrecht (matricule 95). Le matricule du "Standaard" est céder à un projet bruxellois visant à recréer un club dénommé R.W.D.M[31].

### SV Wevelgem City
- Matricule : 2997
- Province : Flandre-Occidentale
  - Localité : Wevelgem
- Championnat actuel : P1
- Première saison en nationales : 1946-1947
- Dernière saison en nationales : 2007-2008
- Plus haut niveau atteint : D3
- Nombre de saisons en nationales : 18 (6 en D3, 12 en D4)

### KFC Wezel Sport
- Matricule : 844
- Province : Anvers
  - Localité : Mol
- Championnat actuel : disparu
- Première saison en nationales : 1937-1938
- Dernière saison en nationales : 2009-2010
- Plus haut niveau atteint : D2
- Nombre de saisons en nationales : 50 (1 en D2, 22 en D3, 27 en D4)

### KFC Rapide Wezemaal
- Matricule : 3908
- Province : Brabant (Brabant flamand)
  - Localité: Wezemaal
- Championnat actuel : P3
- Première saison en nationales : 1994-1995
- Dernière saison en nationales : 1995-1996
- Plus haut niveau atteint : D4
- Nombre de saisons en nationales : 2 (2 en D4)

### KSC Wielsbeke
- Matricule : 6381
- Province : Flandre-Occidentale
  - Localité : Wielsbeke
- Championnat actuel : D3 Amateur
- Première saison en nationales : 1983-1984 (remontée en 2022)
- Dernière saison en nationales : 2011-2012
- Plus haut niveau atteint : D3
- Nombre de saisons en nationales : 18 (3 en D3, 14 en D4, 1 en D5)

### KOSC Wijgmaal
- Matricule : 1349
- Province : Brabant (Brabant flamand)
  - Localité: Wijgmaal
- Championnat actuel : D4
- Première saison en nationales : 1966-1967
- Dernière saison en nationales : en cours
- Plus haut niveau atteint : D3
- Nombre de saisons en nationales : 29 (31 en D3, 28 en D4)

### K Wijnegem VC
- Matricule : 1092
- Province : Anvers
  - Localité : Wijnegem
- Championnat actuel : P2
- Première saison en nationales : 1990-1991
- Dernière saison en nationales : 1995-1996
- Plus haut niveau atteint : D4
- Nombre de saisons en nationales : 5 (5 en D4)

### KVC Willebroek-Meerhof
- Matricule : 85
- Province : Anvers
  - Localité : Willebroek
- Championnat actuel : disparu
- Première saison en nationales : 1936-1937
- Dernière saison en nationales : 2010-2011
- Plus haut niveau atteint : D2
- Nombre de saisons en nationales : 66 (2 en D2, 43 en D3, 21 en D4)

### KVC Wingene
- Matricule : 5216
- Province : Flandre-Occidentale
  - Localité : Wingene
- Championnat actuel : P1
- Première saison en nationales : 2011-2012
- Dernière saison en nationales : 2011-2012
- Plus haut niveau atteint : D4
- Nombre de saisons en nationales : 1 (1 en D4)

### Royal Olympic Football Club Stockel
- Matricule : 3031
- Province : Brabant (Région de Bruxelles Capitale)
  - Localité: Woluwe-Saint-Pierre
- Championnat actuel : D3 Amateur
- Première saison en nationales : 2018-2019
- Dernière saison en nationales : 2018-2019
- Plus haut niveau atteint : D5
- Nombre de saisons en nationales : 1

### KV Woluwe-Zaventem
- Matricule : 3197
- Province : Brabant (Brabant flamand)
  - Localité: Zaventem
- Championnat actuel : D3
- Première saison en nationales : 2006-2007
- Dernière saison en nationales : en cours
- Plus haut niveau atteint : D3
- Nombre de saisons en nationales : 7 (5 en D3, 2 en D4)

### KHO Wolvertem Merchtem
- Matricule : 3155
- Province : Brabant (Brabant flamand)
  - Localité: Wolvertem
- Championnat actuel : D4
- Première saison en nationales : 1976-1977
- Dernière saison en nationales : en cours
- Plus haut niveau atteint : D4
- Nombre de saisons en nationales : 4 (4 en D4)

### K Ternesse VV Wommelgem
- Matricule : 1085
- Province : Anvers
  - Localité : Wommelgem
- Championnat actuel : P1
- Première saison en nationales : 1933-1934
- Dernière saison en nationales : 2018-2019
- Plus haut niveau atteint : D3
- Nombre de saisons en nationales : 6 (3 en D3, 1 en D4, 2 en D5)

### K Wuustwezel FC
- Matricule : 358
- Province : Anvers
  - Localité : Wuustwezel
- Championnat actuel : P1
- Première saison en nationales : 1976-1977
- Dernière saison en nationales : 2003-2004
- Plus haut niveau atteint : D2
- Nombre de saisons en nationales : 17 (1 en D2, 9 en D3, 7 en D4)

## Y

### White Star Ypres
- Matricule : 3070
- Province : Flandre-Occidentale
  - Localité : Ypres
- Championnat actuel : disparu
- Première saison en nationales : 1962-1963
- Dernière saison en nationales : 1966-1967
- Plus haut niveau atteint : D4
- Nombre de saisons en nationales : 5 (5 en D4)

### Royal Football Club Yvoir
- Matricule : 2472
- Province : Namur
  - Localité : Yvoir
- Championnat actuel : P3
- Première saison en nationales : 1977-1978
- Dernière saison en nationales : 1980-1981
- Plus haut niveau atteint : D4
- Nombre de saisons en nationales : 4 (4 en D4) sous le nom de US Durnal
  - Ce club est fondé le 1er décembre 1938. Il rejoint l'URBSFA sous le nom de UNION SPORTIVE DURNAL, le 11 janvier 1937 été se voit attribuer le matricule 2472. Reconnu "Société Royale", le 28 juin 1988, UNION SPORTIVE DURNAL (2472) adapte son appellation en ROYALE UNION SPORTIVE DURNAL (2472), le 1er juillet 1989. Le cercle disputé ses quatre saisons en séries nationales sous son appellation d'origine: US Durnal.
  - Le 1er avril 1939, fondation de SCARABEE CLUB YVOIR qui s'affilie à l'URBSFA le 28 avril 1939 et reçoit le matricule 2787.
  - Le 1er février 1955, fondation de FOOTBALL CLUB PURNODE qui s'affilie à l'URBSFA le 28 avril 1955 et reçoit le matricule 5820.
  - Le 1er juillet 1988, FOOTBALL CLUB PURNODE (5820) fusionne avec SCARABEE CLUB YVOIR (2787) pour former UNION PURNODE SPONTIN YVOIR 88 (5820). Le matricule 2787 est démissionné. Le club fusionné est plus souvent appelé par sa forme abrégée: UNION PSY '88' .
  - Le 1er juillet 2005, ROYALE UNION SPORTIVE DURNAL (2472) fusionne avec UNION PURNODE SPONTIN YVOIR 88 (5820) pour former ROYAL FOOTBALL CLUB YVOIR (2472). Le matricule 5820 est démissionné.
  - Dans les saisons qui suivent la fusion de 2005, le matricule 2472 tente de bâtir une équipe pour retrouver les séries nationales. Le cercle joue les premiers rôles en P1, mais malgré d'importants investissements financiers, il ne décroche pas le titre provincial et/ou échoue lorsqu'il prend part à un tour final. Renvoyé dans le "ventre mou" du classement, le club chute en P2 en 2011. Deux ans plus tard, il est relégué en P3 et bascule même en P4 en 2016, mais il remporte directement sa série et peut remonter d'un étage en vue de la saison 2017-2018.

## Z

### KVC Zaventem
- Matricule : 424
- Province : Brabant (Brabant flamand)
  - Localité: Zaventem
- Championnat actuel : disparu
- Première saison en nationales : 1946-1947
- Dernière saison en nationales : 1946-1947
- Plus haut niveau atteint : D3
- Nombre de saisons en nationales : 1 (1 en D3), sous l'appellation de FC Saventhem.

Créé en 1921, il s'affilie d'abord à la L.B.F.A, une ligue rivale de l'URBSFA qu'il ne rejoint qu'en 1924. Reconnu "Société Royale" en 1951, il adopte la version néerlandaise de son nom en 1972. Ce club fusionne, en 2003, avec le K. VK Wosjot Woluwe (matricule 3197) pour former l'actuel KV Woluwe-Zaventem.

### KFC Eendracht Zele
- Matricule : 1046
- Province : Flandre-Orientale
  - Localité : Zele
- Championnat actuel : D4
- Première saison en nationales : 1970-1971
- Dernière saison en nationales : en cours
- Plus haut niveau atteint : D3
- Nombre de saisons en nationales : 34 (20 en D3, 14 en D4)

### KFC Scela Zele
- Matricule : 783 puis 1837
- Province : Flandre-Orientale
  - Localité : Zele
- Championnat actuel : disparu
- Première saison en nationales : 1956-1957
- Dernière saison en nationales : 1969-1970
- Plus haut niveau atteint : D4
- Nombre de saisons en nationales : 14 (14 en D4)

### KVV Zelzate
- Matricule : 4165
- Province : Flandre-Orientale
  - Localité : Zelzate
- Championnat actuel : D3 Amateur
- Première saison en nationales : 2018-2019
- Dernière saison en nationales : en cours
- Plus haut niveau atteint : D4
- Nombre de saisons en nationales : 2 (avec 2019-2020)

- Ce club s'est constitué par une fusion en 2008 entre K. SLV Zelzate (4165) et le K. FC Zelzate (4385).
  - D'une part, on a le Sint-Laurens Voetbalclub (SLV) Zelzate créé en 1922 selon le site du "KVV", en 1938 selon l'ASBL "FOOT100". Ce cercle rejoint l'URBSFA en novembre 1944. Il devient le K. SLV Zelzate en 1994.
  - D'autre part, on retrouve le K. FC Zelzate, fondé en 1933 sous le nom de Voetbalclub (VC) Blue Boys et qui ne rejoint l'URBSFA qu'en mars 1946. Le club se voit attribuer le matricule 4386. À la suite de difficultés financières l'entité est restructurée en 1957. La section football prend le nom de Football Club (FC) Zelzate sous le matricule 4386. La dénomination devient K. FC Zelzate en 1995.

### KVV Zepperen-Brustem
- Matricule : 6209
- Province : Limbourg
  - Localité : Zepperen
- Championnat actuel : P2
- Première saison en nationales : 1988-1989
- Dernière saison en nationales : 1989-1990
- Plus haut niveau atteint : D4
- Nombre de saisons en nationales : 2 (2 en D4)
  - En 2015, le K. VV Zepperen (matricule 6209) fusionne avec le AC Brustem (matricule 8250) pour former le K. VV Zepperen-Brustem, sous le matricule 6209.

### K. Zonhoven United FC
- Matricule : 2780
- Province : Limbourg
  - Localité : Zonhoven
- Championnat actuel : P1
- Première saison en nationales : 1970-1971
- Dernière saison en nationales : 1989-1990
- Plus haut niveau atteint : D3
- Nombre de saisons en nationales : 20 (3 en D3, 17 en D4)

### SV Zulte Waregem
- Matricule : 5381
- Province : Flandre-Occidentale
  - Localité : Waregem
- Championnat actuel : D1
- Première saison en nationales : 1991-1992
- Dernière saison en nationales : en cours
- Plus haut niveau atteint : D1
- Nombre de saisons en nationales : 22 (8 en D1, 3 en D2, 5 en D3, 6 en D4)

### Zuun VK
- Matricule : 1434
- Province : Brabant (Brabant flamand)
  - Localité: Zuun
- Championnat actuel : P3
- Première saison en nationales : 1983-1984
- Dernière saison en nationales : 1984-1985
- Plus haut niveau atteint : D4
- Nombre de saisons en nationales : 2 (2 en D4)

### KFC Zwarte Leeuw
- Matricule : 1124
- Province : Anvers
  - Localité : Rijkevorsel
- Championnat actuel : D4
- Première saison en nationales : 1974-1975
- Dernière saison en nationales : en cours
- Plus haut niveau atteint : D2
- Nombre de saisons en nationales : 36 (4 en D2, 5 en D3, 27 en D4)

### VK Zwevegem Sport
- Matricule : 3521
- Province : Flandre-Occidentale
  - Localité : Zwevegem
- Championnat actuel : P1
- Première saison en nationales : 1958-1959
- Dernière saison en nationales : 2003-2004
- Plus haut niveau atteint : D3
- Nombre de saisons en nationales : 27 (8 en D3, 19 en D4)

### KSK Voorwaarts Zwevezele
- Matricule : 6039
- Province : Flandre-Occidentale
  - Localité : Zwevezele
- Championnat actuel : D2 Amateur VFV (2019-2020)
- Première saison en nationales : 2018-2019
- Dernière saison en nationales : en cours
- Plus haut niveau atteint : D4
- Nombre de saisons en nationales : 4 (1 en D5, 3 en D4)

- Mise à jour pour ce club le 27 septembre 2023. E, juin 2022, ce cercle quitte volontairement les séries nationales après trois saisons prestées au 4e niveau et retourne tout en bas de l'échelle hiérarchique [32]